# いすゞ・エルフ

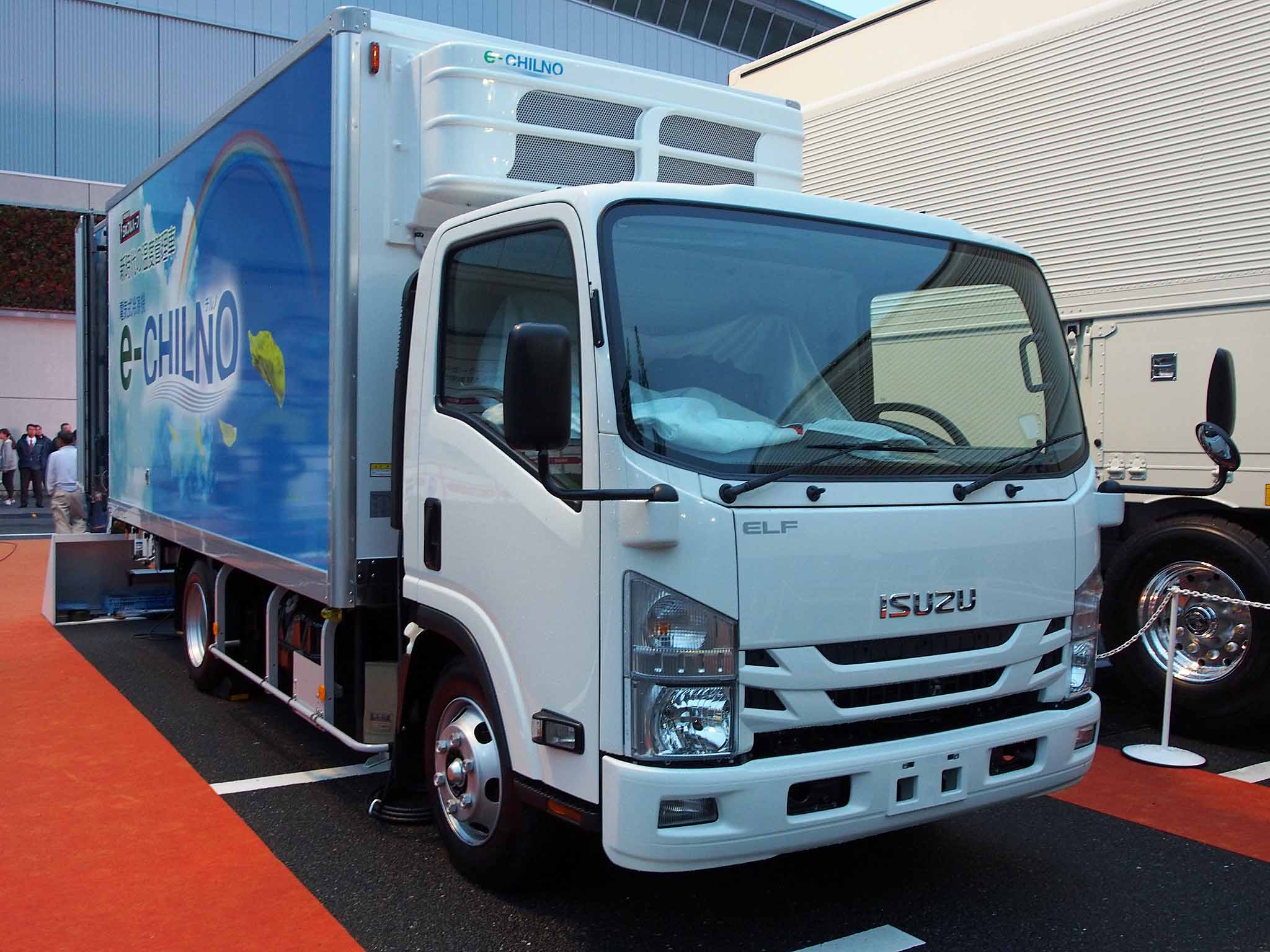
6代目エルフ
2014年販売型ワイドキャブ
日本フルハーフ温度管理車

エルフ（ELF）は、いすゞ自動車が製造・販売する小型および中型トラックである。1959年（昭和34年）に発売されて以来、乗用車やSUVを製造していた時代も含め、一貫していすゞ自動車の主力販売商品となっている。
本項では以下の関連車種についても記述する。
- ライト エルフ（Light ELF）
- エルフ マイパック（ELF Mypack）
- エルフ 100（ELF 100）
- エルフ EV（ELF EV）
- エルフ ミオ（ELF mio）
- エルフ ミオ EV（ELF mio EV）

## 概要
2025年（令和7年）現在は、新普通免許で運転できる最大積載量1トンクラスかつ車両総重量3.5トン未満の4ナンバー車である「エルフミオ」から、中型自動車8トン限定免許（旧普通免許）で運転できる4トン積載クラスまで、幅広いシャシーラインナップを有する。
1975年（昭和50年）に2トンクラストラックでシェアトップを奪って以来、日本の小型キャブオーバートラックの代表的存在として位置づけられている。一般的なトラック同様、ホイールベースと荷台のバリエーションによりさまざまな車種が存在する。エンジンはディーゼルエンジンのみならず、BEV（二次電池式電気自動車）も存在する。かつては3種類以上のディーゼルエンジンのほか、ガソリンエンジンなど多彩なエンジンが用意されており、ほかにも、LPG、CNGといったガス燃料車や、ディーゼルエンジンと電気モーターを組み合わせたハイブリッド車も存在していた。しかし自動車排出ガス規制への対応から、6代目へのモデルチェンジでLPG車が廃止され、ディーゼル2機種とCNG車、ベースエンジンを共用するハイブリッド車のみとなった。7代目はディーゼル2機種とBEVを設定しているが、7代目へのモデルチェンジと同時にCNG車、ベースエンジンを共用するハイブリッド車は廃止された。
日本国内向けは最大でも中型自動車8トン限定免許の上限となる車両総重量8トンクラスの「NPR」シリーズまでの設定であるが、輸出仕様の中には車両総重量8.5トン - 9.5トンクラスの「NQR」シリーズが設定されている仕向地もある。
2004年（平成16年）の5代目のマイナーチェンジの際に、エルフのCMソングとして『いすゞのトラック』が制作された。
メキシコや韓国など、日本と同じエルフの名称で販売している輸出先・現地生産先もあるものの、日本国外のほとんどの地域ではNシリーズとして発売される。2008年（平成20年）の6代目からの輸出車両は車名が「REWARD」となった。
また、本車種の派生車種として､キャンピングカーベース専用車の｢Be-cam｣（エルフ）と「TRAVIO」（エルフミオ）が存在するが､｢Be-cam｣の翻字には｢びぃーかむ｣｢びーかむ｣｢ビーカム｣と言った表記揺れが見られる｡

## 1.5t積 - 4t積系

### 初代（1959年-1968年）

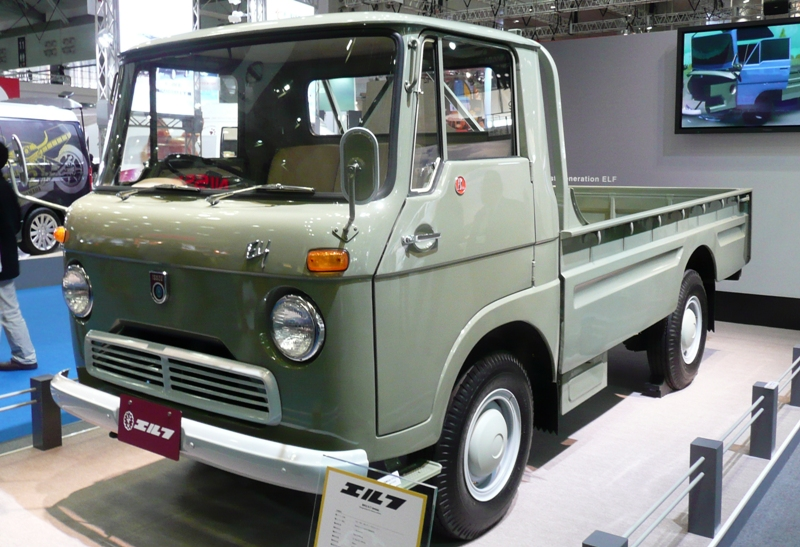
初代エルフ前期型
（1959 - 1965年）

- 1959年8月26日、初代モデル登場。当時の川崎工場にてラインオフ。初登場時はガソリンエンジンのみの設定で、GL150型と呼ばれる1500ccのエンジンを搭載。ラジオや車内ヒーターなどの快適装備やアクセサリーはオプション装備であった。
- 1960年3月、クラス初採用となる2000ccディーゼルエンジン搭載車を追加。初採用時のエンジンはDL200型。馬力があり経済的なディーゼルエルフは一躍人気車種となり、販売台数はトヨタ・ダイナを抜いてクラストップを獲得する。これ以降、各社ともディーゼルエンジン車をラインアップに追加する。
- 1963年6月、生産ラインを藤沢工場へ移設。
- 1965年1月、ヘッドライトを丸形2灯から丸形4灯（横2灯）に変更し、グリルデザインも変更された。キャブドアは最後まで前開きであった。

### 2代目（1968年-1978年）

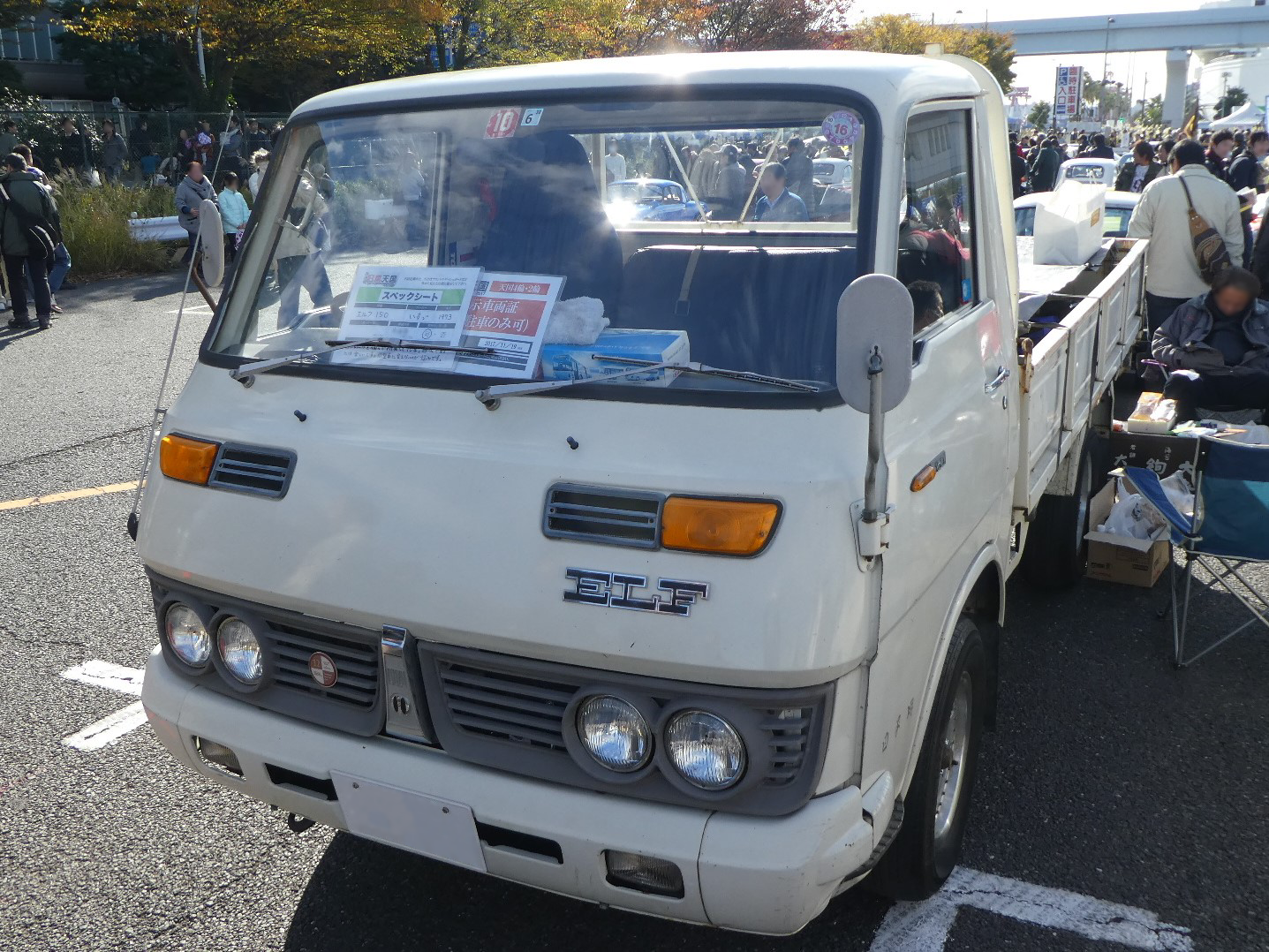
2代目エルフ150

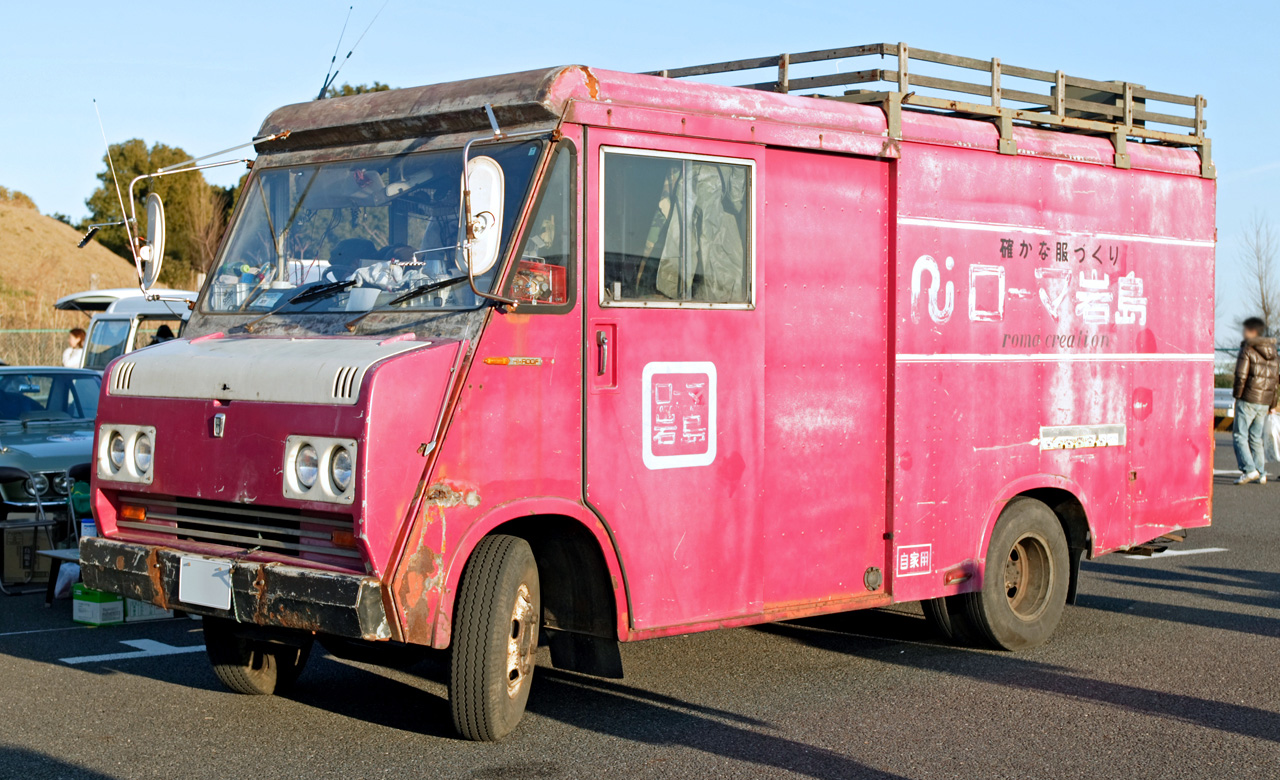
エルフハイルーフ

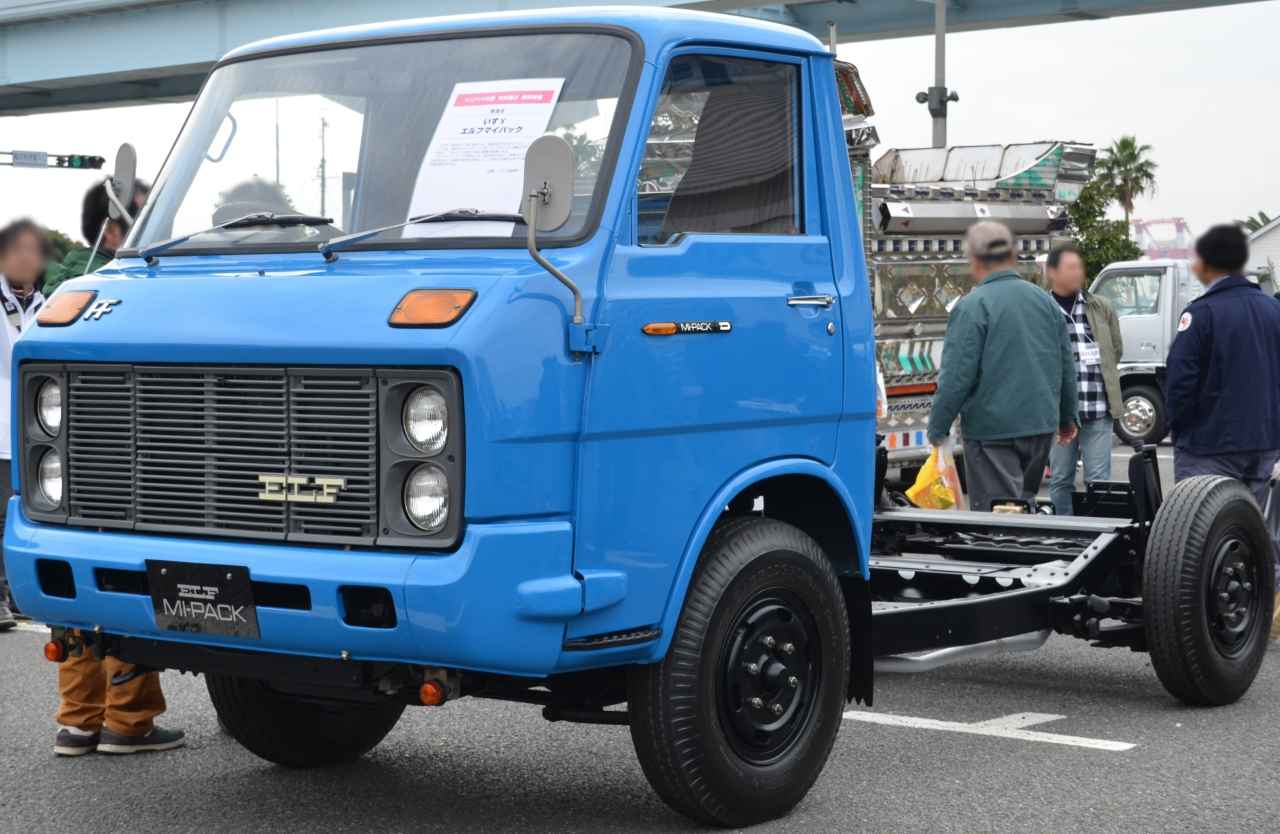
エルフマイパック

150/250シリーズは1968年-1975年、350シリーズは1970年-1978年にかけて展開。
- 1967年8月、開発中だった2代目モデルをベースとして、丸形2灯ヘッドライト・車体色グリルを採用した1.25t積モデル「ライトエルフ」（G150型ガソリンエンジン搭載）を先行発売。
- 1968年4月、フルモデルチェンジで2代目登場。ウォークスルーバンの「ハイルーフ」もラインアップされる。トラック・バン共通の2連テールランプを装備。
- 1969年8月、ライトエルフにダブルキャブを追加。
- 1970年10月、3.5t積モデルのエルフ350（中・長距離輸送向け）登場。
- 1971年4月、ライトエルフの後継として1.5t積のエルフ150（市内配送向け）を追加。既存モデルはエルフ250（近・中距離輸送向け）に改称し、ディーゼルエンジンは2.4Lに排気量アップ。これによりエルフシリーズのグレード構成を確立。トラックのみテールランプのデザインが3連に変更される。
- 1972年4月、前輪駆動の「エルフマイパック」登場。荷台スペースの自由度などが注目されたが、ボンネットが突き出たスタイルゆえ通常のエルフより荷台長が短くなること、受注生産で車両価格が通常エルフの1.5倍に跳ね上がったのが災いし成功には至らなかった。なお、マイパックは350シリーズとともに、3代目にフルモデルチェンジした後も1978年まで並行生産を行っていた。
- 1973年1月、エルフ350にロングボディを追加。
- 1974年4月、エルフ150に小径ダブルタイヤ採用の低床フラットローを追加。
- 1975年6月、3代目にフルモデルチェンジし、2代目150/250（ルートバンを除く）生産終了。350/ルートバン/マイパックは継続生産となる。
- 1976年、2代目ルートバン生産終了。
- 1978年12月、2代目350シリーズおよびマイパック生産終了。なお、350シリーズは1980年に3代目ワイドキャブとしてフルモデルチェンジを受ける。

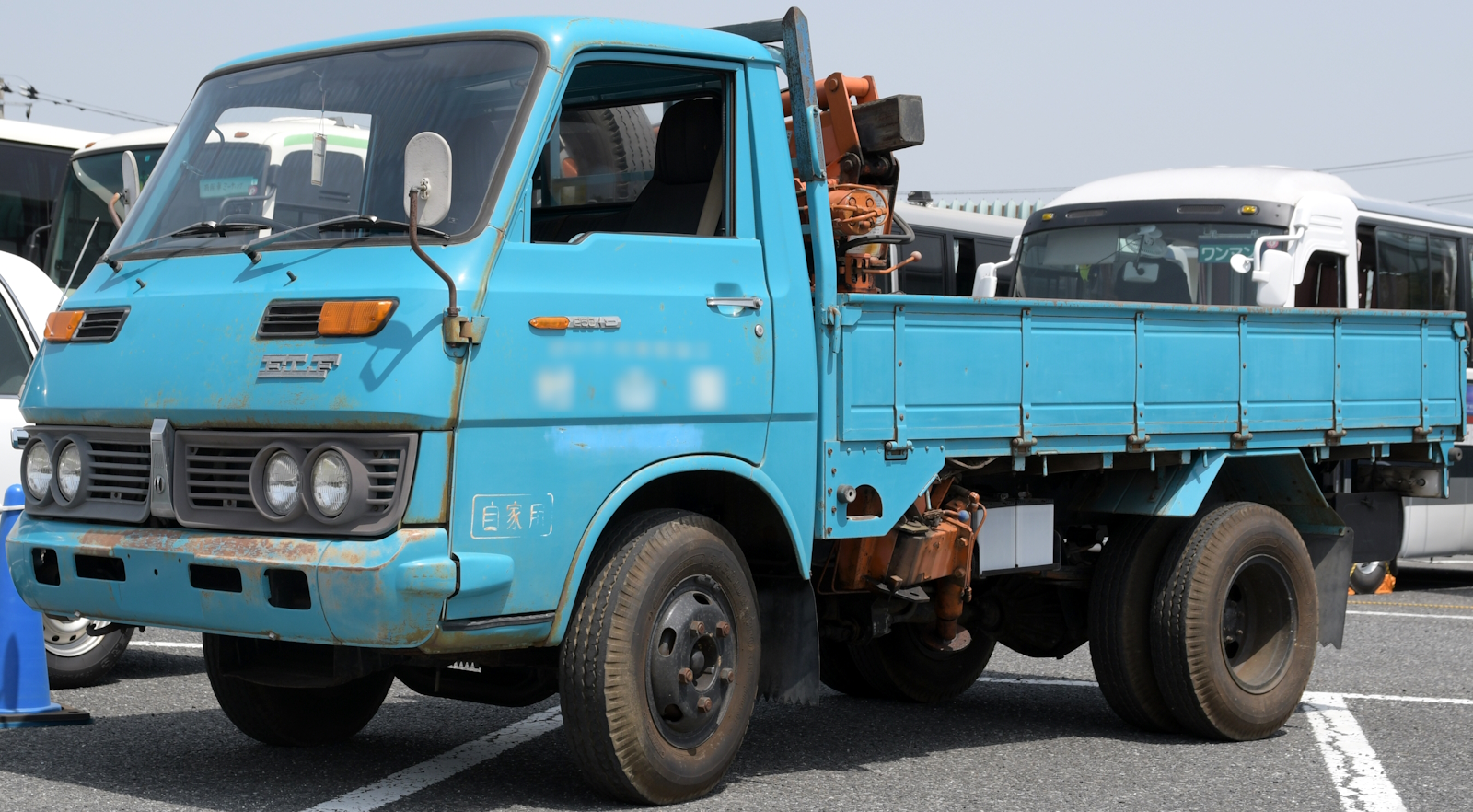
エルフ250
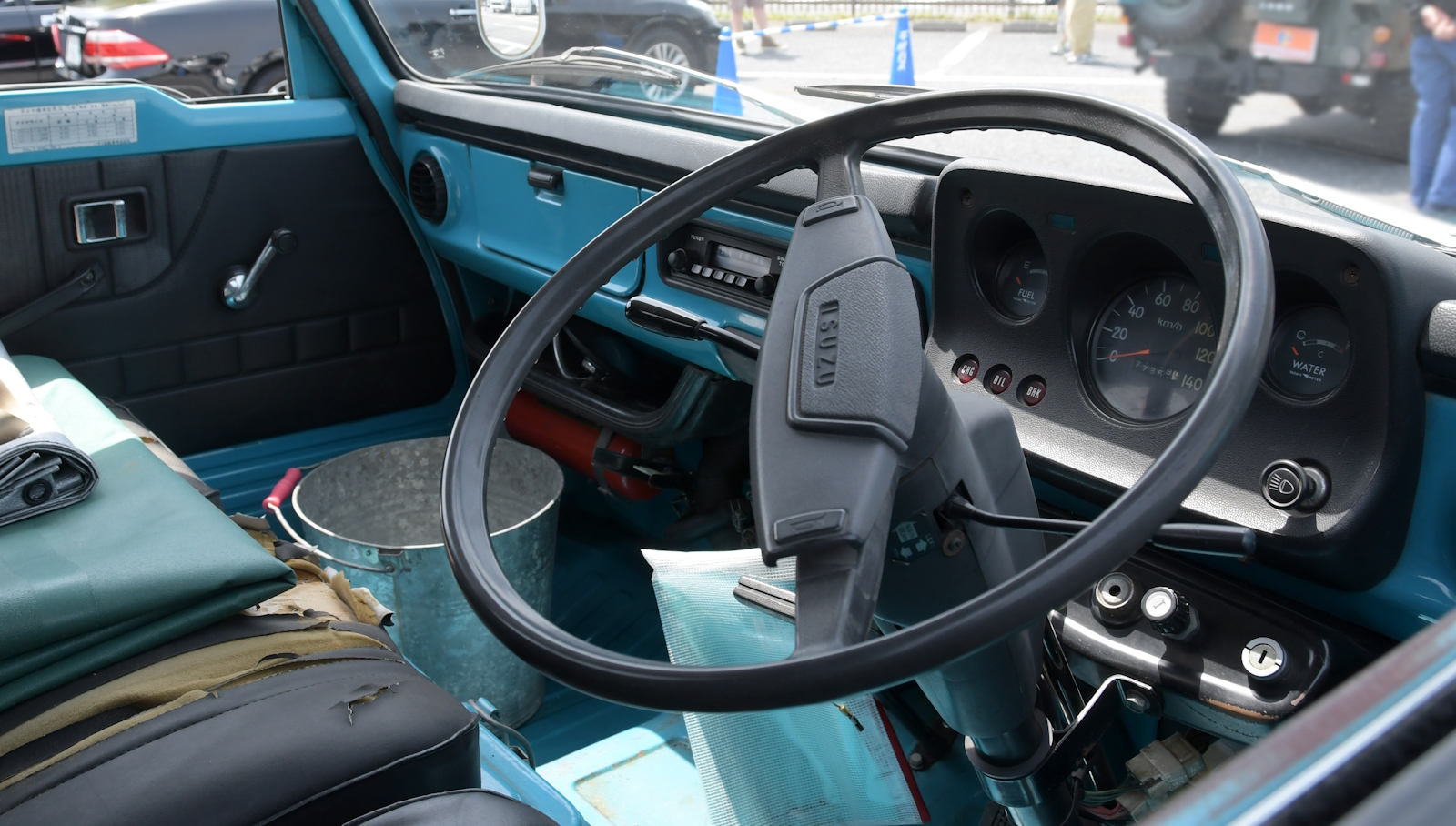
エルフ250（車内）
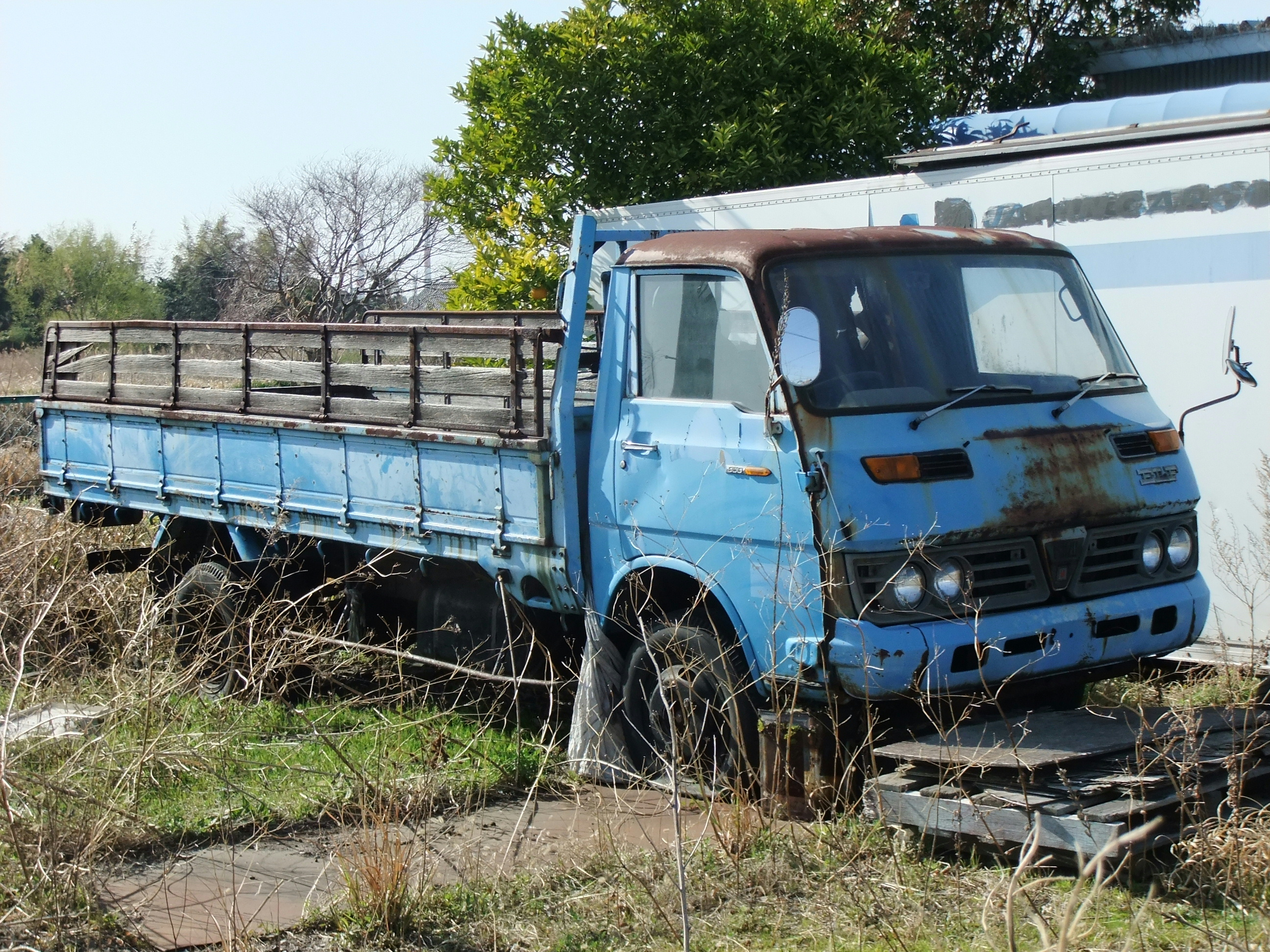
エルフ350
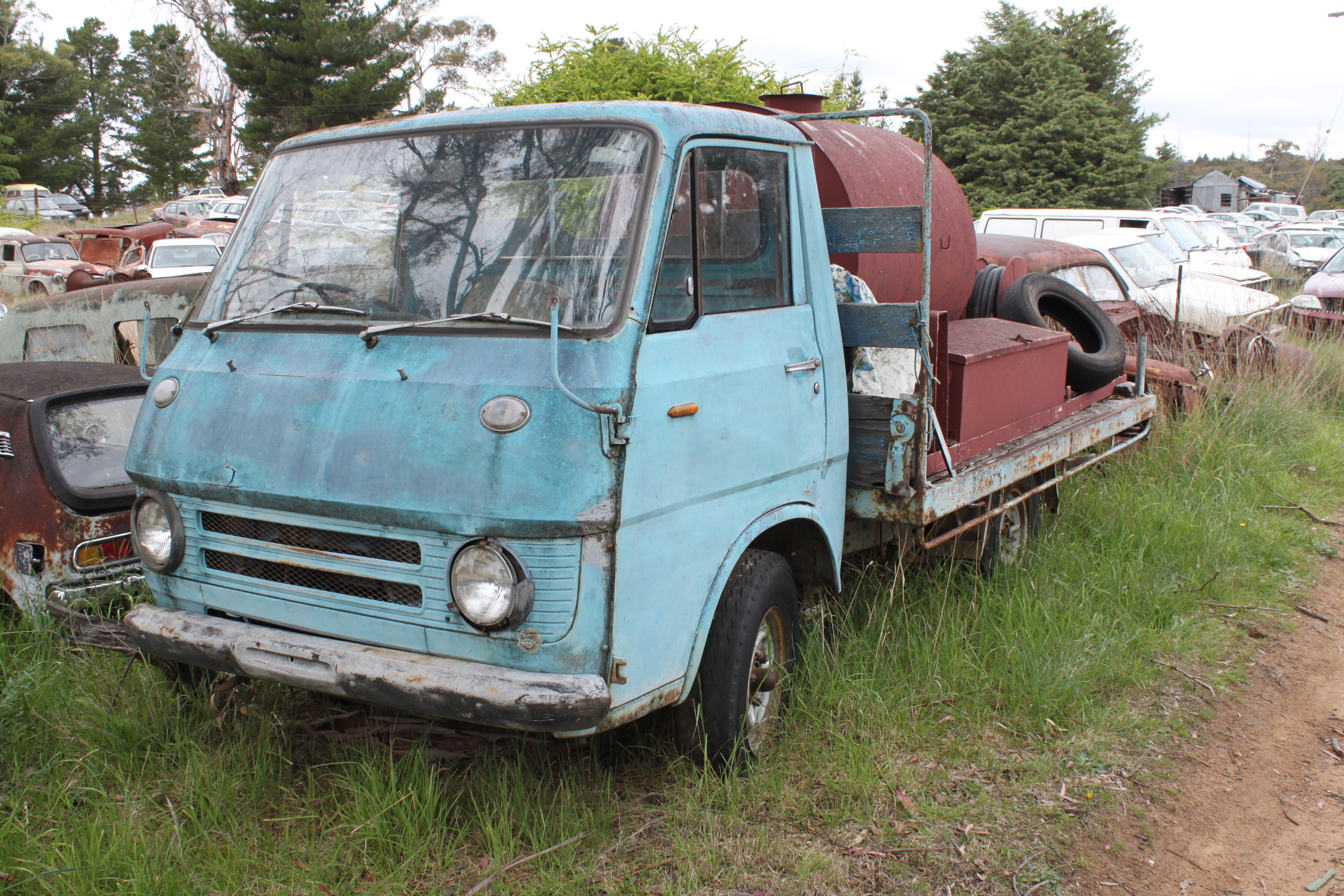
ライトエルフ

### 3代目（1975年-1991年）

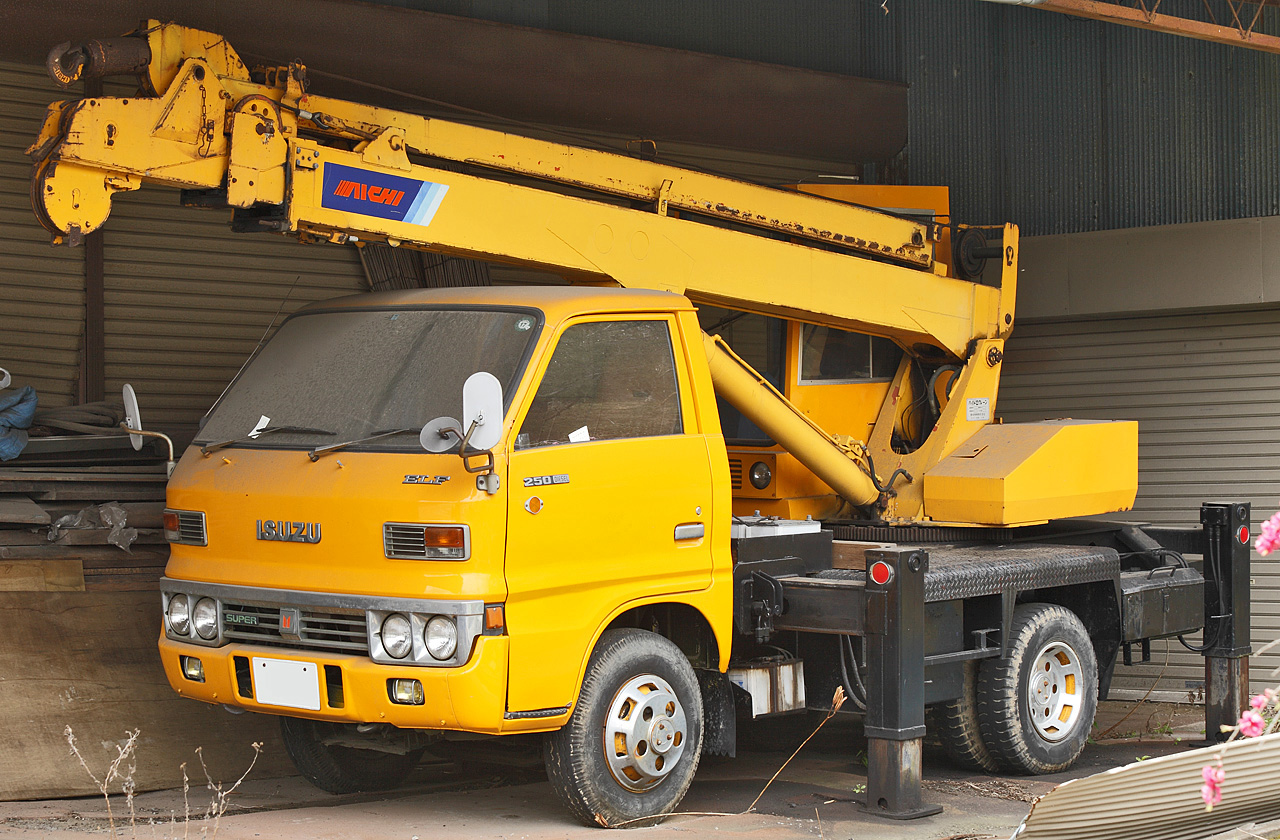
3代目エルフ中期型

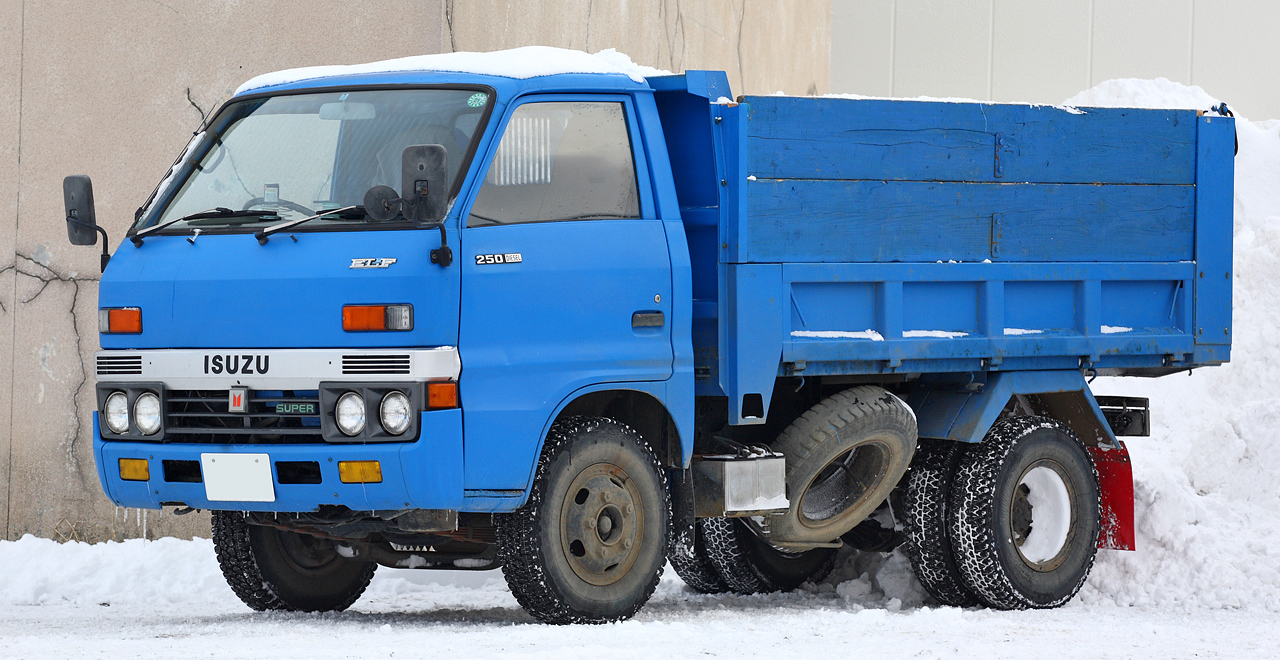
3代目エルフ後期型ダンプ

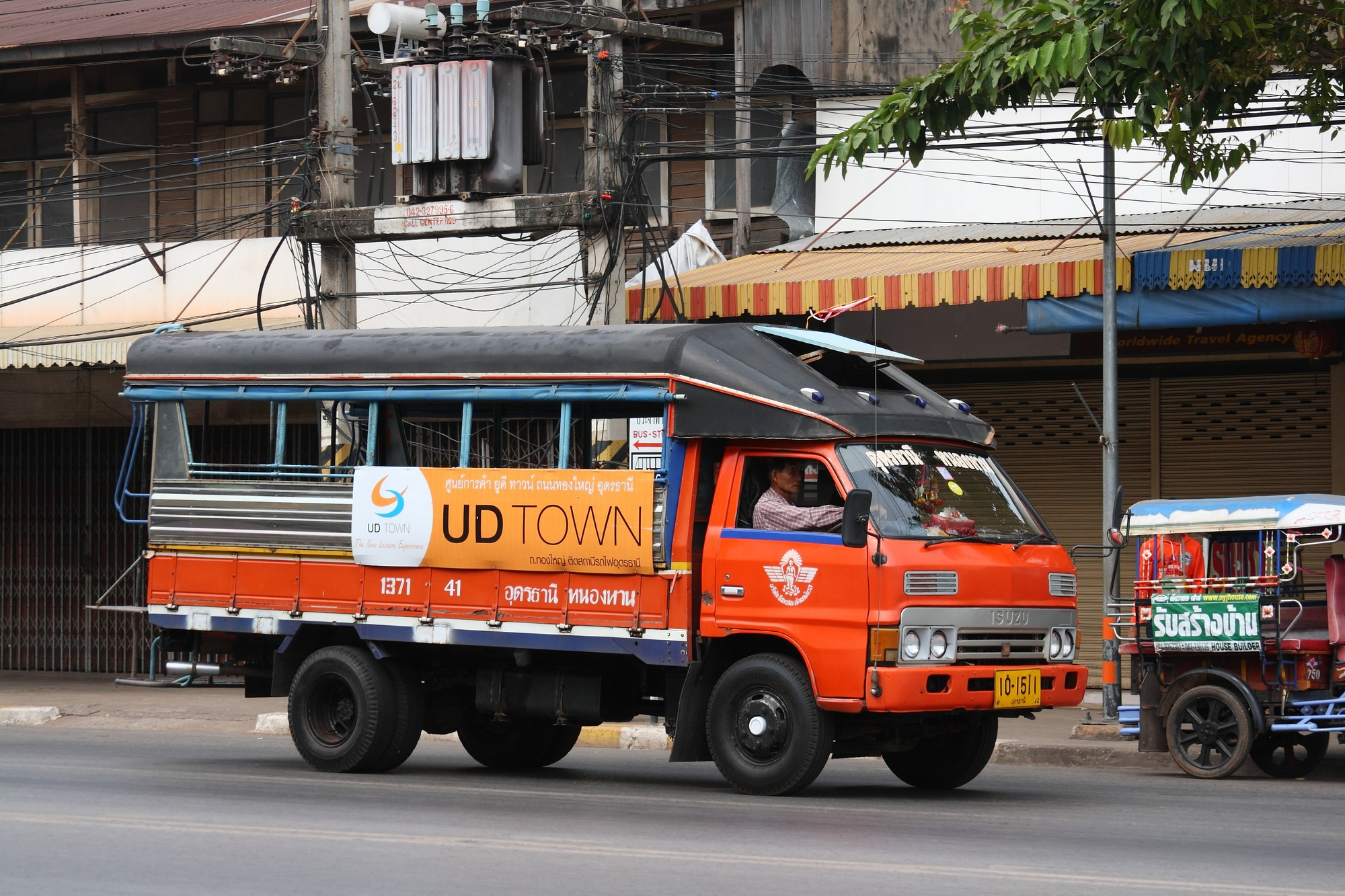
3代目エルフワイドキャブ

150/250シリーズは1975年-1984年、ルートバンは1976年-1991年、350シリーズは1980年-1984年にかけて展開。
- 1975年6月、フルモデルチェンジで3代目登場（エルフ150及び250）。テレビCMに渥美清を起用したことから、3代目前期型は通称「寅さんエルフ」とも呼ばれる。
- 1976年、1年遅れてルートバンもフルモデルチェンジ。
- 1977年1月、エルフ250に前後異径タイヤのフラットローを追加。
- 1977年2月、エルフ250にいすゞ独自のデザインを施した荷台を搭載した「ダンディダンプ」を追加。
- 1977年9月、ロングボディ車やルートバンにもフラットローを設定し、バリエーションを拡充。
- 1978年12月、マイナーチェンジ。フロントグリルの形状が変更。2t車は「エルフ250スーパー」として発売。　生産累計100万台達成。
- 1980年1月、マイナーチェンジ、昭和54年排出ガス規制適合。この時のCMに『ドカベン』が起用されたことから、3代目後期型は「ドカベンエルフ」とも呼ばれる。フロントグリルがシルバーに変更。ワイドキャブ車の「エルフ250ワイド」「エルフ350ワイド」が登場、1978年に2代目350シリーズ生産終了後、約2年半ぶりの復活としてのフルモデルチェンジとなった。チルトキャブが採用される。
- 1981年7月、マイナーチェンジ。フロントグリルがシルバー一色からシルバーとブラックに変更され、インパネのデザインが大幅に変更される。透過照明式メーターとエアコン対応のフルエアミックスタイプのヒーターの採用。ワイパーとドアハンドルがブラック塗装になる。
- 1983年3月、ディーゼルエンジン昭和58年排出ガス規制適合。
- 1984年7月、4代目にフルモデルチェンジ。3代目150/250/350シリーズ（ルートバンを除く）生産終了。ルートバンは継続生産。
- 1985年3月、ルートバンをマイナーチェンジ。フロントグリルをホワイト塗装化し、アッパーグリルがブラック塗装に変更され、4代目に似たイメージとなる。
- 1991年1月、3代目ルートバン生産終了。7年遅れて4代目にフルモデルチェンジしたが、3代目のバンボディを流用している。

### 4代目（1984年-1993年）

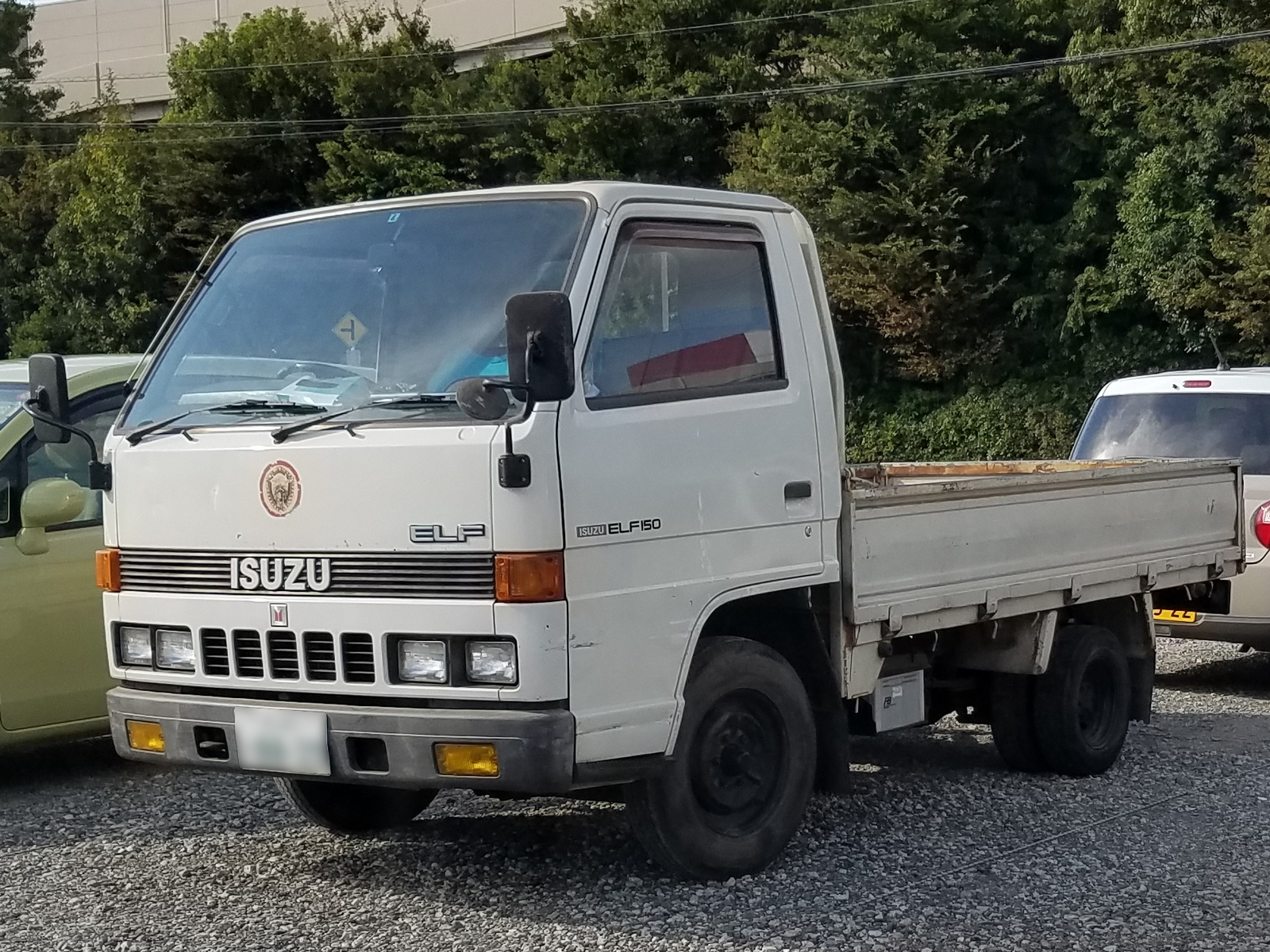
4代目エルフ前期型

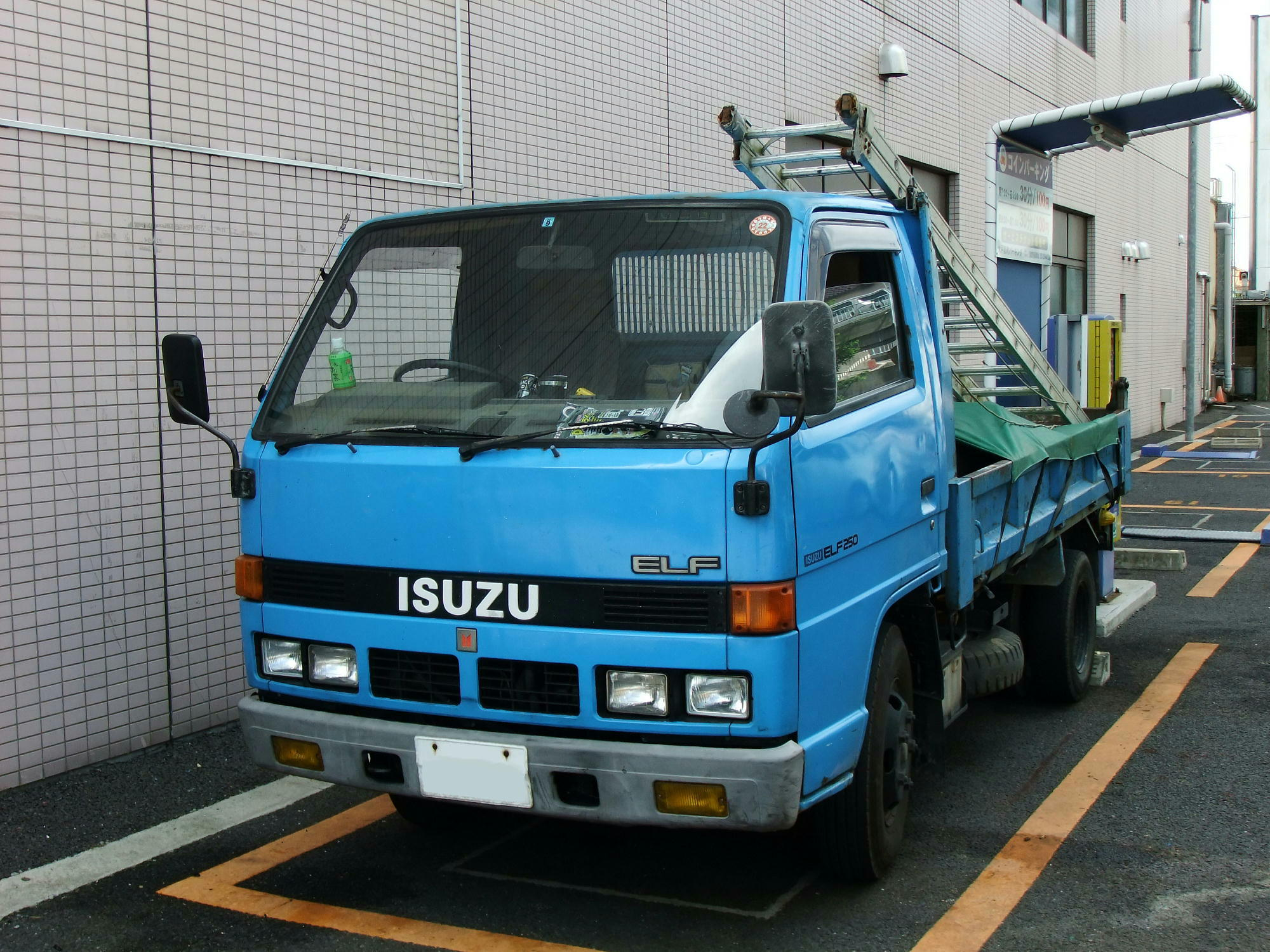
4代目エルフ中期型

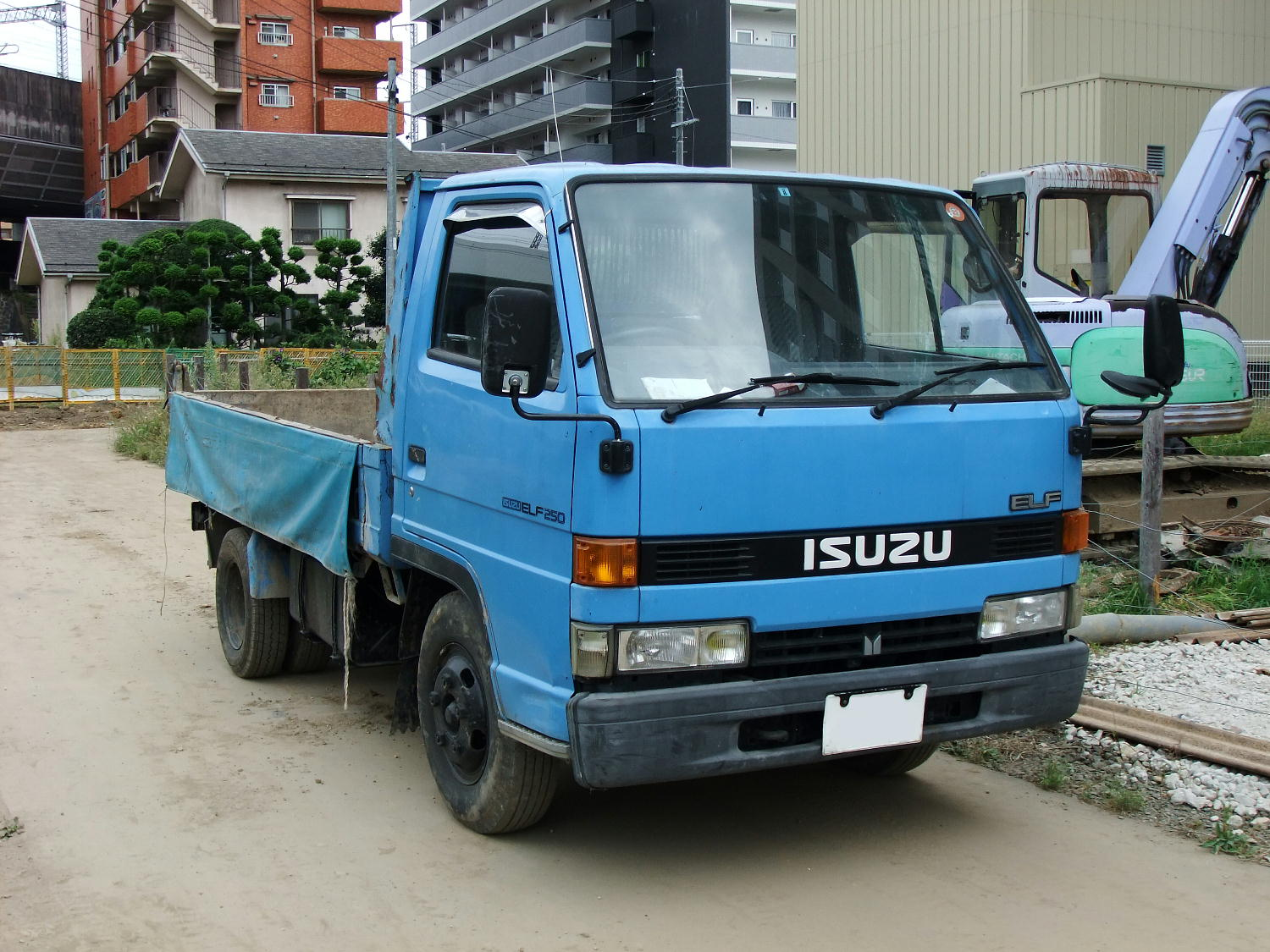
4代目エルフ後期型

- 1984年7月、4代目が登場。ただしルートバンは先代型を継続生産した。フォワードジャストンはこの代から設定。また、ディーゼルエンジンは全車直噴化された。キャブ色に白を設定したことから、いすゞでは「白いエルフ」と呼んでいる。シフトレバーがコラムシフトからフロアシフトに変更された。
- 1986年12月、NAVI-5搭載車の販売開始。
- 1987年2月、マイナーチェンジ。フロントグリルの形状が変更され、キャブ色の白はカラードバンパーとなった。
- 1987年9月、4WD車を追加。
- 1988年6月、生産累計200万台を達成。
- 1988年7月、ワイドキャブに助手席セーフティウインドウ「OKウインドー」を装備。
- 1989年6月、OKウインドーを全車に標準装備。平成元年排出ガス規制適合。
- 1990年6月、マイナーチェンジ。ISUZUロゴのデザインが変更されたほか、ヘッドライトが角形4灯から異形タイプに変更された。このヘッドライトはこの年以降のフォワード、810EX、スーパークルーザーにも使われた。西工ネオロイヤルC型・92MCと富士重17型・後期型（日産ディーゼル製シャーシ以外）もこのヘッドライトを装着している。
- 1991年1月、4速AT車が登場。3代目が継続生産されていたルートバンをフルモデルチェンジ。
- 1993年7月、5代目にフルモデルチェンジ。ルートバンは4代目を生産継続した。
- 1995年5月、ルートバンが平成6年排出ガス規制適合のディーゼルエンジンを搭載。
- 1999年8月、ルートバンが平成10年排出ガス規制に適合。
- 2002年6月、4代目ルートバン生産終了。

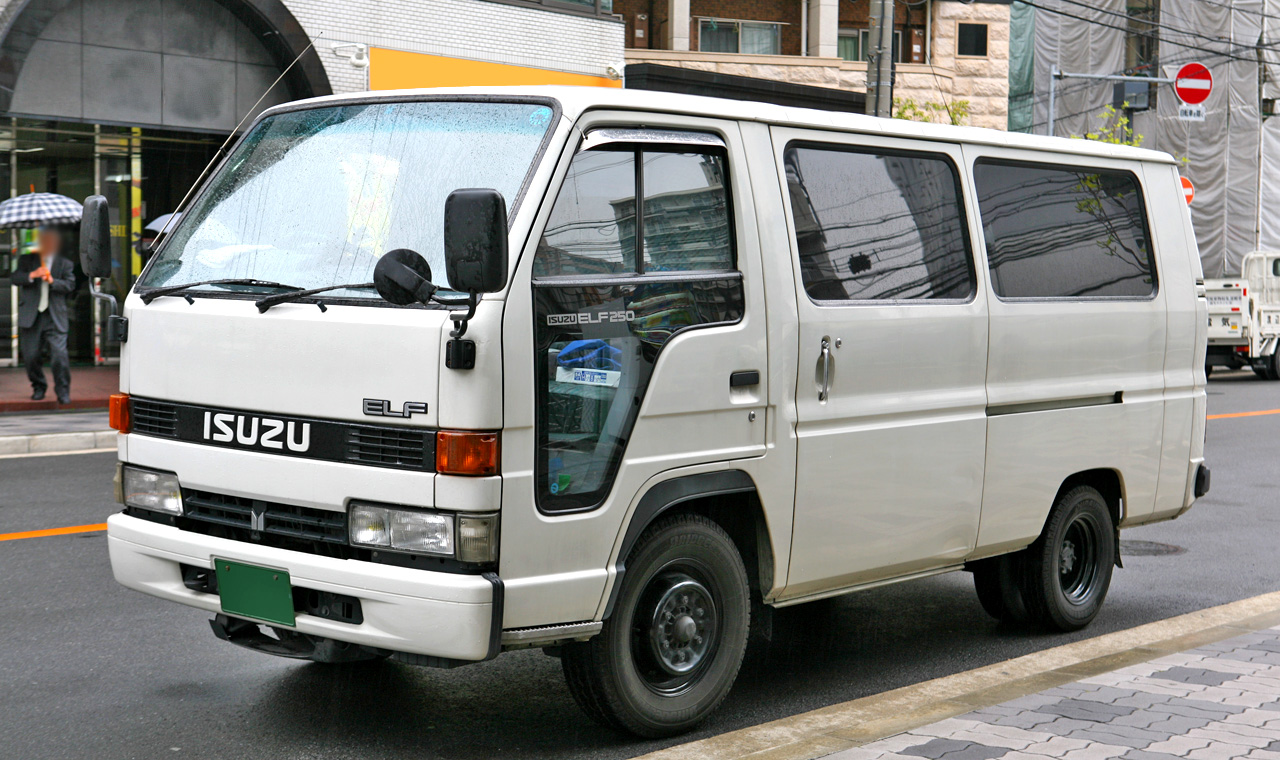
ルートバン (WKR69) バンボディーは3代目の流用
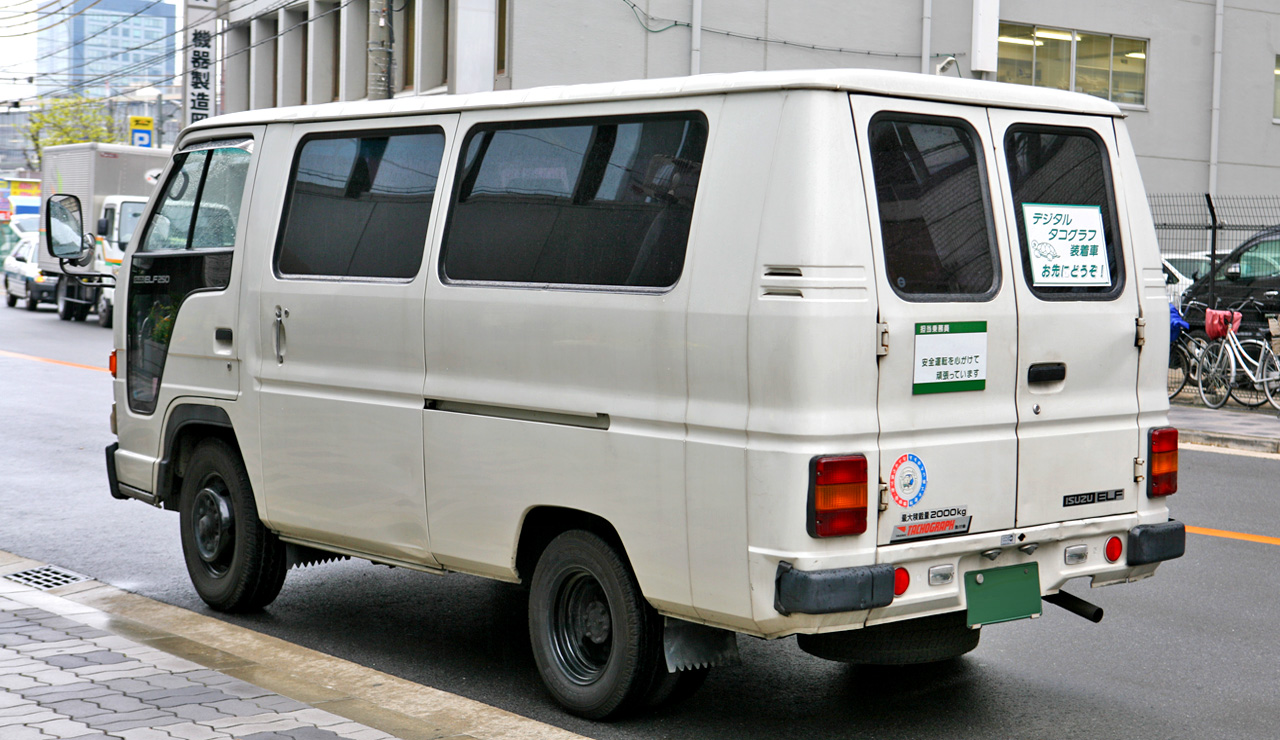
ルートバン リアスタイル
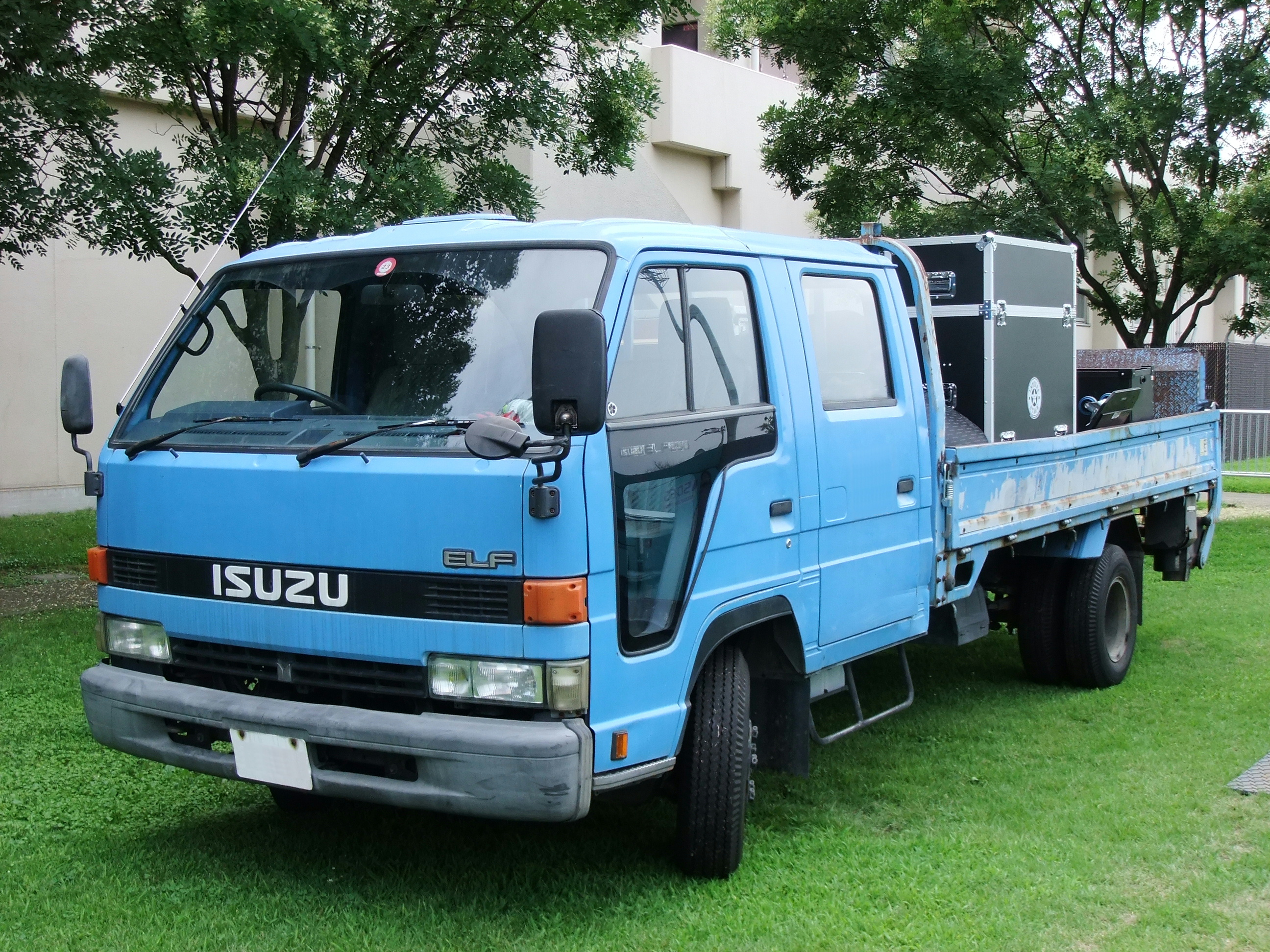
後期型ワイドダブルキャブ
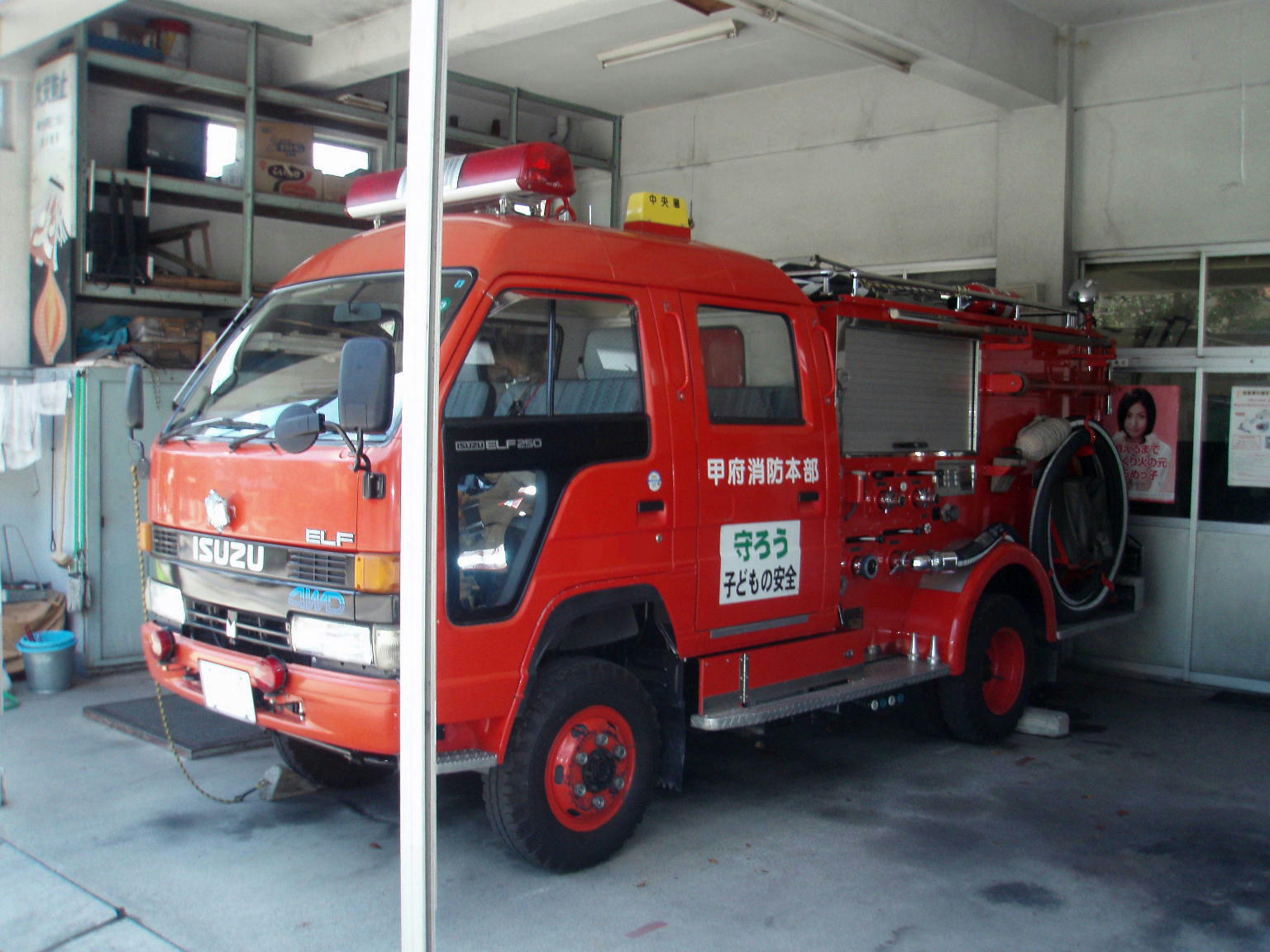
後期型4WDダブルキャブ消防車

### 5代目（1993年-2006年）

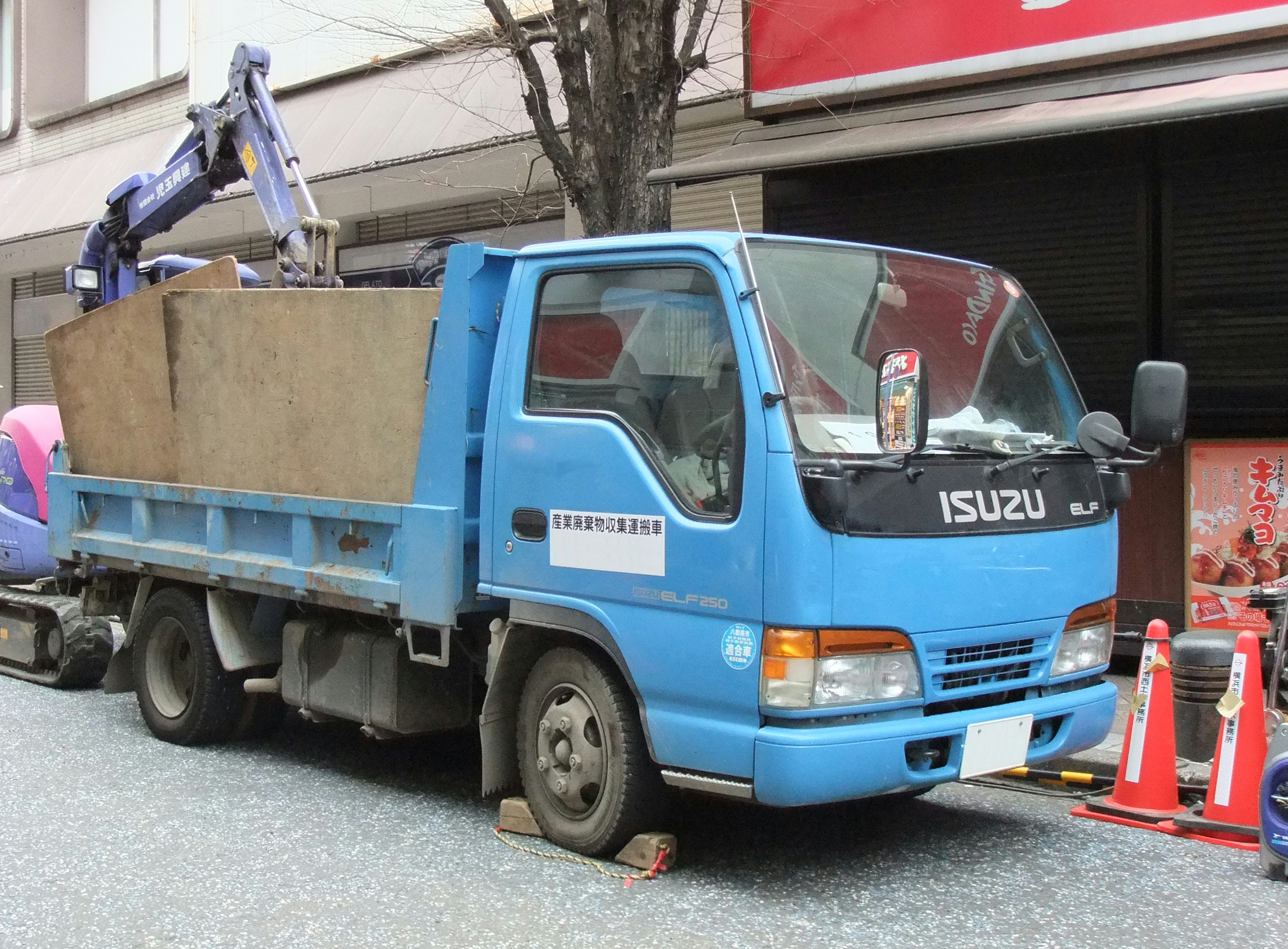
5代目エルフ（1993年販売型）標準キャブ

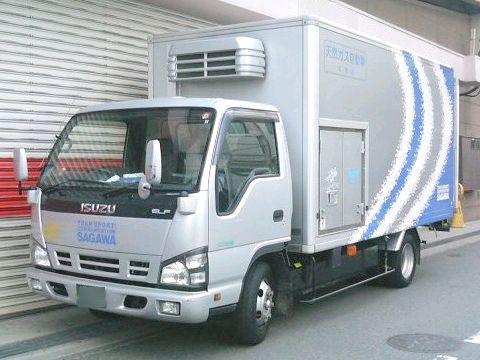
5代目エルフ（2004年改良型）
ワイドキャブCNG車

- 1993年7月、5代目が登場。キャッチコピーは「ゆうゆうエルフ」。サイドブレーキがステッキ式からハンドブレーキに変更される。高規格救急車仕様のスーパーメディックも登場する（架装は新星工業）。輸出仕様のNシリーズは経済性を優先してこの代まで角目4灯ライトが採用されていた。シングルキャブにはハイキャブが新たに設定され、ダブルキャブにはハイキャブの天井を更に嵩上げしたハイトップキャブが設定された。
  - この代から1t積がラインナップから外れ、1.5t積以上の展開となる。いすゞにおける1t積以下の小型トラックは850kg積のファーゴトラックが担う事になった[4]。
- 1995年5月 マイナーチェンジ。平成6年排出ガス規制適合のディーゼルエンジンを搭載。キャッチコピーは「クリーンエルフ」。OEM車に日産・アトラス、UD・コンドル20/30/35シリーズが加わる。
- 1995年6月、生産累計300万台を達成。
- 1996年11月、セミボンネットタイプのルートバン・エルフUTが登場（2001年10月に生産中止）。日産へもアトラスMAXとしてOEM供給された。
- 1997年5月、マイナーチェンジ。キャッチコピーは「多彩なエルフ」。フロントのISUZUロゴがエンブレムに変更。翌年モデルからオドメーターとトリップメーターが液晶パネル化された。
- 1998年3月、クラッチフリー車が登場。
- 1998年9月、CNG車を追加。
- 1999年5月、マイナーチェンジ。平成10年排出ガス規制適合。運転席エアバッグが標準装備され、グリルがメタル仕様になる。
- 2000年6月、CNG車に電磁式リターダ（TBK製「エディターダ」）を標準設定。
- 2002年6月、マイナーチェンジ。平成15年排出ガス規制適合（一部車種を除く）を機に「エルフKR」という名で発売。
  - 4.6Lエンジン (4HG1) をコモンレール式4.8Lエンジン (4HL1) に変更。
  - ライト上部の色をオレンジからシルバーに、透過照明式メーターの色がオレンジから白にそれぞれ変更。
  - 一部グレードにデュアルモードMTを装備。デュアルモードMT仕様車には電子制御スロットルを使用したドライブ・バイ・ワイヤが採用され、変速時のエンジン、クラッチ、トランスミッションの連携制御が行われるようになる。
  - 救急車仕様のスーパーメディックが廃止される。また、4代目が継続生産されていたルートバンが生産終了となる。
- 2004年5月、マイナーチェンジ。平成16年排出ガス規制に適合。
  - 全車種にセミオートマチックトランスミッションのスムーサーEが標準設定、一部車種に機械式オートマチックトランスミッションのスムーサーE オートシフトがオプション設定される（従来のクラッチ付のマニュアルシフト車も全車に標準設定）。
  - このモデルで異形ヘッドライトがNシリーズ全モデルに採用された。
  - OEM車にマツダ・タイタンが加わり、4兄弟化する。また、この年に生産累計400万台を達成。
- 2004年12月、特別仕様車VPを設定。
- 2005年4月18日、いすゞ独自のPTO型パラレル駆動ハイブリッドシステムを採用した、ディーゼルハイブリッド車が登場。量産車として世界初のリチウムイオン電池（日立ビークルエナジー製）を採用した。他社製のハイブリッドと異なり、ハイブリッドシステムが故障した場合でも、PTOを切り離すことで通常のディーゼル車として走行継続が可能である。日野のHIMR方式がハイブリッドモーターでエンジンを始動するのに対し、エンジン始動時はHIMRと異なり通常のセルモーターを使う。このため、エンジン始動時はハイブリッド車ながら「キュルキュルキュル……」という音がする。

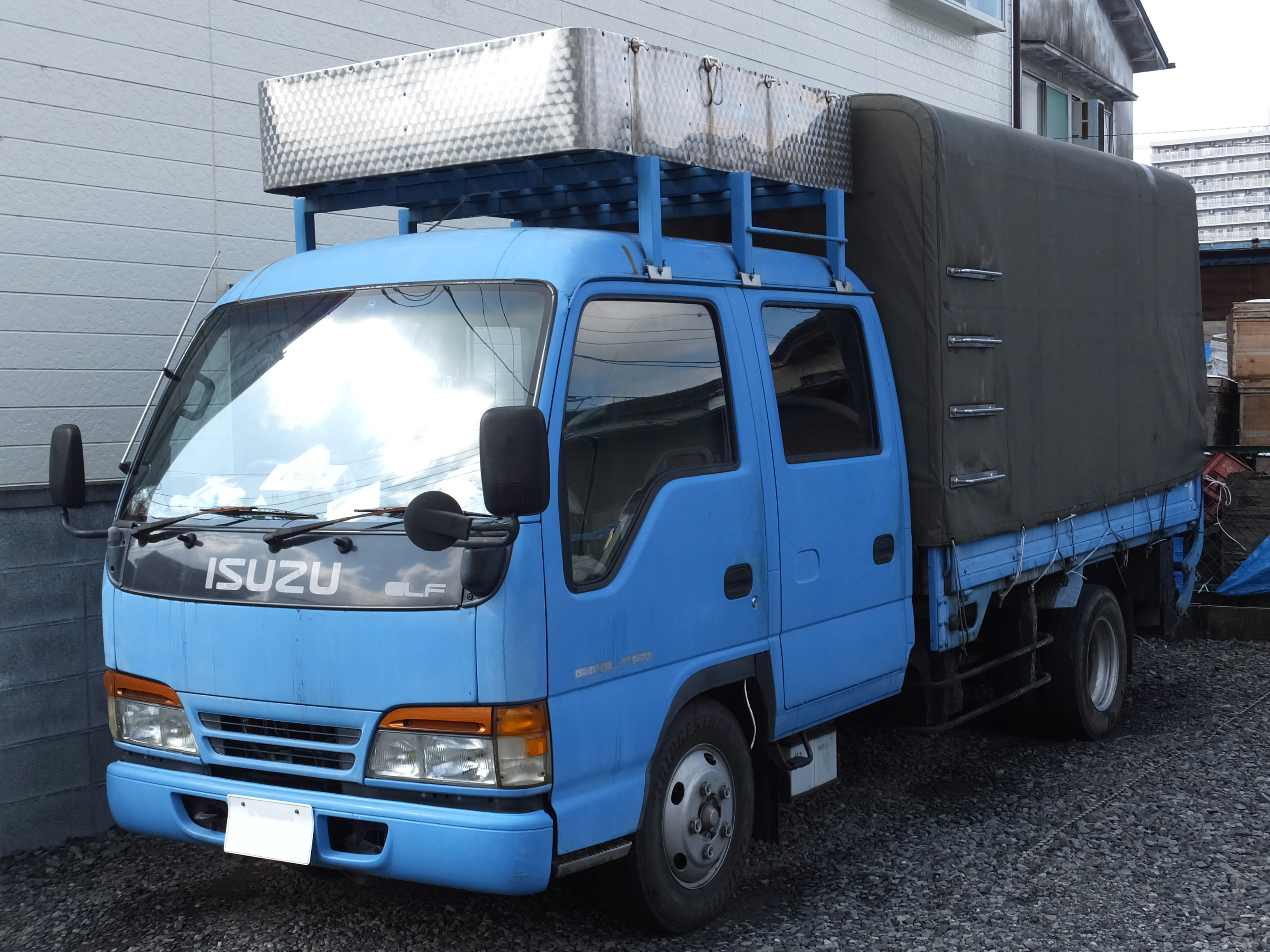
1993年型ハイトップダブルキャブ
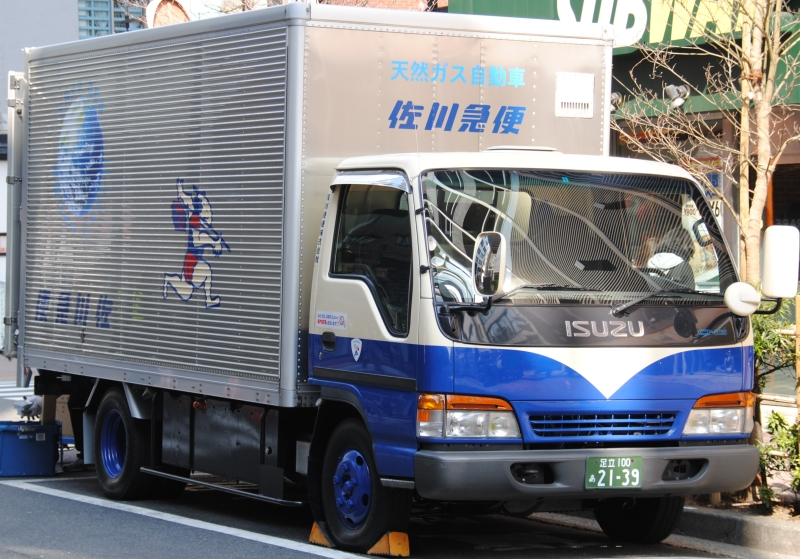
1997年型ワイドキャブCNG車
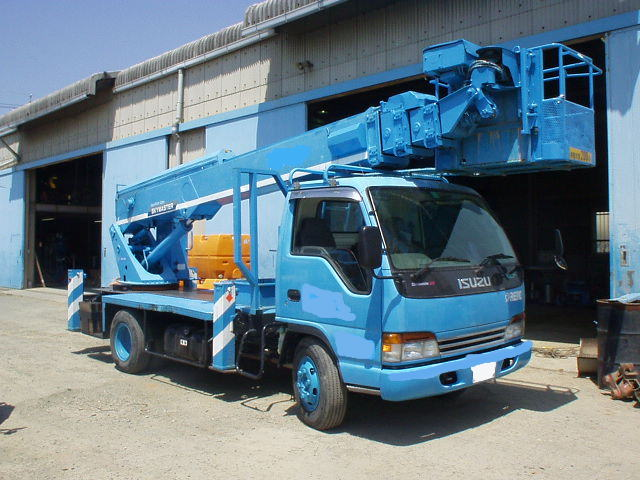
1999年型ワイドキャブ
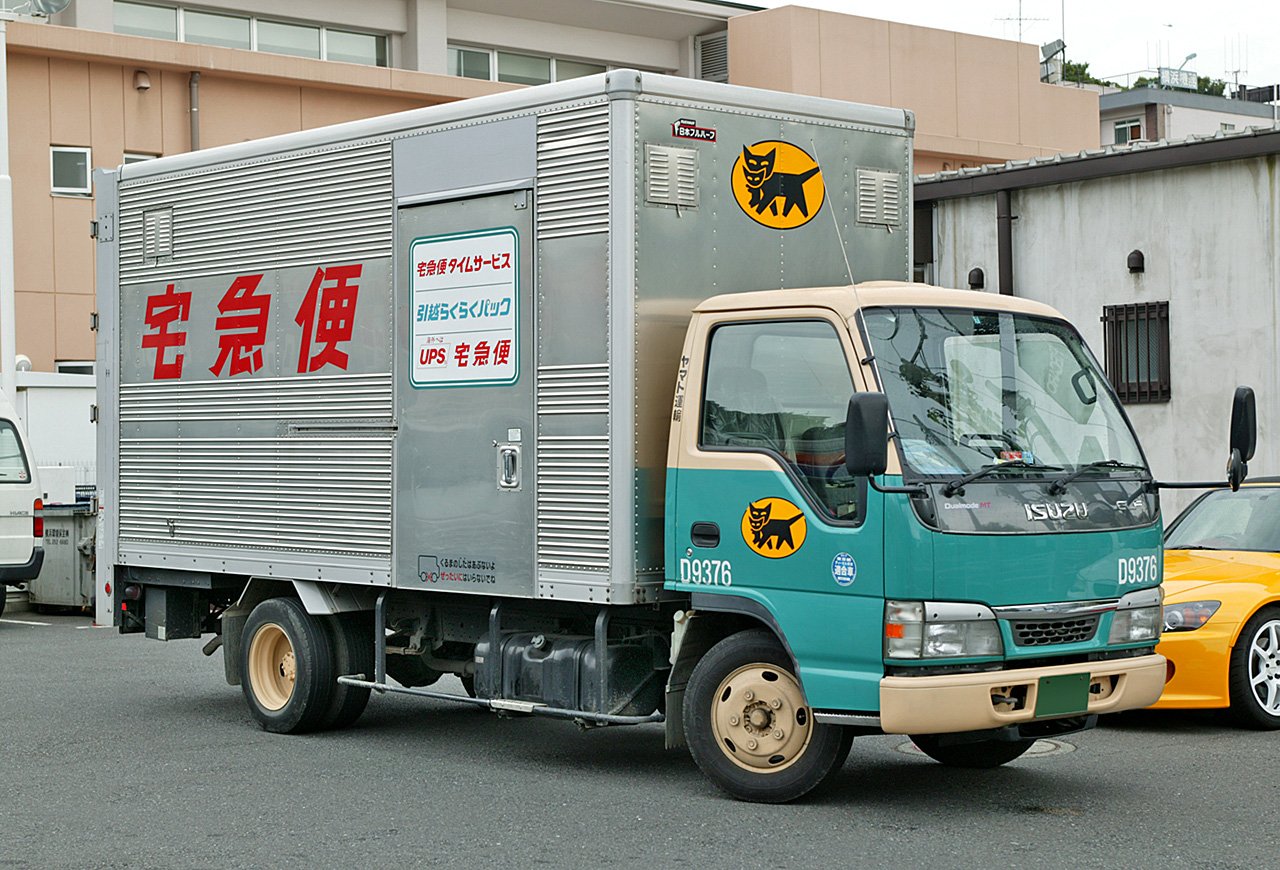
2002年型ハイキャブ
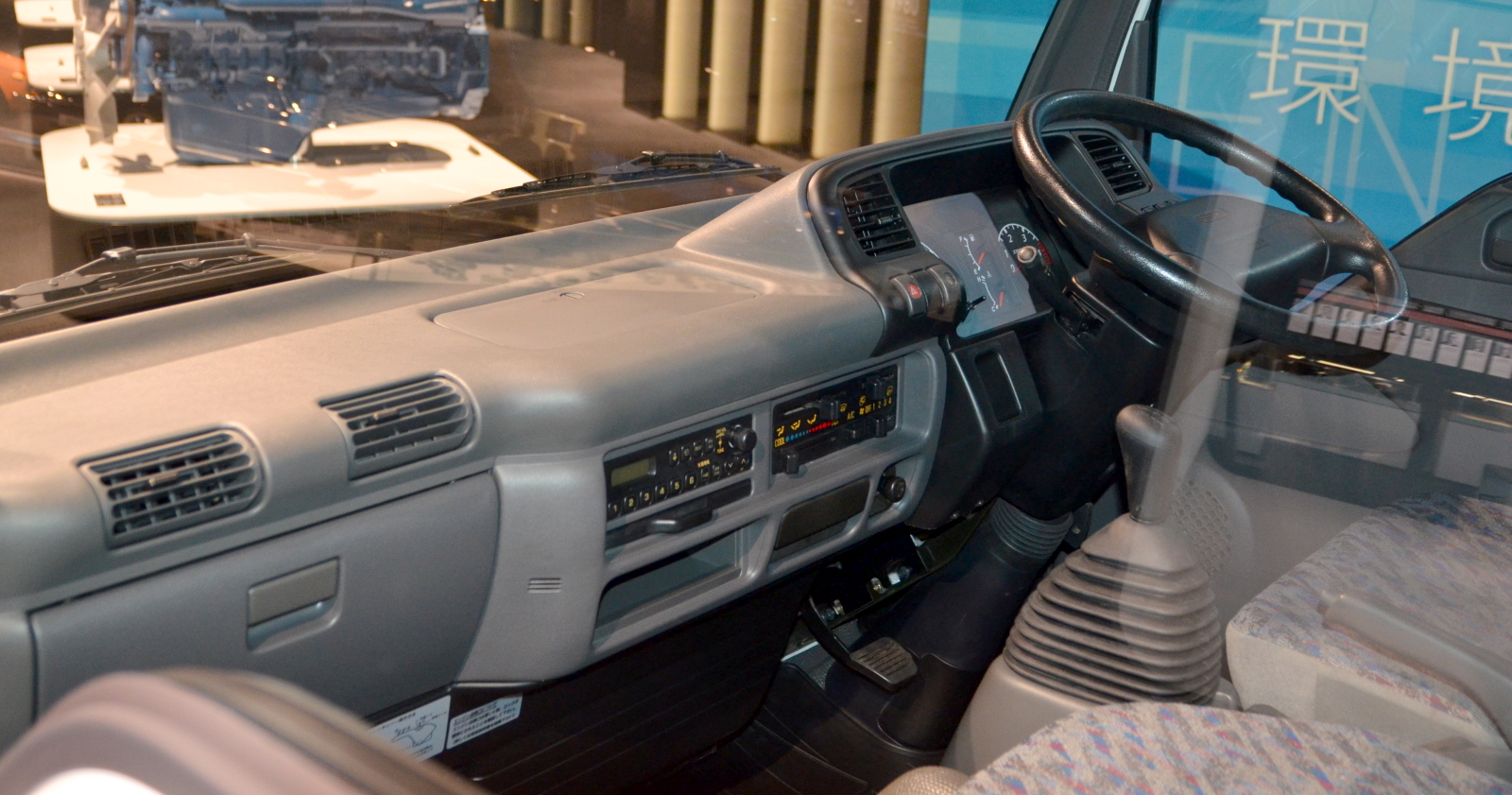
2002年型標準キャブ 車内

### 6代目（2006年-2025年）

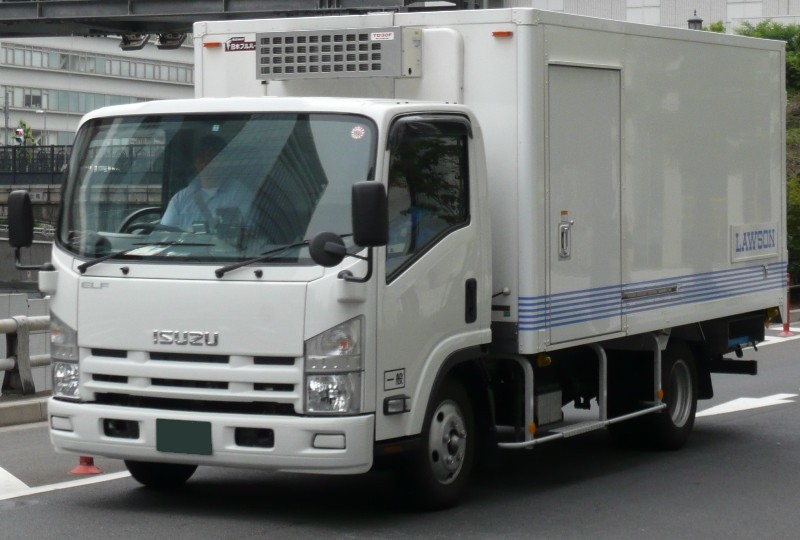
6代目エルフ
2006年販売型ワイドキャブ

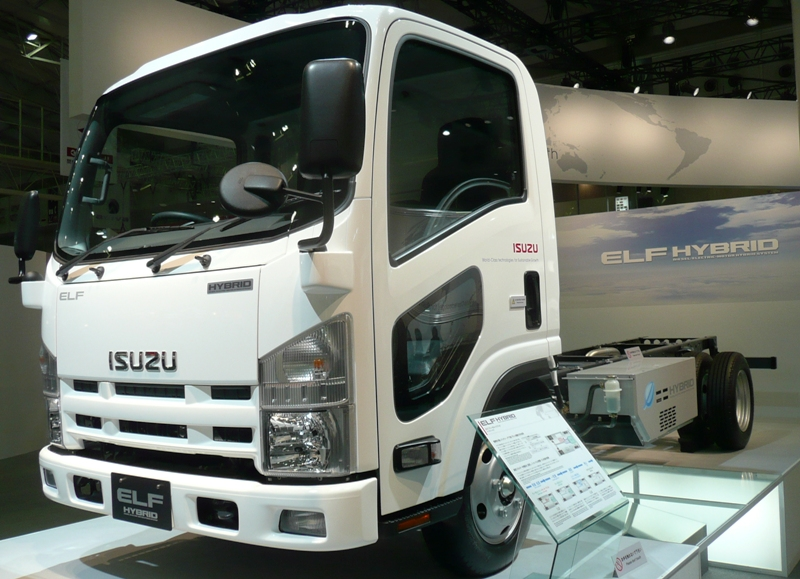
6代目エルフハイブリッド
2006年販売型ハイキャブ
OKウインドウ装着車

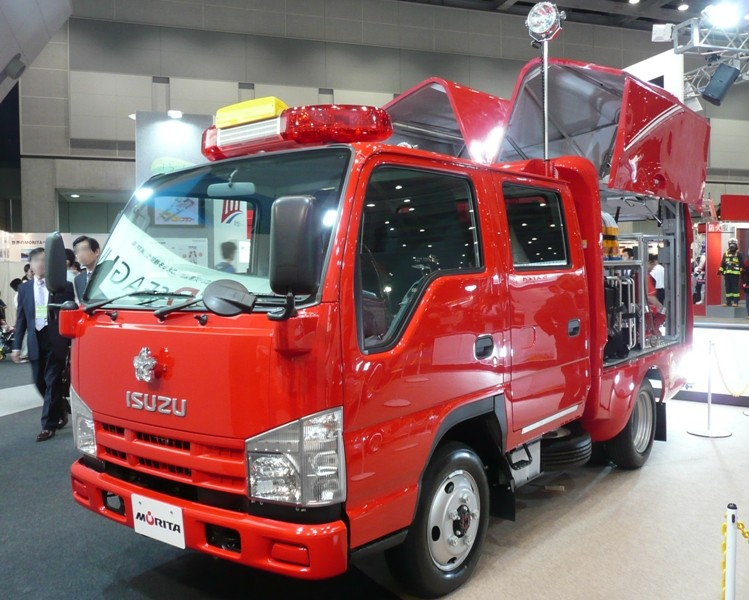
6代目エルフ
（2006年販売型標準ダブルキャブ）
多機能型消防車REDSEAGULL

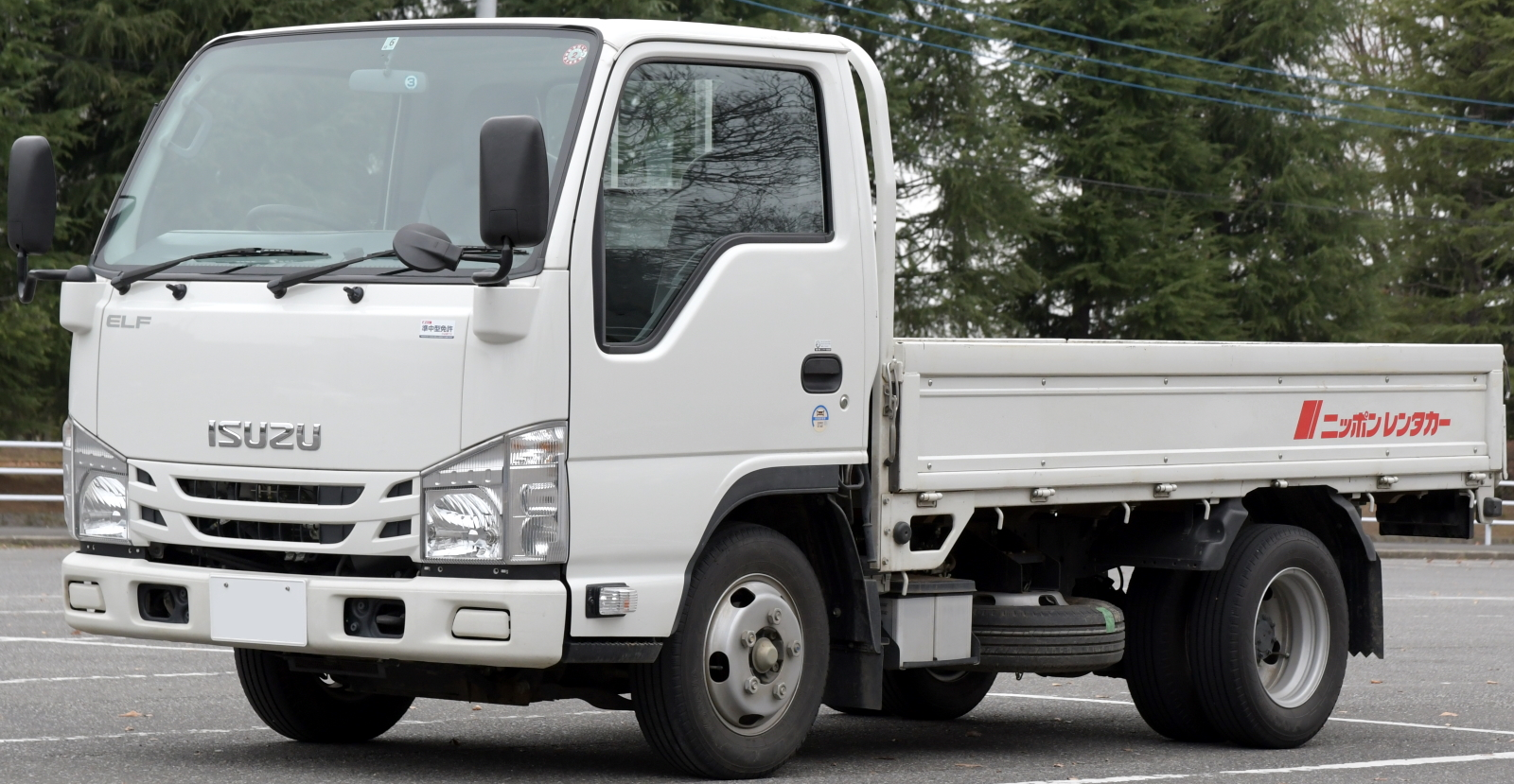
6代目エルフ
2014年改良型標準キャブ

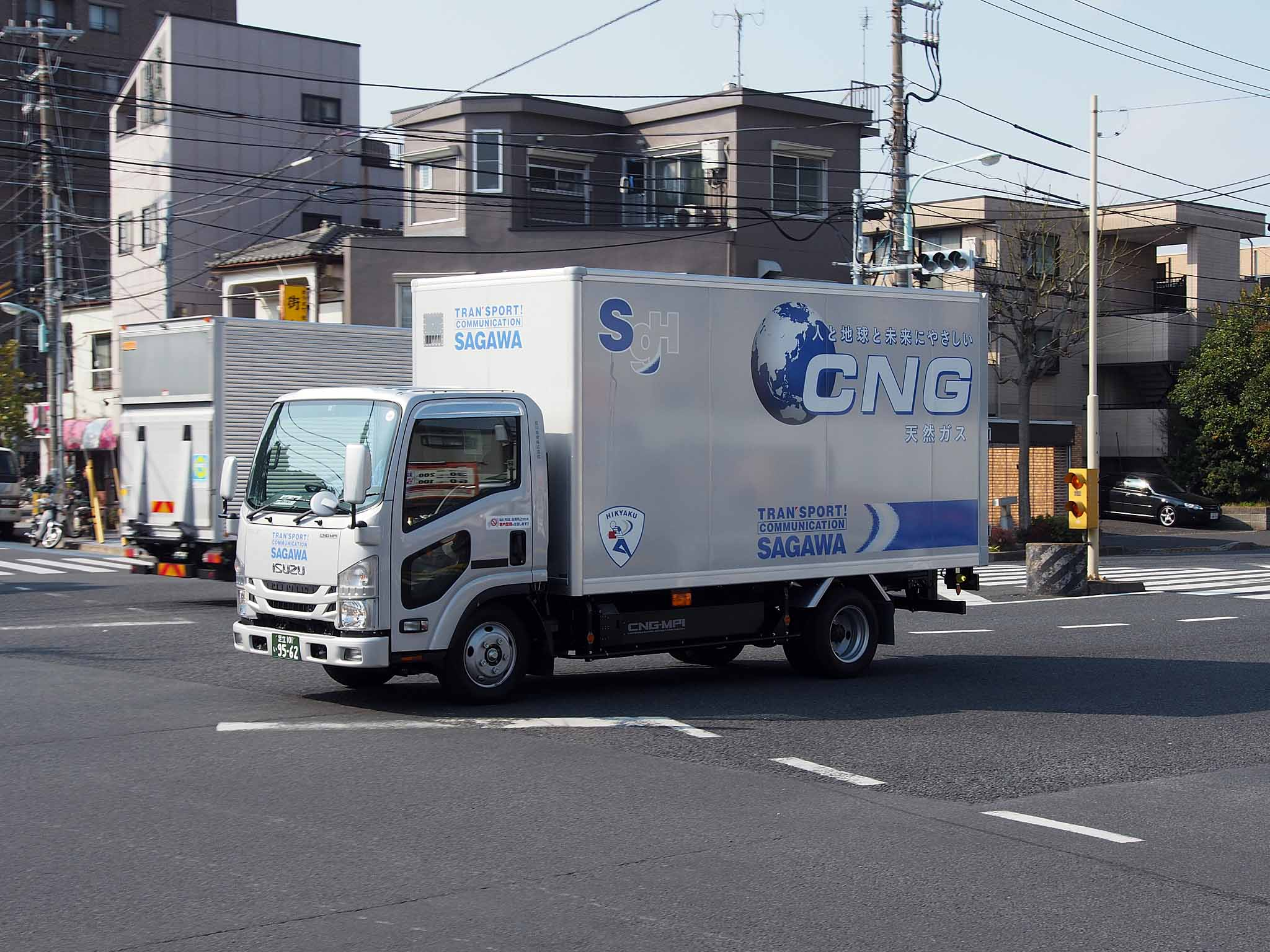
6代目エルフ
2014年改良型ハイキャブCNG-MPI
OKウインドウ装着車

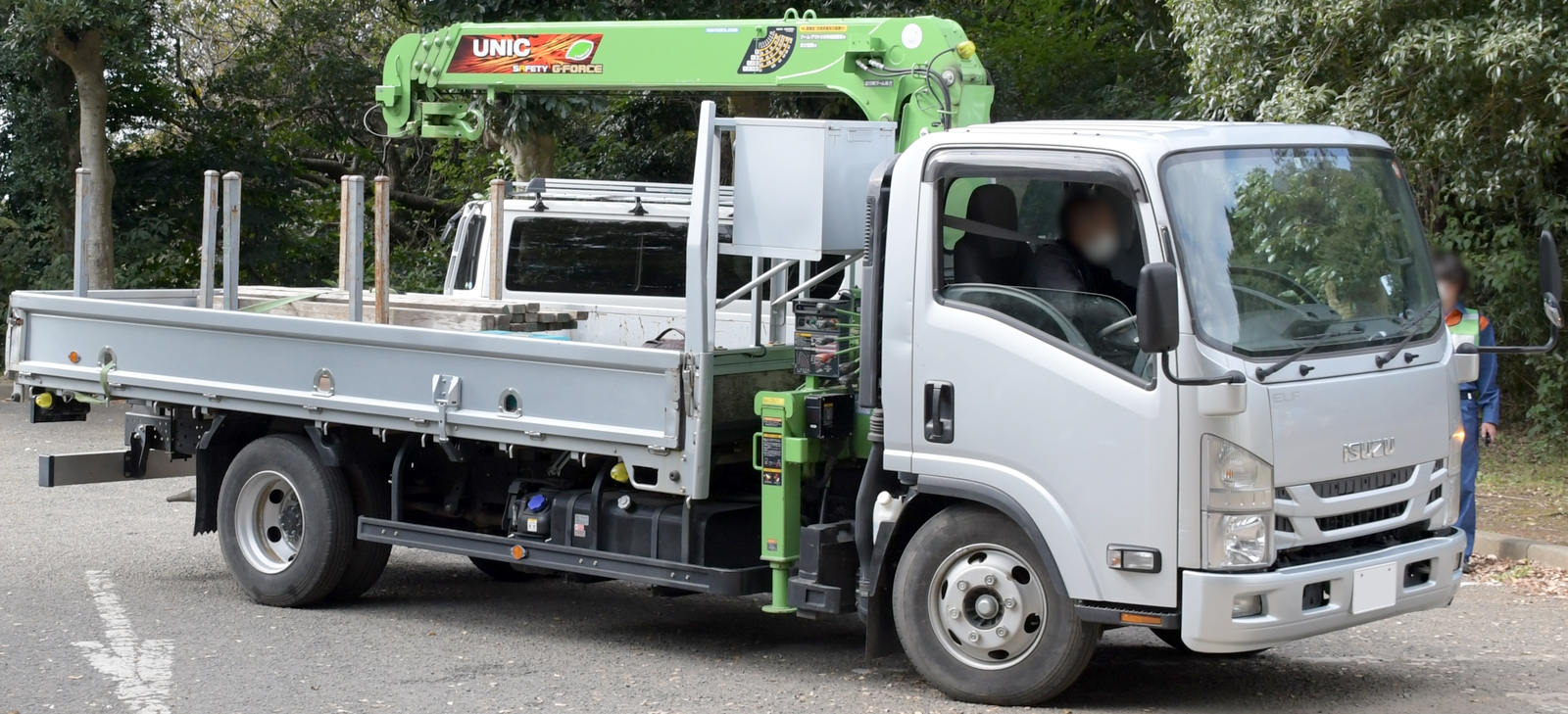
6代目エルフ
2018年改良型ワイドキャブ

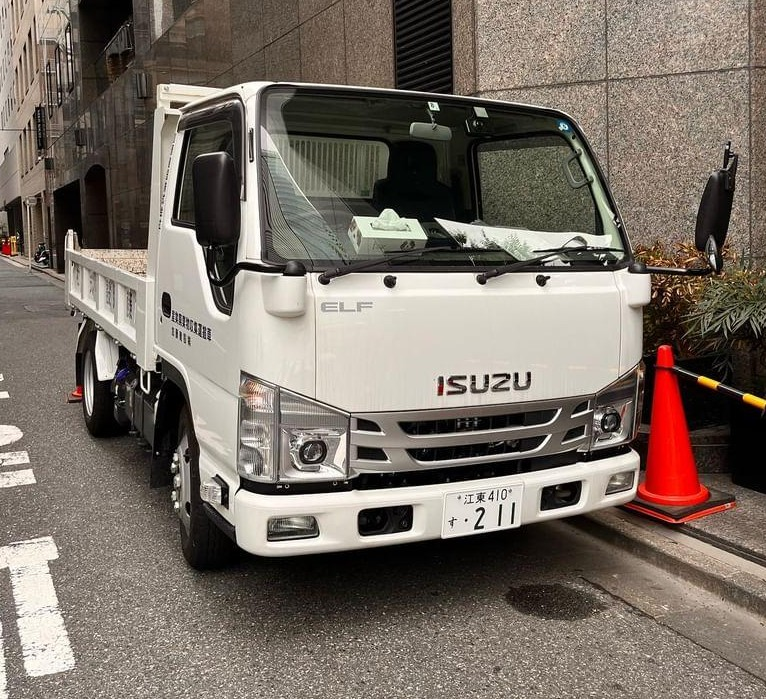
6代目エルフ
2021年改良型標準キャブ

- 2006年12月13日にワイドキャブ車とハイキャブ車（フルモデルチェンジ）が、2007年2月5日に標準キャブ車（5代目のキャブ本体を流用）がそれぞれ発売された。標準キャブ車のみ5代目のキャブ本体を流用したが、他の部分についてはエンジン、フレーム等キャブ以外はハイキャブ車と同様の変更を受けている。
  - 平成17年新長期排出ガス規制に適合。さらに国産2 - 3tクラスキャブオーバー型トラックとしては初となる平成27年度重量車燃費基準を達成した。
  - グレード名は、従来のリミテッド仕様・標準仕様・カスタムから、ST・SG・SEカスタムと名称変更された。
  - 道路交通法改正による新免許制度に対応した車両総重量 (GVW) 5t未満タイプも設定している。
  - エンジン自動停止機能及び自動再始動機能付アイドリングストップ&スタートシステムを標準装備。また国産トラックでは初めてイモビライザーを全車標準装備とした。
  - 機械式オートマチックトランスミッションのスムーサーExが設定された（3t積車以下のSG・SEカスタムの全車種に標準設定、3t以下のSTと3.5トン積車以上の全車種にオプション設定。従来のクラッチペダル付のマニュアルシフト車も設定されている（平ボディのSTを除く全車種に標準設定、平ボディのSTにオプション設定）。
  - 2005年モデルは4.8リットルエンジン車が主力だったが、当代では、1.5t～3.5tクラスに3LDOHC16バルブ・コモンレール式燃料噴射・DPF・インタークーラー付VGSターボ（ターボチャージャーはIHI製）エンジン（1.5tクラスは4JJ1-TCN・81kW（110PS）、2tクラス以上は4JJ1-TCS・110kW（150PS））をメインとし、4tクラス以上に5.2LSOHC16バルブ・コモンレール式燃料噴射・DPD・インタークーラー付VGSターボエンジン（4HK1-TCN・114kW（155PS））を設定している。
  - ハイキャブ・ワイドキャブには、OKウインドウ（セーフティウインドウ）をオプション設定した。
  - ブレーキは全輪ディスクブレーキとなった[注釈 1]。
  - 輸出仕様Nシリーズについては、当面の間は2005年モデルを継続販売するとした。
  - 北米では、1986年以来連続してトップシェアのキャブオーバートラックであり、GMといすゞの資本提携時に開発されたGM製6リッターV8ガソリンエンジン (Vortec V8) 搭載車の設定もあった。このガソリン車はGMのJanesville工場で生産されていたが、同工場の閉鎖に伴い、2009年で生産を一旦中止した。2011年第二四半期より再びGMからのエンジン供給及び新型6速ATの供給を受け、ミシガン州CHARLOTTE市のSPARTAN社を委託先として生産再開される。
  - 2007年1月にはマツダ、日産ディーゼル（現：UDトラックス）、日産自動車へのOEM供給（標準キャブ車については同年3月上旬から）も開始され、新型タイタン、新型コンドル（小型シリーズ）、新型アトラス20として発売された。
  - フルモデルチェンジされたハイキャブ車とワイドキャブ車は、2006年度グッドデザイン賞を受賞した。
- 2007年8月1日、ハイブリッド車がフルモデルチェンジして登場。
- 2007年12月、「第26回 日経優秀製品・サービス賞」（優秀賞 日経産業新聞賞・環境）を受賞[5]。
- 2009年4月9日、平成27年度重量車燃費基準達成車型を、従来の1.5t系、2t系、4t系、4.5t系に加えて、標準キャブ・ハイキャブの3t系にも拡大。また、ドアサイドターンランプの全車標準装備、SGでのフォグランプ標準設定化、DPD＆スムーサーの音声警報採用を実施。
- 2009年9月10日、平成27年度重量車燃費基準達成車型をワイドキャブ3tMT車に拡大。
- 2010年2月5日、CNG-MPI車を商用トラックで初めて平成22年排出ガス規制（ポスト新長期規制）に適合。平成27年度重量車燃費基準達成車型をワイドキャブ3tスムーサーEx車に拡大。
- 2011年5月20日、マイナーチェンジ。CNG-MPI車以外の標準車全てを平成22年排出ガス規制（ポスト新長期規制）に適合させ、エンジンを3LDOHCの4JJ1に統一した。
  - 4JJ1のポスト新長期規制への適合については、ターボチャージャーを従来のVGSシングルターボから、直列に接続された低圧段・高圧段2種類のターボを最適に制御して、広い回転域で高効率な高過給運転を可能とする、2ステージターボ（ターボが並列に接続される従来型のツインターボとは異なる）へ変更すると共に、電子制御式コモンレールシステムの超高圧噴射化、コールドEGRの大容量化により、他社の車種の様に尿素SCRシステムを用いらず従来のDPDのみで適合を行った。
- 2011年、キャンピングカーメーカーAtoZと共同で、日本RV協会 (JRVA) 加盟ビルダー向けのキャンピングカーベースシャーシとして、NHSとNNRをベースにした派生モデル「Be-Cam」を開発。2012年1月から発売した。
  - 「Be-Cam」はベース車に対しリヤのリーフスプリングを1枚にし、乗り心地と安定性を向上させたほか、キャンピングカー装備を架装することによる重量増を前提としてリヤタイヤもダブルタイヤとなっている。また内装面ではオートエアコンやイモビライザー、助手席側エアバッグなどを装備し、快適性や安全性を向上させているのも特徴である。
- 2012年4月2日、一部仕様変更。全車が平成21年基準低排出ガス車に認定され、平成24年度税制改正による自動車重量税・自動車取得税の特例措置（新エコカー減税）の対象となった。また、平成27年度重量車燃費基準達成車についてはエコカー補助金対象となった。その他、乗用車が後方から追突した際に、車両下へ潜り込むのを抑制しダメージを軽減する「リヤアンダーランプロテクシション」（RUP）を新保安基準対応に変更した。
- 2012年12月、日産・アトラスのフルモデルチェンジによるベース車種変更（エルフ→三菱ふそう・キャンター）に伴い、日産自動車向けOEM生産を一旦終了。
- 2013年3月、一部仕様変更。
  - 2WD・スムーサーEx車のセレクトレバー形状が変更され、P（パーキング）レンジが新設されるとともに、ゲートタイプのセレクトレバーに変更。エンジン始動もPレンジ投入時のみ始動可能に変更された（4WD・スムーサーEx車については従来通り）。
  - 4WD・5MT車に、ハイブリッド車に採用されている「エコストップ」を装着した「エコストップ装着車」を設定（平成27年度重量車燃費基準達成車）。「エコストップ」とは車両停止時に、従来のエルフのアイドリングストップ機能で行っていたパーキングブレーキレバーの操作をすることなく、クラッチペダル操作のみでエンジンの自動停止と再始動を行うシステム。エコストップ装着車は坂道発進補助装置 (HSA) は非装着となる(ただし翌年のマイナーチェンジで装着される)。
- 2014年、UDトラックス向けOEM生産を一旦終了。
- 2014年11月13日、マイナーチェンジ。全車が平成27年度燃費基準達成となる。
  - 4JJ1エンジンを改良し低圧縮化と新インジェクター採用、可変容量パワーステアリングポンプの採用、6速トランスミッションギヤ比の見直し、省燃費タイヤの展開拡大、エコストップをカーゴ系（SGグレード以上）に標準装備としたことにより、燃費を向上させた。これらの改良の結果、全車が平成27年度燃費基準達成となった。
  - これにより、2 - 3トン積エコストップ付車で平成27年度燃費基準+10%を達成し、低排出ガス認定制度と合わせて新車購入時の自動車重量税・自動車取得税が免税に、3トン積超2WDと車両総重量5トン超4WDで平成27年度燃費基準+5%を達成し、低排出ガス認定制度と合わせて新車購入時の自動車重量税が75%減税、自動車取得税が80%減税となった（一部車型を除く）。
  - MT車に積載状態や道路勾配を自動判別し、走行状況に合わせてきめ細かにトルクや加速度を制御する「ECONOモード」機能を追加した。
  - ラジエーターグリル、シート、ステアリングホイールのデザインを変更し、DPDとサイレンサーの一体化およびフロントインテーク化により架装性を向上させた（一部車型を除く）。
- 2017年9月14日、販売代理店の「キュロモータース」を介し、韓国市場での販売を開始（3tクラスのみ。のちに2.5ｔも追加）。
- 2017年10月25日、「いすゞ自動車創立80周年記念特別仕様車」を発売。Eカーゴと平ボディをベースに、アッシュベージュメタリックの専用キャブカラー、ISUZUロゴが刺繍された本革調シート、赤色のシートベルトなどを装備した特別仕様車をEカーゴと平ボディの合計400台限定で販売。ただしドアハンドルはギガとフォワードの「いすゞ自動車創立80周年記念特別仕様車」に採用されたクロム調ではなく通常仕様となる[6]。
- 2018年3月20日、一部仕様変更。車両総重量7.5トンを超える車型に、新型4JZ1型エンジン（4JZ1-TCS・110kW（150PS）/2800rpm、4JZ1-TCH・129kW（175PS）/2860rpm）の搭載し、後処理装置にDPD+尿素SCRを採用したことにより、平成28年排出ガス規制に適合しながら燃費性能を向上させた。また、坂道での発進や積載時の発進時に、駆動力（エンジンアイドル回転数を上昇）を向上させ、トルクフルでスムースな発進を補助するSTART ASSISTを車両総重量7.5トンを超える車型に装備している。
- 2018年10月29日、マイナーチェンジ。一部車型を除く全車種のフロントダッシュボード中央部に小型トラック初のステレオカメラを搭載し、これを用いたプリクラッシュブレーキ、車間距離警報・車線逸脱警報（LDWS）、先行車発進お知らせ機能、電子式車両姿勢制御システム「IESC」を採用、スムーサーEx車には誤発進抑制機能をそれぞれ採用した。これらを採用した車型は先進安全自動車 (ASV) 減税の対象となった。全車種に最大積載量2 - 3tディーゼルキャブオーバートラック初の通信端末を標準搭載し、様々な情報支援および車両コンディション把握の容易化を実現している。また、通信で得た車両データを高度純正整備システム「PREISM」で活用することにより、車両稼働率の確保をバックアップする体制を整えている。エンジンは一部車型に採用されていた4JZ1型エンジンと後処理装置のDPDと尿素SCRシステムを全車種に採用した[7]。
- 2019年3月12日、マイナーチェンジ。シングルキャブの標準キャブ、ハイキャブ・ワイドキャブの4WDを平成28年排出ガス規制に適合させたほか、4JZ1-TCH搭載車にスムーサーExを追加した[8]。
- 2019年6月19日、日産自動車との間で新たなOEM供給契約を締結したことを発表。同年夏より日産自動車への供給が再開されるが、2012年12月までの供給分よりも小型クラスとなる1.5t系が供給される[9]。
- 2019年8月29日、日産自動車向けOEM車「アトラス ディーゼル（現・アトラス 1.5tクラス）」を発売[10]。
- 2021年3月3日、マイナーチェンジ。ハイキャブ・ワイドキャブにLEDフォグランプと小型トラック初となる交差点警報を標準装備した他、プリクラッシュブレーキを全車型に標準装備した。SEカスタム並びにSGグレードのヘッドランプはLEDヘットランプ（プロジェクタータイプ）化された他（STグレードは従来通りハロゲンヘッドランプ標準装備、LEDヘッドランプは一部車型を除きメーカーオプション）、SGグレードのフロントグリルもフォワード同様にシルバー基調に変更された（SEカスタムはクロムメッキグリル、STグレードはグレーグリルのまま変更なし）。車載式故障診断装置(On-Board Diagnostics)も搭載された他、ハンズフリー機能付きBluetoothオーディオも新規設定した[11]。尚、エルフ100はこの改良を機に廃止された（後述）ため、1.5トンクラスが最小レンジとなった。
- 2021年4月19日、日産自動車向けOEM車「アトラス 2tクラス」を発売[12]。約8年5ヶ月ぶりに2t系のOEM供給が再開された。
- 2023年3月7日、7代目エルフの発表・発売に伴い、4WD車のみに集約。
- 2025年7月1日、4WD車が7代目へ移行したことに伴い、6代目の全モデルの生産が終了した。

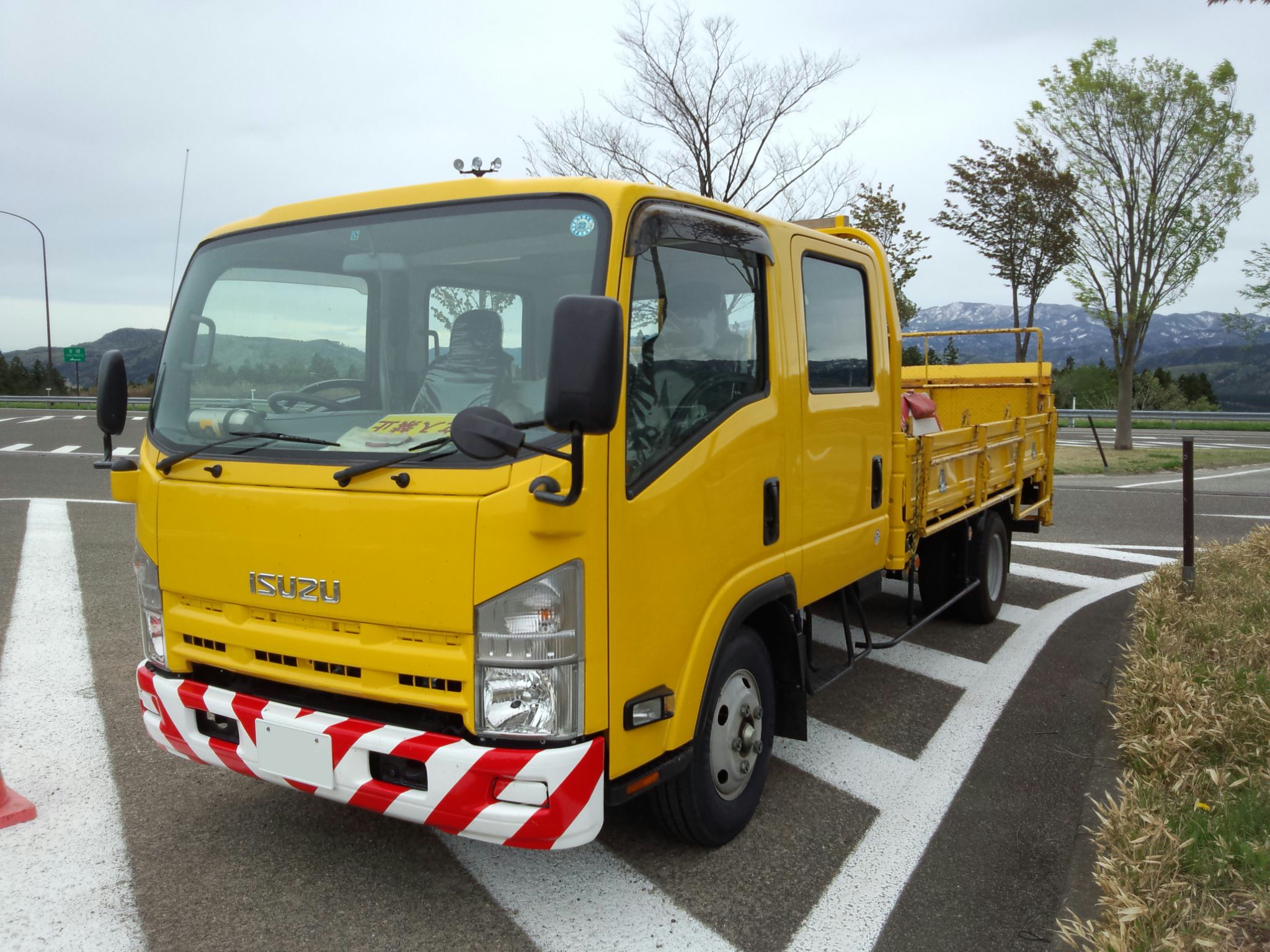
2006年型ワイドダブルキャブ
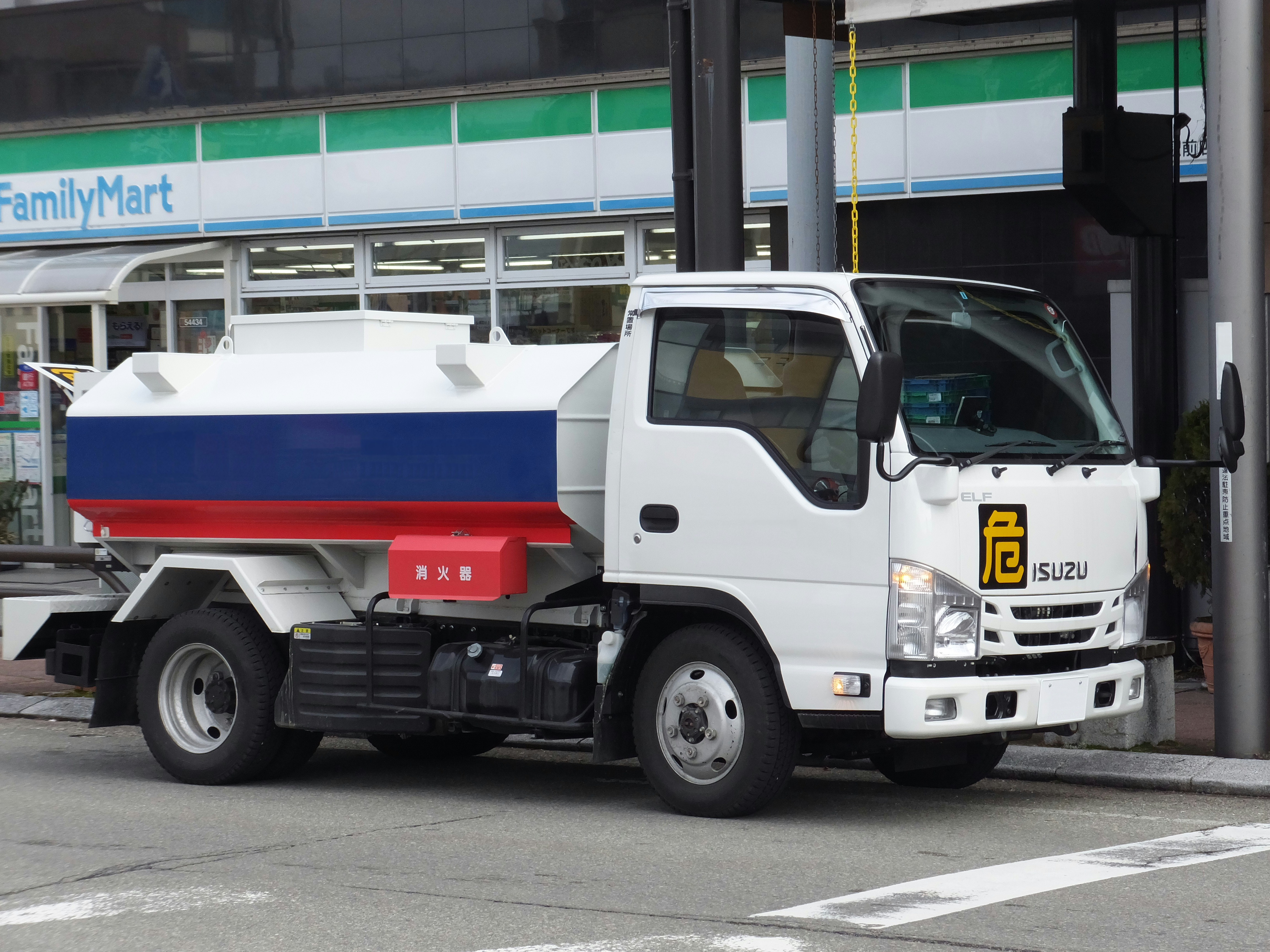
2014年型標準キャブ4WD
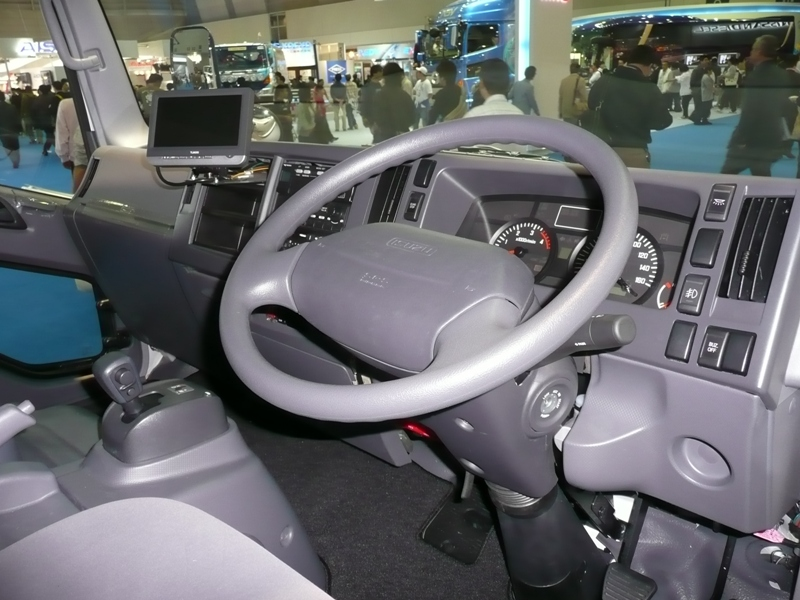
2006年型ワイドキャブ車内
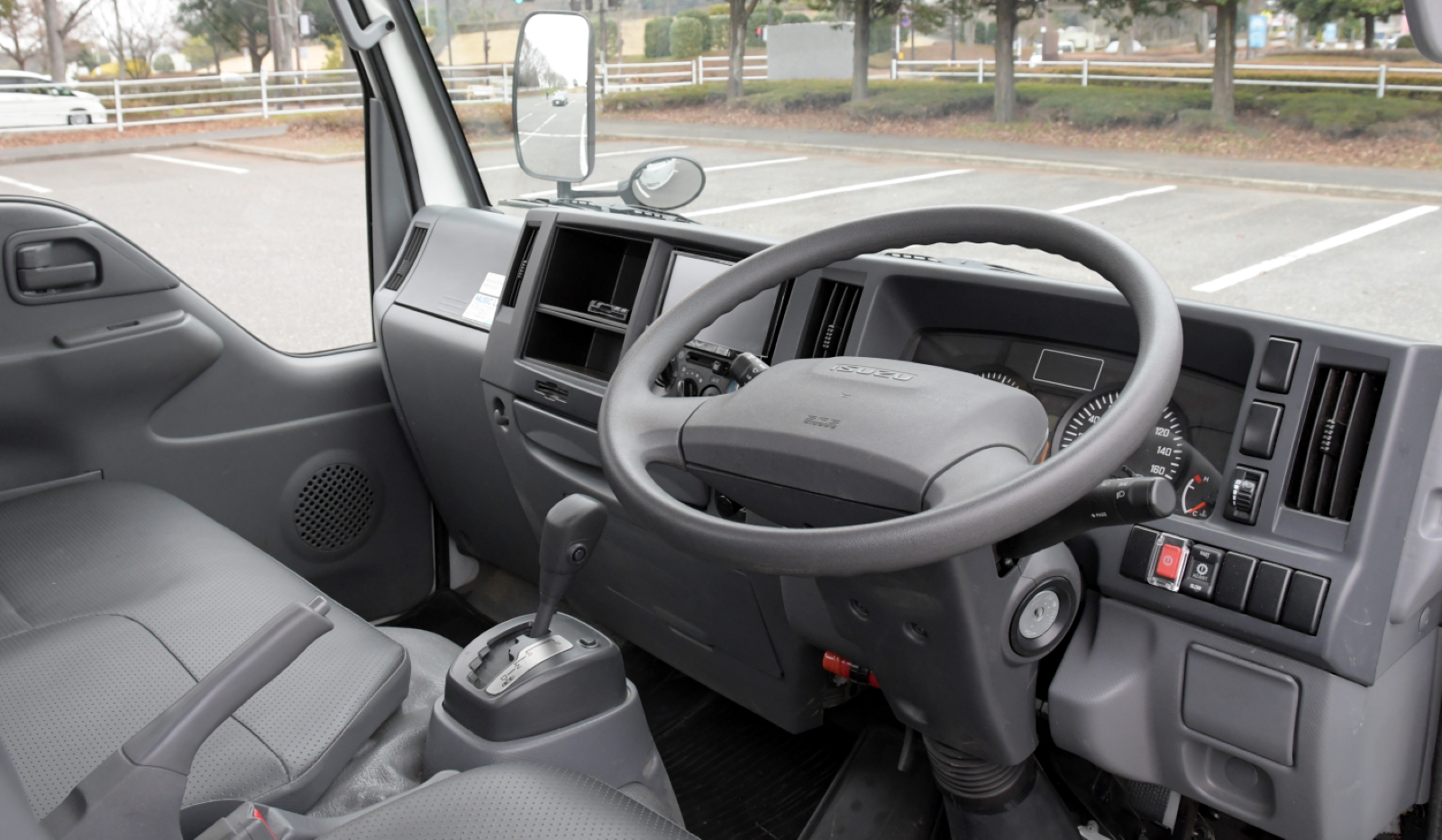
2014年型標準キャブ車内
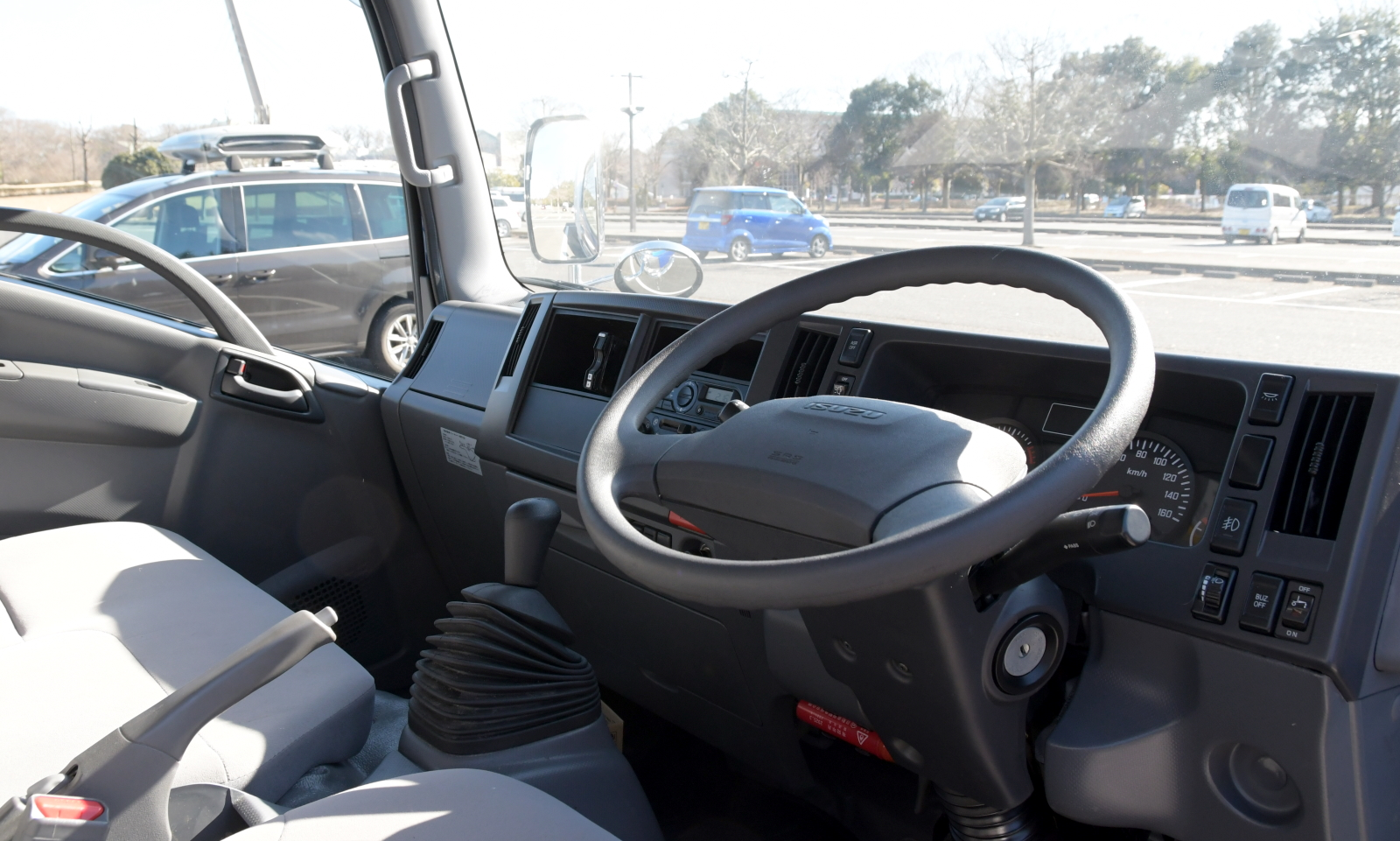
2014年型ハイキャブ車内
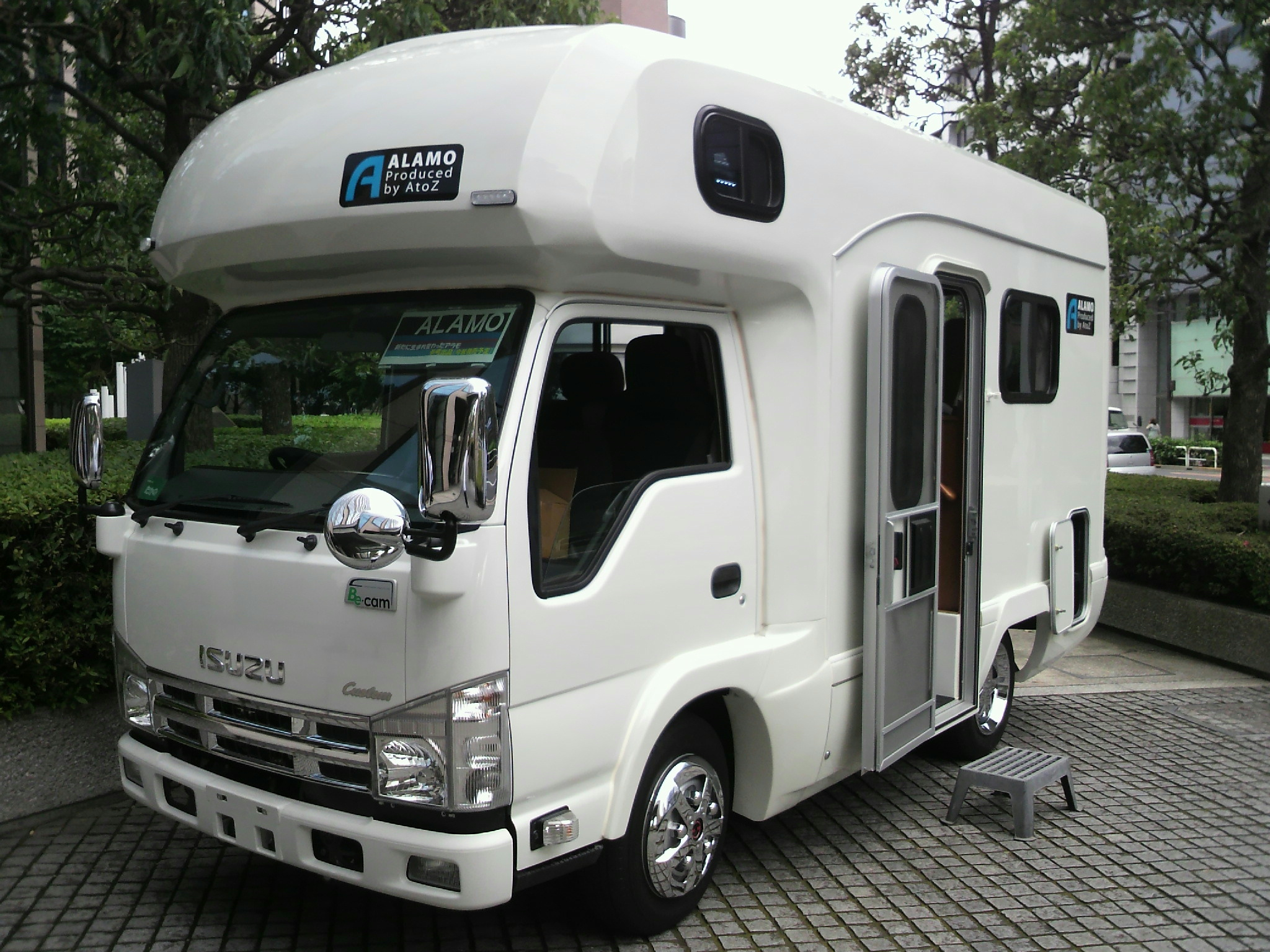
Be-Cam

### 7代目（2023年 - ）

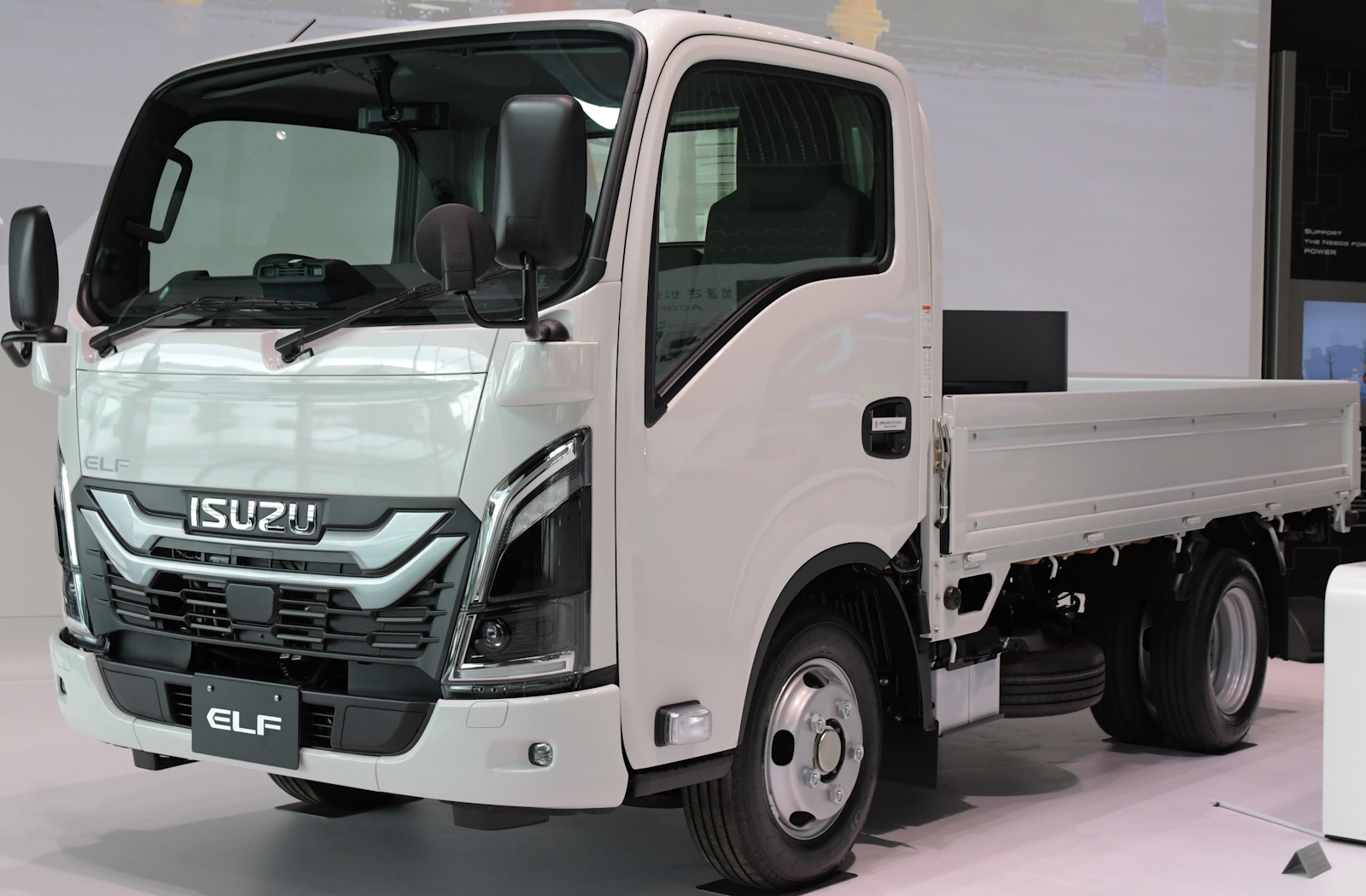
7代目エルフ（標準キャブ）

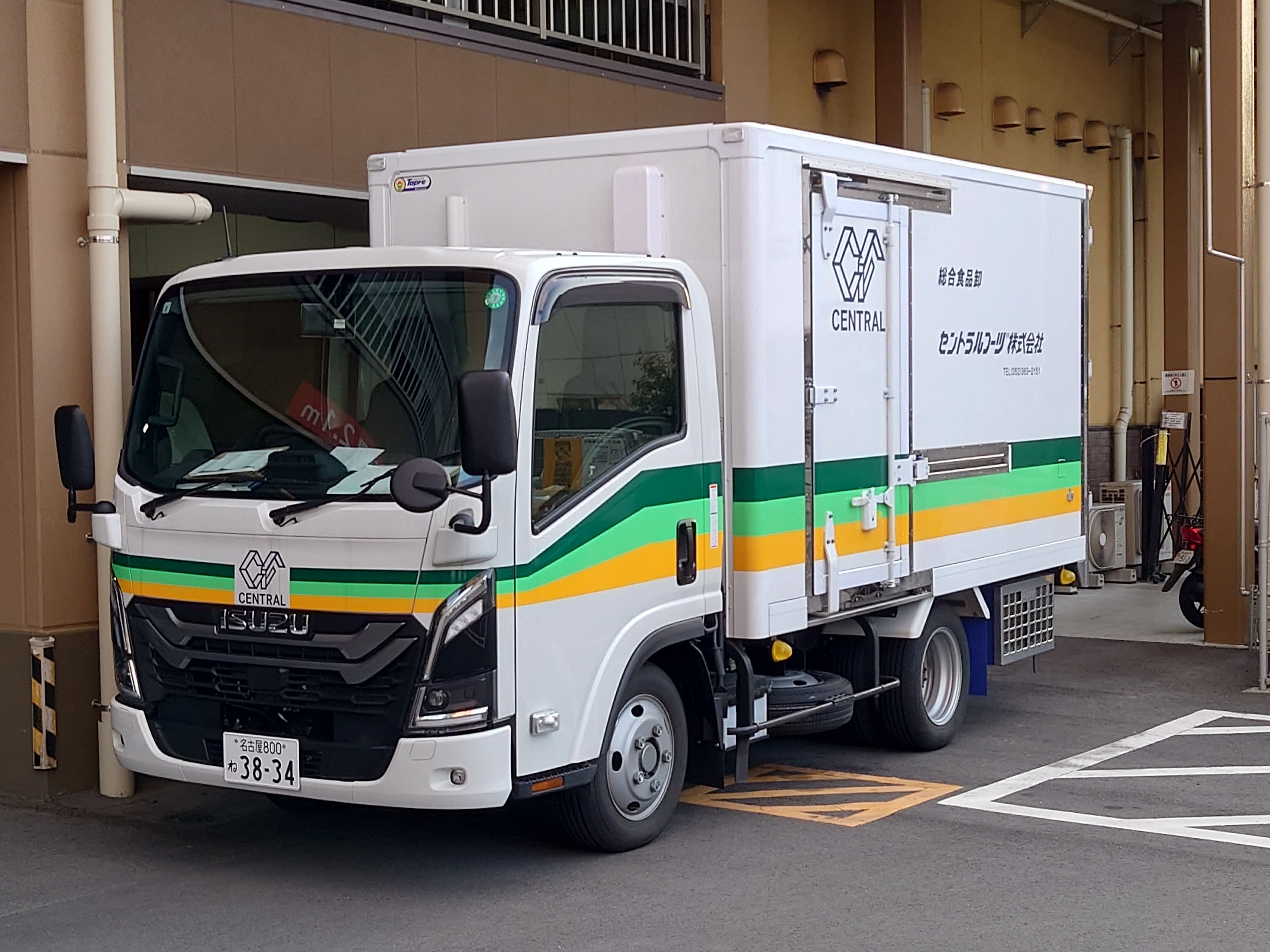
7代目エルフ（ハイキャブ）

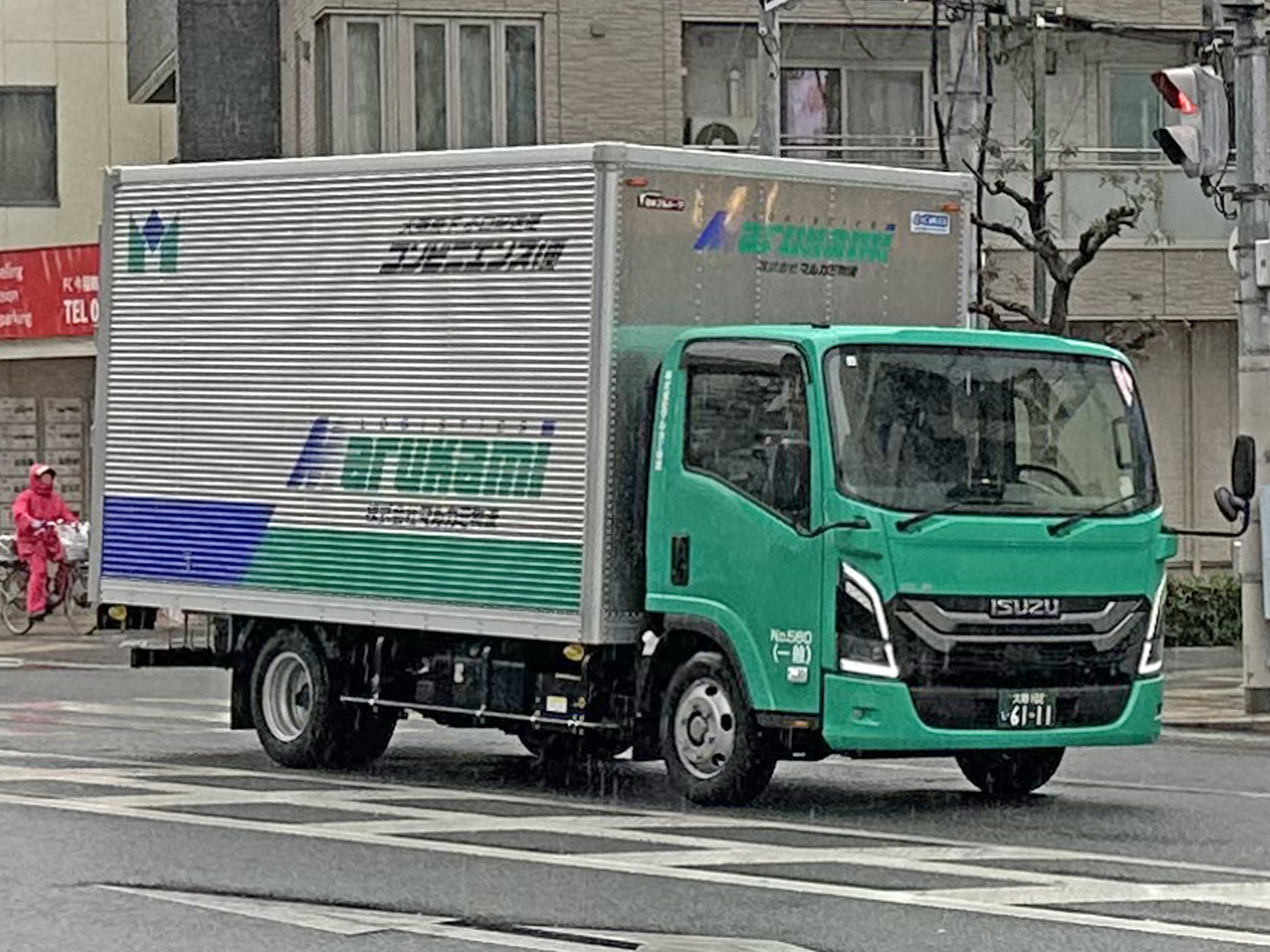
7代目エルフ（ワイドキャブ）

- 2023年1月4日の全国紙にいすゞの広告が掲載され、広告内で2023年3月にフルモデルチェンジを行う事を示唆した[13]。同年3月7日に開催された「いすゞワールドプレミア」においてフルモデルチェンジを行う事が発表され、同日に発売された（2WD車のみ）[14][15][16]。キャッチコピーは「ワクワクするNEWSが走り出す。」。従来のディーゼル車の他にも、いすゞ初のBEV（電気自動車）である「エルフEV」も設定した。2024年度には「エルフEV」の特装車向けシャーシとウォークスルーバンである「エルフEVアーバントランスポーター」を発売する予定である[17]。
  - 標準キャブは本体を5代目以来30年ぶりに刷新した。標準キャブ以外は6代目以来17年ぶり。フロントグリルはいすゞの新しいブランドアイデンテイティである「ワールドクロスフロー」をギガとD-MAXに次いで採用した。空力抵抗を改善し、全車型において2025年度燃費基準（JH25モード重量車燃費基準） を達成した。
  - 今回、エルフ・フォワードにて、いすゞ初のコモンアーキテクチャー戦略「I-MACS」（Isuzu Modular Architecture and Component Standard）を採用。エンジン・トランスミッション・燃料タンク・アクスル・電動パワートレイン・安全装備などを両車共通のモジュール設計とすることで、世界中の多種多様なニーズに対応した。
  - インテリアも大幅に変更され、インパネには7インチディスプレイを配置し、シートヒーター、アームレスト、ステアリングスイッチを標準装備した。
  - グレード名は6代目同様、ST・SG・SEカスタムの3グレードで展開する。
  - ディーゼル車のエンジンは4JZ1型エンジンのまま変更はないが、トランスミッションには従来のMT車の他にも、6代目までのスムーサーExに代わって9速デュアルクラッチトランスミッションであるISIM（=アイシム、Isuzu Smooth Intelligent TransMission）を新たに設定した。
  - BEV車は、20kWhのコンパクトなバッテリーパックを採用し、2パック（40kWh、標準キャブ・標準ホイールベースのみ）、3パック（60kWh、標準キャブ・ハイキャブの全車型）、5パック（100kWh、ワイドキャブ・ロングホイールベースのみ）を搭載するモジュール方式を採用した。
  - 安全性に関しても6代目の搭載機能を改良して、ステレオカメラの性能を向上させた。安全支援機能パッケージは装着が義務化されている装備を標準装備している「BASIC」が標準となる他、安全装備を充実した「PREMIUM」（ISIM搭載かつフロントインディペンデントサスペンション車のみ）「ADVANCE」「STANDARD」の3つのパッケージが用意される。交差点警報は各パッケージ共、SGとSEカスタムのみの設定となる。プリクラッシュブレーキ（右左折時検知機能付き）、フロントブラインドスポットモニター、可変配光型LEDヘッドランプ（可変配光型LEDヘッドランプはフロントインディペンデントサスペンション車のみ）を「PREMIUM」「ADVANCE」「STANDARD」に、ドライバーステータスモニター、ドライバー異常時対応システム(EDSS：Emergency Driving Stop System)、標識認識機能並びに標識連動型スピードリミッター、全車速車間クルーズ（全車速車間クルーズはISIM搭載車のみ）を「PREMIUM」「ADVANCE」に、レーンキープアシストを「PREMIUM」に標準装備した。また、電動パーキングブレーキを全車型に標準装備した他、タイヤ空気圧モニタリングシステムをオプション設定した。
  - 「MIMAMORI」並びに「PREISM」の機能を2022年10月にマイナーチェンジされたギガと同仕様に変更した他、架装コネクテッド（架装物のモニタリングシステム）に対応する新開発デバイスを2023年中に実装を完了する予定である。
  - マツダへは同年8月に7代目タイタンとして、日産へは同年9月にアトラスの7代目2tクラスとして順次モデルチェンジされた。
- 2023年12月20日 - 子会社であるUDトラックスへ3代目カゼットとしてOEM供給を開始。前身のコンドル(10-30)の販売終了以来、約9年3ヶ月ぶりにUDトラックスへのOEM供給が再開された[18][19]。
- 2024年1月22日 - 車両総重量5トン未満の標準キャブ（NJRのみ）に、小型トラックでは初となるキャブ後方の室内空間を300mm拡大したスペースキャブを追加。スペースキャブのキャブ自体は同様のコンセプトを持ち、キャブ全体を延長したダイハツ・ハイゼットジャンボやスズキ・スーパーキャリイとは異なり、キャブ上半分のみを拡大した。スペースキャブは、運転席のリクライニング角度を最大12度から最大40度に拡大した他、助手席もリクライニング可能とした。また、シート後方にはラゲッジスペースである「キャブバックスペーストレイ」を設けている。スペースキャブの荷台長は、ホイールベース2,500mmの場合、4ナンバーサイズに合わせる関係で、通常の標準キャブよりも300mm短い2,820mmとなる。後に7代目タイタンにもスペースキャブが設定された。いすゞ自動車では状況を見た上で、NJR以外の車型にもスペースキャブを追加することを検討している[20][21][22]。
- 2025年7月1日 - 4WD車が7代目へフルモデルチェンジ[23][24][25]。
  - ラインナップは、平ボディ・シングルキャブは標準キャブ・標準ボディ、ハイキャブ・セミロングボディ、ハイキャブ・ロングボディ、ワイドキャブ・ロングボディ、ワイドキャブ・超ロングボディに、平ボディ・ダブルキャブは標準キャブ・ハイキャブ・ワイドキャブの標準ボディ・ロングボディ・超ロングボディに設定される他、スペースキャブにも設定される。平ボディは全車型フルフラットローにみの設定となる。ダンプはシングルキャブの標準ダンプ・強化ダンプ・三転強化ダンプ・多機能ダンプ・農業用ダンプに、バン系はEカーゴシリーズを除く全車型に、車両・重機運搬車は全車型にそれぞれ設定される。
  - トランスミッションは、2WD車と同様に、9速デュアルクラッチトランスミッションであるISIM（=アイシム、Isuzu Smooth Intelligent TransMission）とMT車を設定した。
  - 4WDシステムは6代目同様、標準キャブとハイキャブがVCU式トルクスプリット型パートタイム4WDを、ワイドキャブがVCU付センターデフ式フルタイム4WDをそれぞれ搭載する。
  - 安全性に関しても2WD車よりも強化され、「PREMIUM」「ADVANCE」「STANDARD」に装備される交差点プリクラッシュブレーキ（右左折時）に対向車両の検知機能を追加した他、「PREMIUM」のみに装備されるEDSSも、レーンキープアシスト（LKA）と組み合わせにより、車線内での自動停止が可能となった。

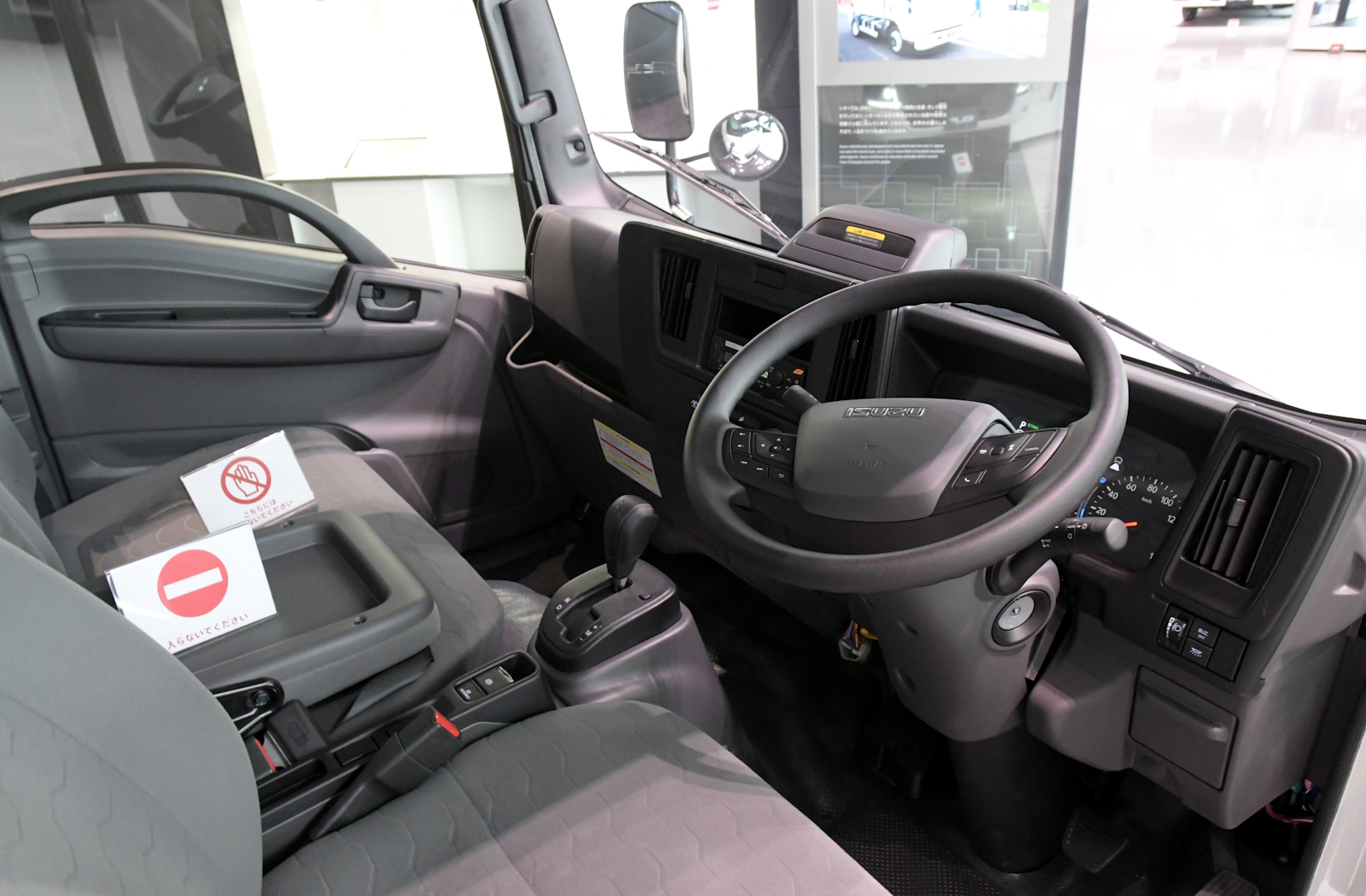
ハイキャブ（車内）
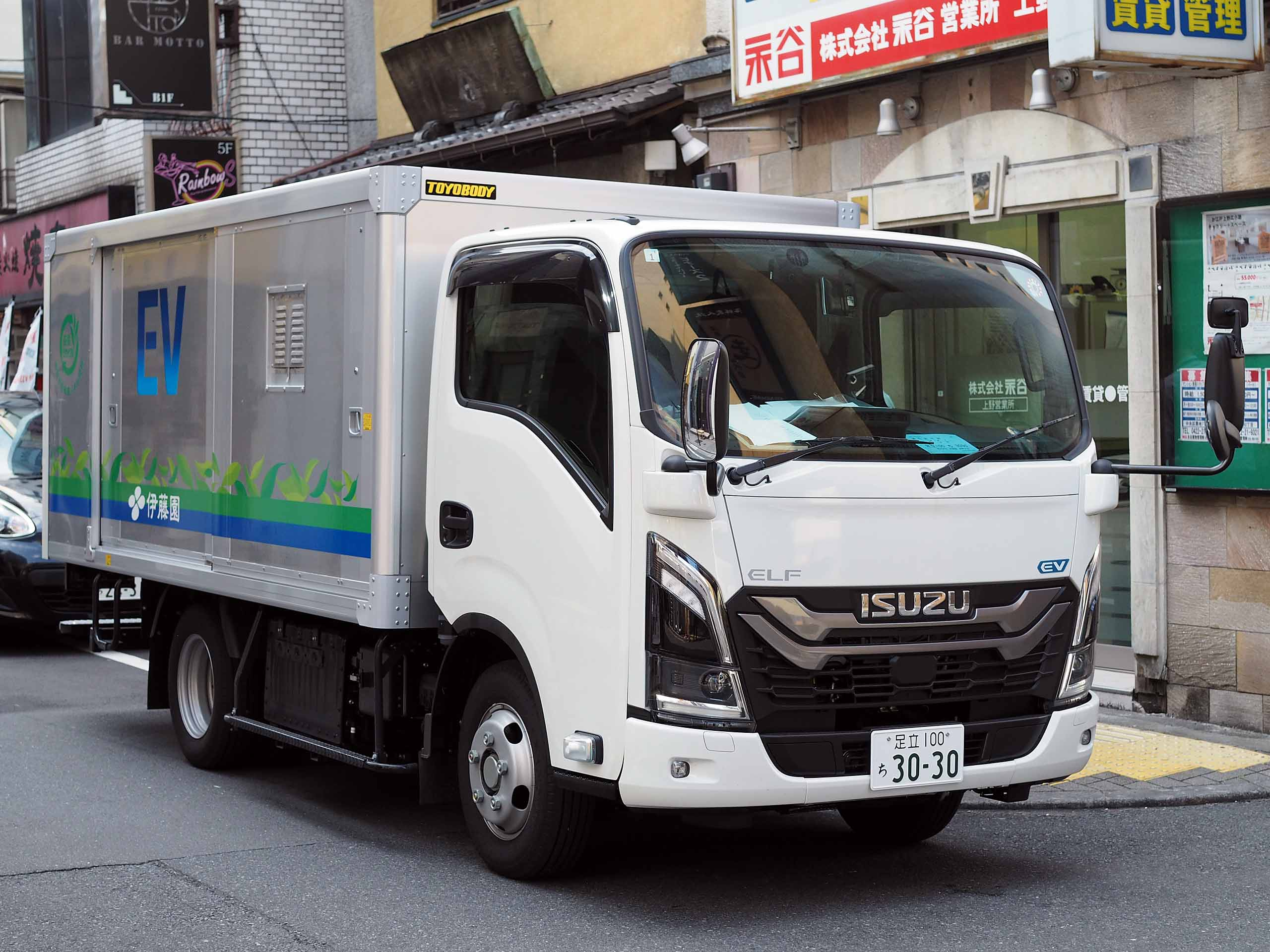
エルフEV

## ラインアップ

### 3代目まで
積載トンクラスとエンジン種類による型式+エンジン型式であった（ワイドキャブはディーゼルのみ）。
- KA（積載1.5t級・ガソリンエンジン）4×2
- KAD（積載1.5t級・ディーゼルエンジン）4×2
- KUD（積載1.5～2t級・ディーゼルエンジン・FF駆動のマイパック）4×2
- TLG（積載2t級・ガソリンエンジン・標準キャブ）4×2
- TLD（積載2～3.5t級・ディーゼルエンジン・標準キャブ）4×2
- KT（積載2t級・ワイドキャブ）4×2
- KS（積載3.5t級・ワイドキャブ）4×2

### 4–5代目
積載トンクラスと駆動懸架方式による型式+エンジン型式になった。
- NHR（積載1.5t級）4×2
- NHS（積載1.5t級）4×4
- NKR（標準キャブ・ハイキャブ）4×2
- NKS（標準キャブ・ハイキャブ）4×4
- NPR（ワイドキャブ）4×2
- NPS（ワイドキャブ）4×4
- NQR（積載量4t超）日本ではフォワードジャストンⅡの名で販売。
- WKR（ルートバン）4×2

### 6代目以降
キャブ形式及び準中型5トン限定免許対応の有無、駆動懸架方式、エンジン型式に変更された。
- NHR（標準キャブ,積載1.5t級）4×2
- NJR（標準キャブ,GVW5t）4×2
- NKR（標準キャブ,GVW5t超）4×2
- NLR (ハイキャブ,GVW5t）4×2
- NMR (ハイキャブ,GVW5t超）4×2
- NNR (ワイドキャブ,GVW5t）4×2
- NPR (ワイドキャブ,GVW5t超）4×2

それぞれ四輪駆動車も設定されており、その場合は従前車同様、型式記号の3桁目がSになる。
1.5t - 4t級は、車両総重量5t車は、日本国内の準中型5トン限定免許（2007年6月2日〜2017年3月11日までに取得した旧普通免許）に対応するが、架装により車両総重量が5tを超過した場合は準中型免許ならびに中型8トン限定免許（2007年6月1日までに取得した旧普通免許）以上の免許が必要となる。超ロングボディ車は準中型免許でも運転可能な車種があるが、積載量4t級車は中型8トン限定免許以上の免許が必要となる。
Nシリーズトラックとして販売される海外向け車では、この3文字が"ELF"表記の代わりに書かれている。OEM車は型式記号先頭のNがA（日産自動車向け）、B（UDトラックス向け）、L（マツダ向け）となる。
平ボディ、バン、特装車（ダンプ・消防車等）が設定され、積載量・架装種別・仕向地などによって2000以上の車型が存在し、日本国内向けでも500以上のの車型が存在する。日本国内仕様ではSEカスタム・SGグレード・STグレードの基本3グレードで展開する。

## エルフ100
1995年8月にエルフ100（ELF 100）が登場。日産・アトラス10系（F23型）のOEM供給車（積載量1t級）。ファーゴトラックの事実上の後継車種となる。当初はガソリンエンジンとディーゼルエンジンの両方が設定されていた。
2007年7月11日にフルモデルチェンジ。引き続き日産・アトラス10系（F24型）のOEM供給車となるが、アトラスF24型に新たに設定された1.75～2t級は設定されず（自社製のエルフがあるため）、1.15～1.5t級までの供給となる。
2013年1月15日に三菱ふそうトラック・バスから発売したキャンターガッツとも姉妹車となる。UD・コンドル CARGO 1.15t～1.5t級まで含めると、同一の商品が直接競合する4社で販売される珍しいケースである。
2019年に日産自動車との間で新たなOEM供給契約を締結したのに伴い、エルフ1.5t級をアトラス ディーゼルとしてOEM供給を開始して以降は、アトラス ガソリン（F24型）のOEM供給車となり、ガソリンエンジンのみの設定となる。
ガソリン車は2017年3月以降の新普通免許でも運転可能であるが、架装条件などによっては準中型5トン限定免許以上の免許が必要となる。
2021年3月に販売終了（OEM元のアトラス ガソリン（F24型）も生産終了となった。）。実質的な後継は後述のエルフミオとなる。

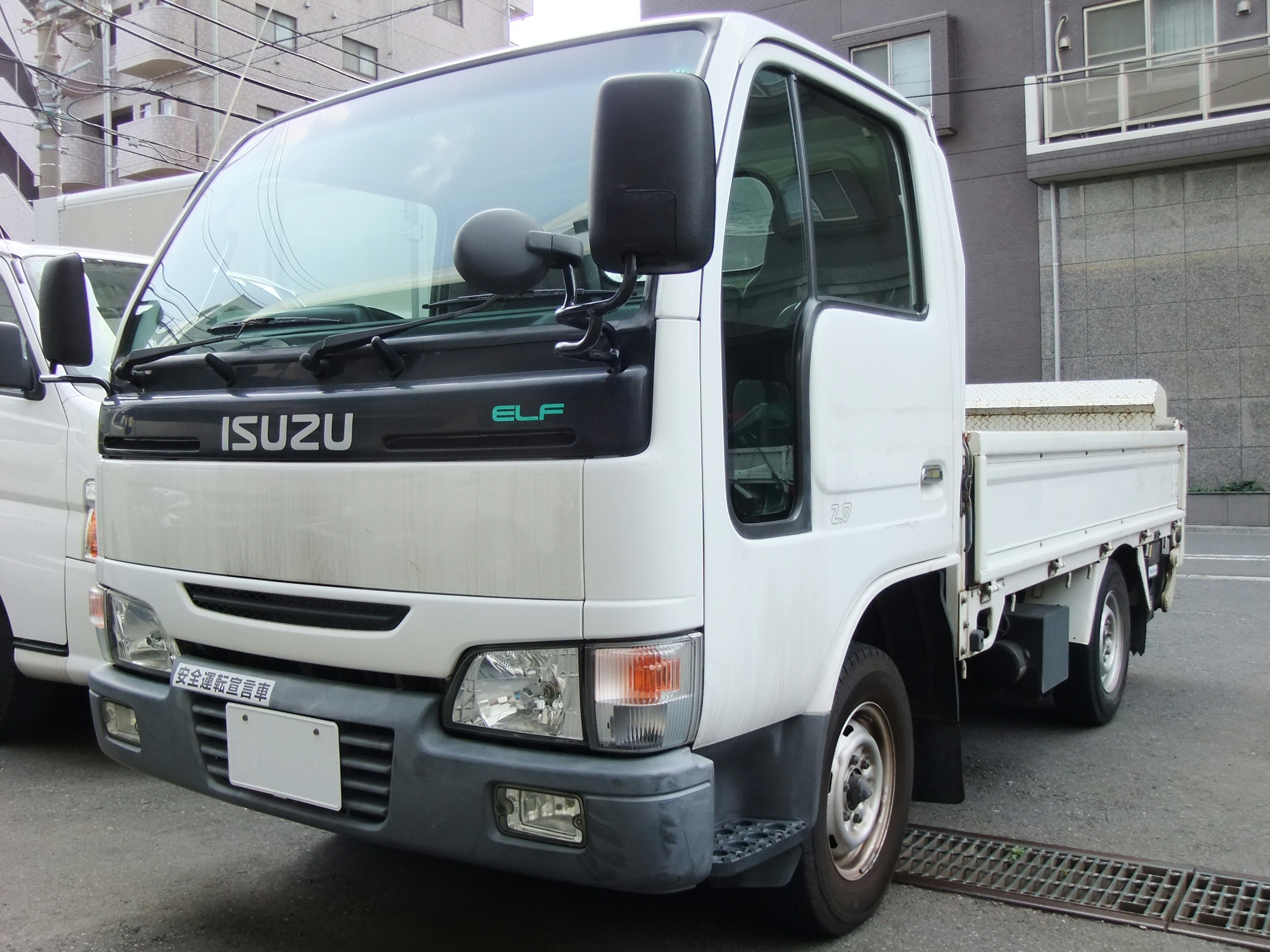
エルフ100 初代
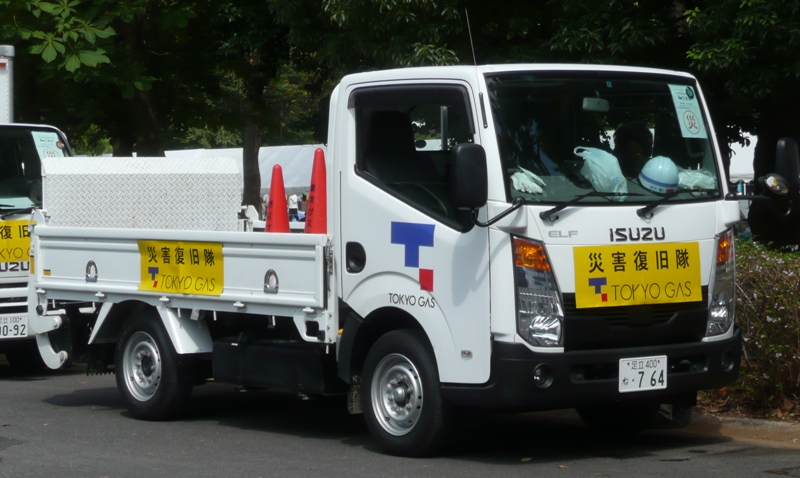
エルフ100 2代目

## エルフミオ

### 初代（2024年 - ）

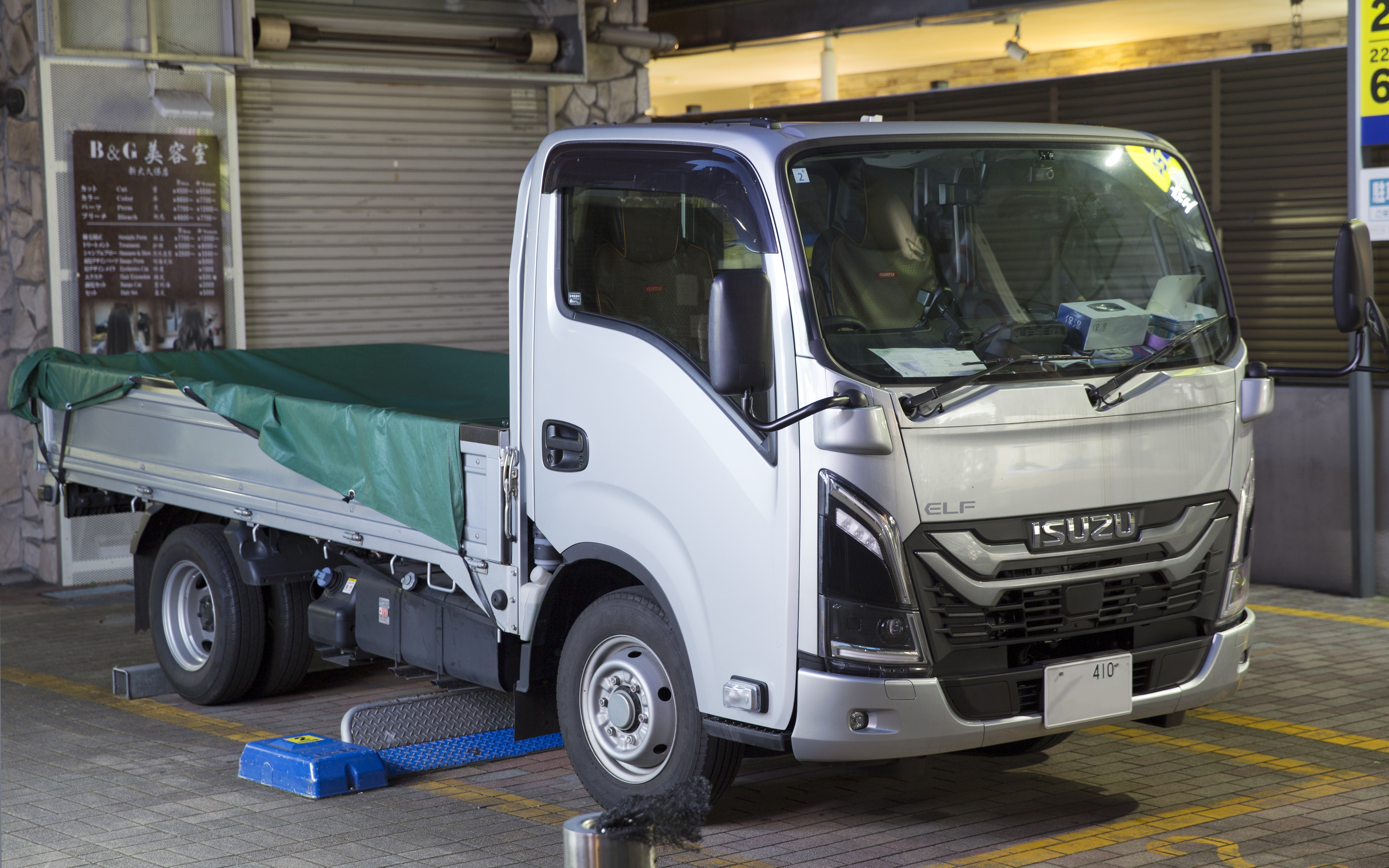
エルフミオ

2024年（令和6年）に販売を開始した1 t積小型トラックで、いすゞが自社生産する1 t系小型トラックとしては、1995年（平成7年）に生産・販売を終了した初代ファーゴトラック以来である。
ディーゼル車とBEV（二次電池式電気自動車）をラインナップしている。
『だれでもトラック』をコンセプトに、現行の普通自動車免許やオートマチック限定免許でも運転可能な小型トラックとして開発された。CMキャラクターには本田翼を起用    し、「いすゞのトラック」をCMに使わないなど、従来とは異なる層に訴求している。東京オートサロン2024ではコンセプトカーとしてキャンプなど趣味での使用を想定した「アウトドアエディション」が展示された。
車両寸法を4ナンバー枠に収めるため標準キャブを採用したほか、ホイールベースも2,500 mmの1種類となる。形式名は標準キャブ・積載1.5 t級と同じNHRとなる。エルフ同様、シングルキャブ・ダブルキャブ・スペースキャブの3種類を設定する。カラーバリエーションも全6色の設定となり、エルフミオのイメージカラー、かつ専用色となるペールブルーを追加した。
シャシは、フラットローダブルタイヤ（最大積載量1.3 t）、フルフラットローダブルタイヤ（最大積載量1.25 t）、フルフラットローシングルタイヤ（最大積載量1.35 t、シングルキャブとダブルキャブのみ）の3種類が用意される。タイヤサイズも185/75R 15（フラットローダブルの後輪のみ145/80R 13）と、標準キャブ・積載1.5 t級（5 t限定準中型対応車）よりも小径化した。ブレーキは車型によって異なり、4輪ディスクブレーキまたは前輪ディスクブレーキ・後輪ドラムブレーキとなる。
エンジンは、エルフの欧州仕様やD-MAXに搭載されている1.9 LのRZ4E型ディーゼルエンジンを搭載。標準の150 psから120 psに出力を抑え、メンテナンスの軽減を実現した。排出ガスの後処理装置には近接DPD+尿素SCRを採用した。
トランスミッションは6速ATのみの設定となり、オートマチック限定免許での運転を可能とした。
RZ4E型エンジンの採用やタイヤサイズの小径化により、AT車での車両総重量3.5 t未満を実現した。
グレードは、SG・SEカスタムの2グレードで展開する。
安全支援機能パッケージは装着が義務化されている装備を標準装備している「BASIC」が標準となるほか、プリクラッシュブレーキ（右左折時検知機能付き）、ブラインドスポットモニターも装備した「STANDARD」も用意される。
完成車シリーズは、平ボディ、軽量バン、電動油圧ダンプを設定する。軽量バンのボディメーカーはパブコ製となる。エルフミオのダンプのホイスト機構は、トランスミッションPTO非対応のため、12 Vバッテリー電源による電動油圧式のホイスト機構を採用した。また、冷蔵・冷凍車、可搬消防ポンプ積載車、リヤゲートリフター付トラックの架装に対応したキャブ付シャシやキャンピングカー専用シャシである「TRAVIO」も用意される。
- 2024年（令和6年）7月のディーゼル車発売以降、4か月間で1.5 t積の2023年（令和5年）の販売台数に匹敵する約1,500台を受注しており、軽トラックやライトバンといった新普通免許で運転可能な車種からの乗り換えもあるという。オンライン販売チャンネルである「ELFmioStore」からの受注も80 %が新規顧客であるなど、いすゞと取引がなかったユーザーの獲得に成功している[4][35]。
- 2023年（令和5年）3月7日 - 「いすゞワールドプレミア」において参考出品。
- 2024年（令和6年）
  - 1月5日 - BEVである「エルフミオEV」をリース専用車として販売開始[36]。
  - 1月12日 - 東京オートサロン2024に平ボディをベースにしたキャンピングカー仕様を参考出品[37]。
  - 5月9日 - ジャパントラックショー2024に軽量バンを参考出品[38]。
  - 7月30日 - ディーゼル車の販売を開始（発表は7月24日）。
  - 10月 - マツダに「タイタンLHR」としてOEM供給開始。
  - 11月14日 - 日産自動車に「アトラス 普通免許対応モデル」としてOEM供給開始[39]。
- 2025年（令和7年）7月1日 - 4WD車を追加発売[23][24][25]。
  - ラインナップはシングルキャブとダブルキャブのみの設定となり、エルフとは異なりスペースキャブは未設定となる。また、最大積載量も最大積載量1.05 tに抑えられている。
  - トランスミッションは、2WD車と同様に、6速ATのみの設定となる。
  - 安全性に関してもエルフ同様に2WD車よりも強化され、「STANDARD」に装備される交差点プリクラッシュブレーキ（右左折時）に対向車両の検知機能を追加した。

## 外板色
5代目モデルまで外板色はマリンブルーが標準となっており、いすゞの小型トラックのイメージカラーであった。6代目以降はアークホワイトが標準塗装となる。エルフミオは専用色のペールブルーがイメージカラーとなるが、いすゞディーラー販売仕様はエルフ同様にアークホワイトが標準塗装となる（「ELFmioStore」専用仕様はペールブルーが標準塗装となる）。
6代目では全17色が設定されていた。。標準キャブ・標準ボディ・積載量2t級平ボディ特別仕様車である「VP」とバン完成車シリーズである「Eカーゴシリーズ」は、アークホワイト以外の外板色を選択することは不可となっている。7代目ではSEカスタム専用色であるダークカーキメタリックが追加され、全18色となった。エルフミオは全6色が設定される。アークホワイト以外の色（トランスブルーなど）についてはメーカーオプションや未設定の車型もある。エボニーブラック（エルフのみ）・フリントグレーメタリック・ダークカーキメタリック（ダークカーキメタリックは7代目とエルフミオのみ）はSEカスタム専用色となる。

## メーカー完成車シリーズ荷台メーカー
1.5t積 - 4t積系
- Eカーゴドライバンシリーズ - 日本フルハーフ（Eカーゴはハイキャブ・ワイドキャブのSGグレードのみ設定）
- ダンプシリーズ - 新明和工業、極東開発工業・花見台自動車
- 車両・重機運搬車シリーズ -  - タダノ・古河ユニック・極東開発工業・花見台自動車（ハイキャブとロングボディはは花見台自動車のみ設定）
  - 7代目のドライバンは、ハイキャブ・ワイドキャブのSGグレード以外はキャブ付きシャシーによる架装対応となる。

エルフミオ
- ドライバン - パブコ

## 日本国外生産・輸出

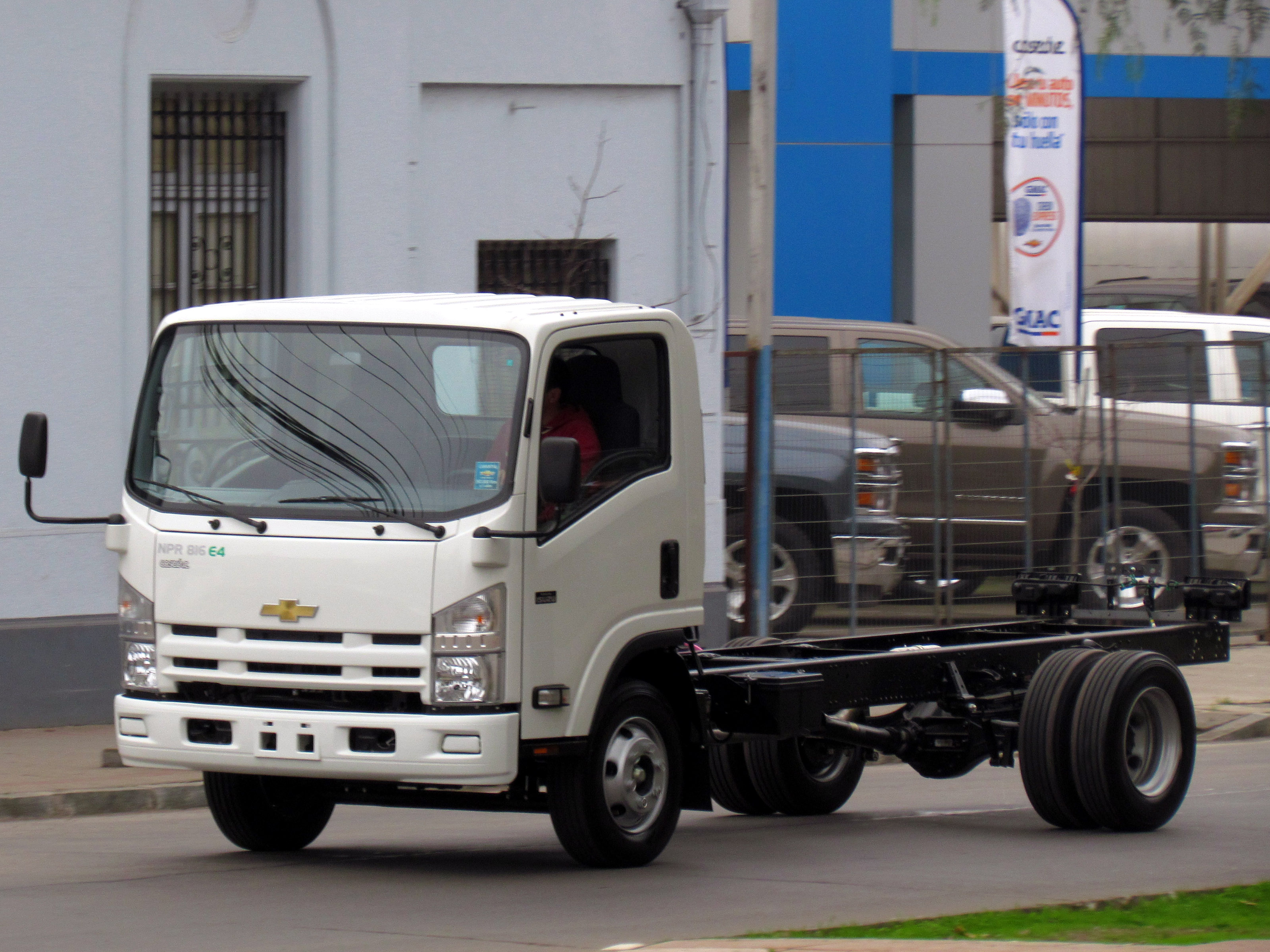
シボレー・NPR

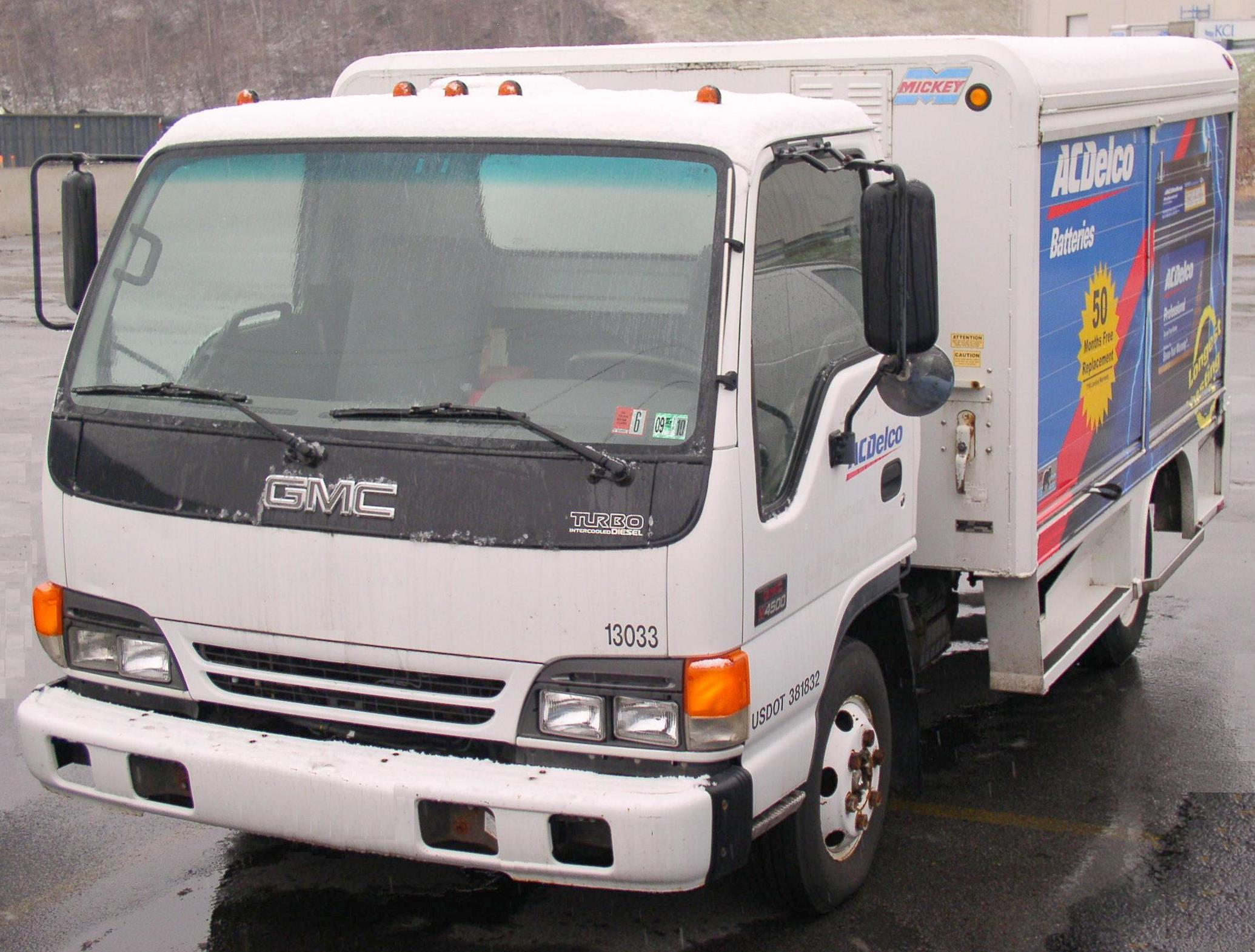
GMC・Wシリーズ

いすゞ自動車の主力輸出商品でもあり、また中国、台湾（2017年からワイドキャブの現地生産が再開）、タイなどの日本国外でも生産が行われている。タイではトラックの他に、4代目と5代目と同じくルートバンベースのバディ(BUDDY)が生産されていた。
南米やエジプトなどでは業務提携先のゼネラルモーターズを通じてシボレーブランドで販売されている。かつては
北米でもシボレーおよびGMCで販売されていたが撤退した。しかし、2015年6月15日にいすゞとゼネラルモーターズは米国における商用車に関する協業に合意し、これにより2016年からシボレー向けにNシリーズ（エルフ）のOEM供給が再び行われて、シボレーは米国のローキャブフォワードトラック市場に再参入する予定である。
北米工場におけるエンジン認証の遅れにより、2020年から北米工場の生産を停止している日野自動車は2021年7月29日に、いすゞとの間でNシリーズの内、車両総重量6～7トンの「クラス4」並びに車両総重量7～8トンの「クラス5」の北米におけるOEM供給を受ける事に合意。日野は2021年10月より、北米市場で「Mシリーズ」（日本名・デュトロ）の代替として「Sシリーズ」として販売を開始する予定である。これは、600がカミンズ製エンジンを搭載して販売を再開するのに対し、Mシリーズはカミンズ製エンジン搭載対象から外れたためである。なお、2024年モデル以降については未定としている。
北米では、日本仕様にはないガソリンエンジン車とLPGエンジン車も設定されている。
また、かつては韓国のセハン自動車（大宇自動車を経て現：韓国GM/タタ大宇/大宇バス）でも生産されていたことがある。また2021年現在はいすゞコリア（CUROモータース）によりいすゞブランドの製品が輸入されている。なお、ハングルにF音がないことからセハン/デーヴ生産分・CURO輸入分ともにハングル表記上は「エルプ (엘프) 」となる。韓国仕様は当初はワイドキャブ・3.5t積のみの設定となっていたが、後にワイドキャブ・2.5t積が追加設定された。
トルコでは、4×2モデルの他にも、車両総重量12.5トンの6×4モデルも存在する。車両総重量12.5トンモデルは、ブレーキは油圧ブレーキではなくフルエアブレーキとなる。
ベトナムでは標準キャブを「QKR」シリーズとして、ハイキャブを「フォワードNシリーズ」として販売している。
パキスタンなどでは、ハイキャブを設定せずに標準ボディ・ワイドキャブを販売している地域がある。

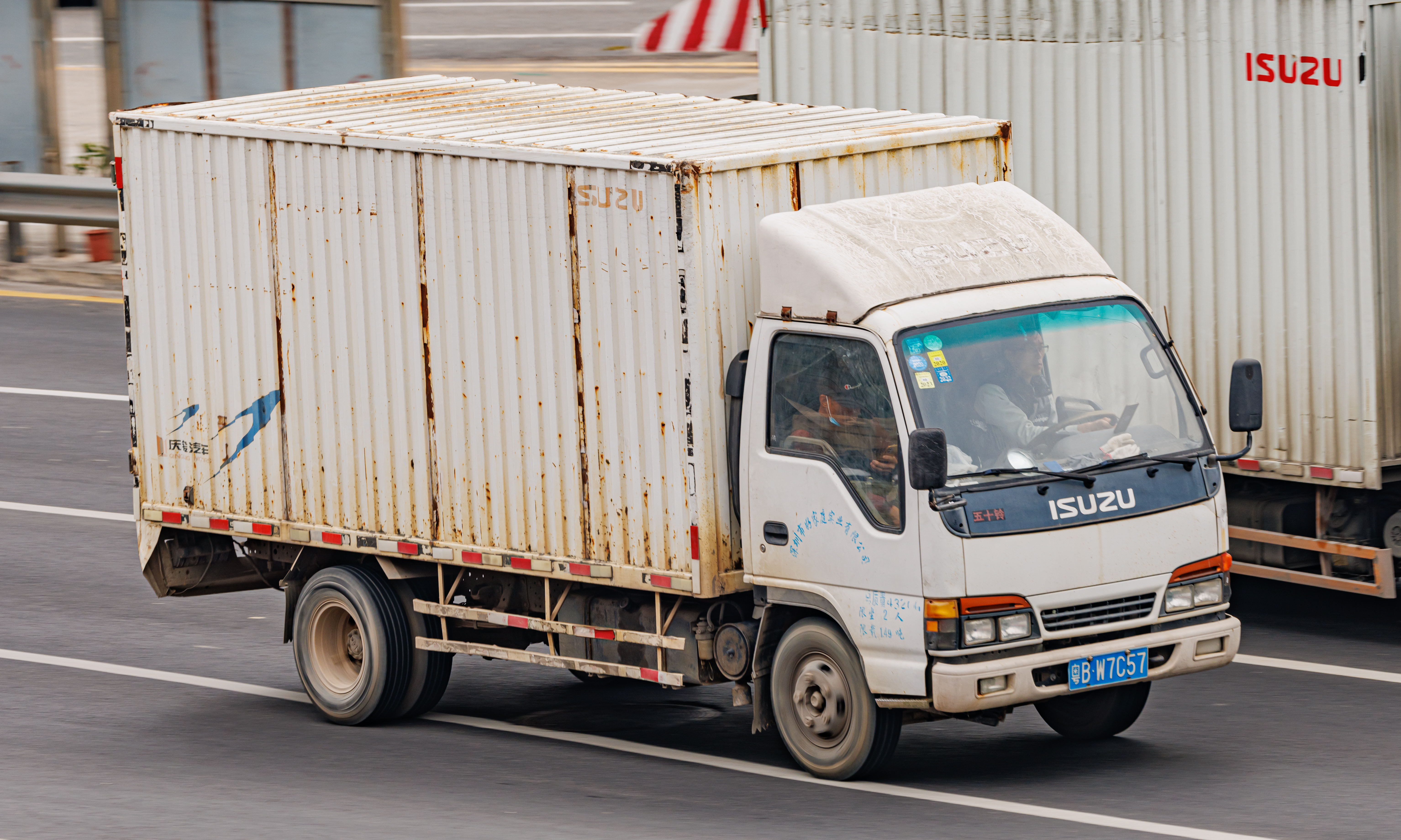
5代目1993年型標準キャブ中国仕様
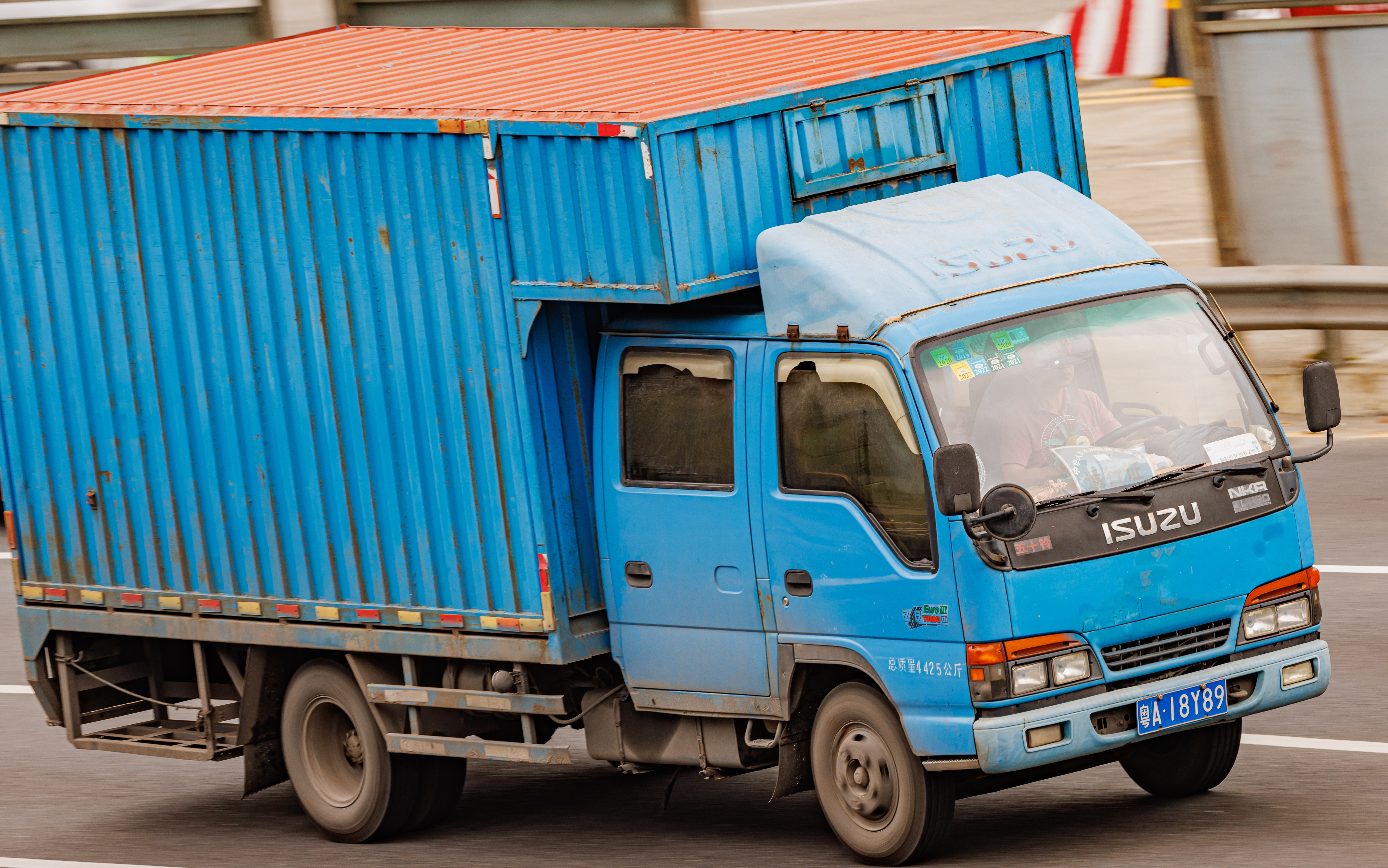
5代目1993年型ダブルキャブ中国仕様
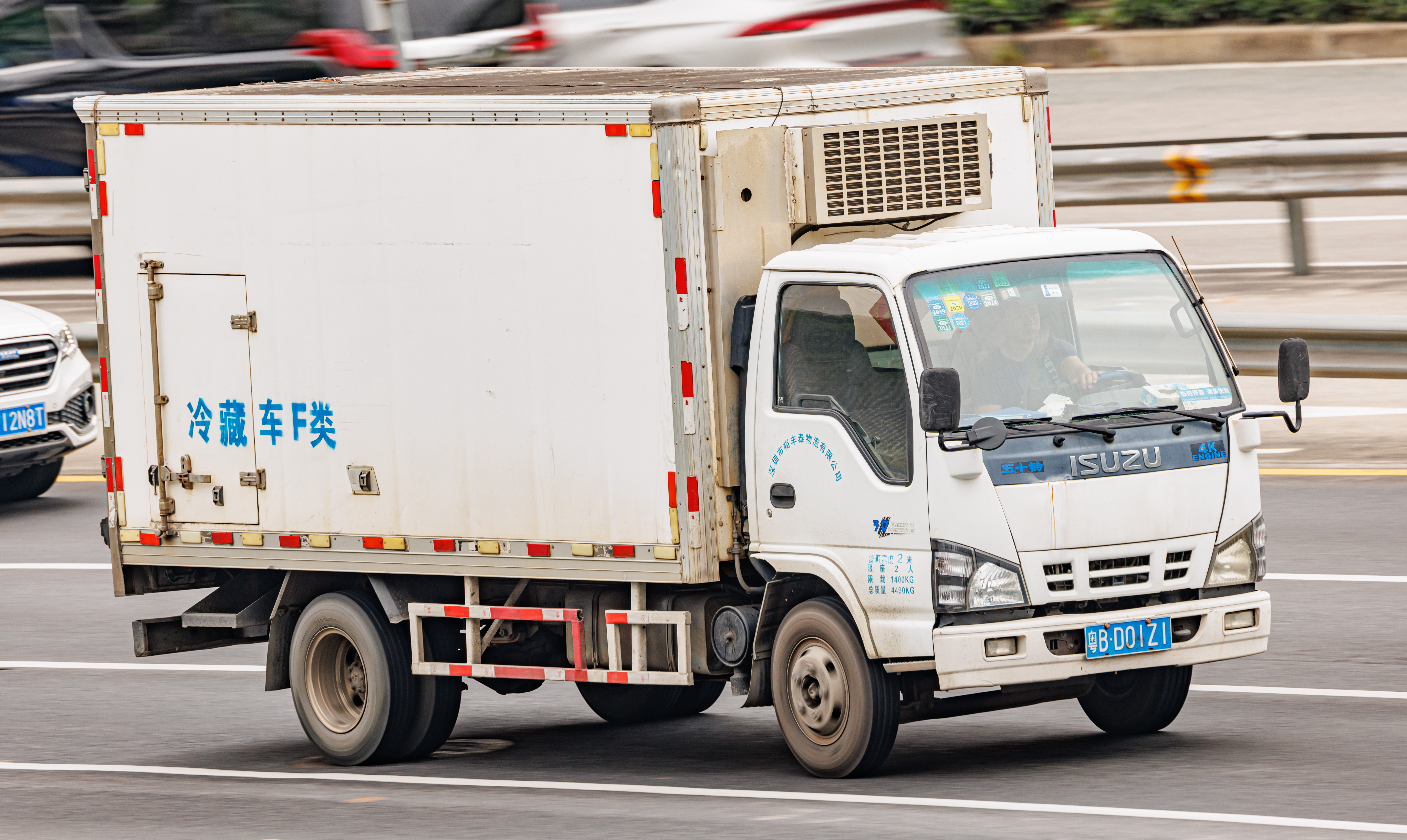
5代目2004年改良型標準キャブ中国仕様
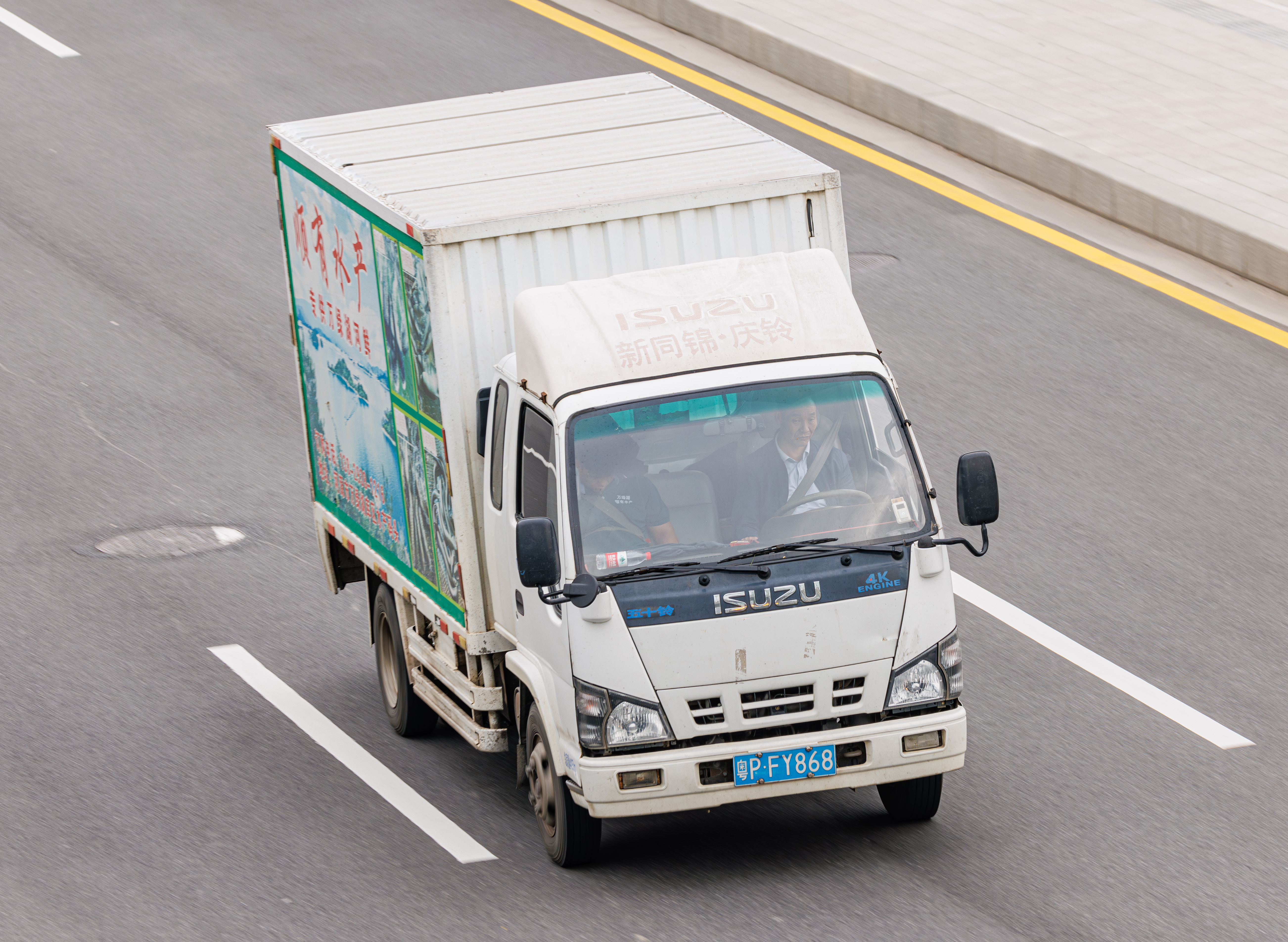
5代目2004年改良型標準キャブ中国仕様
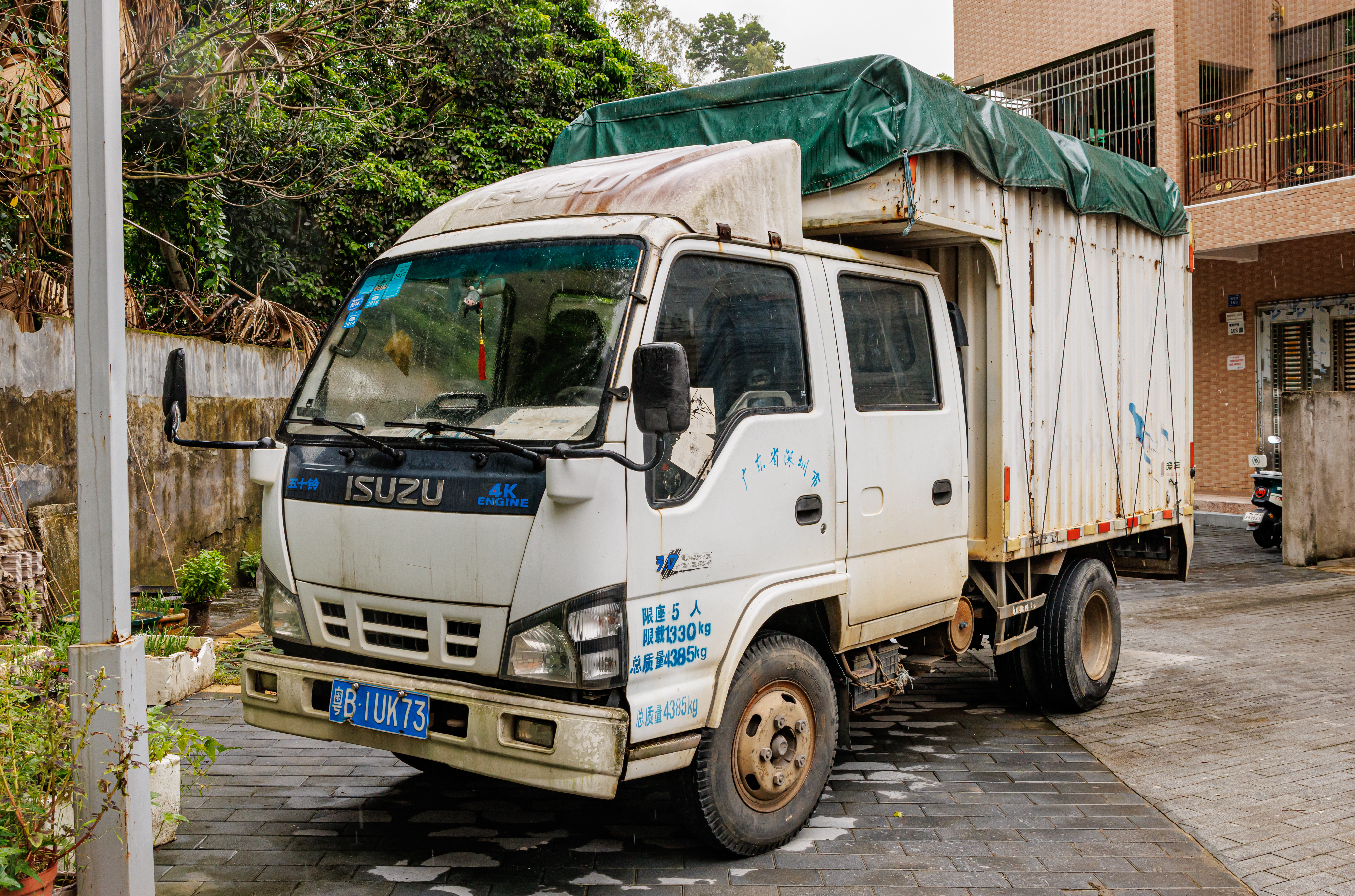
5代目2004年改良型ダブルキャブ中国仕様
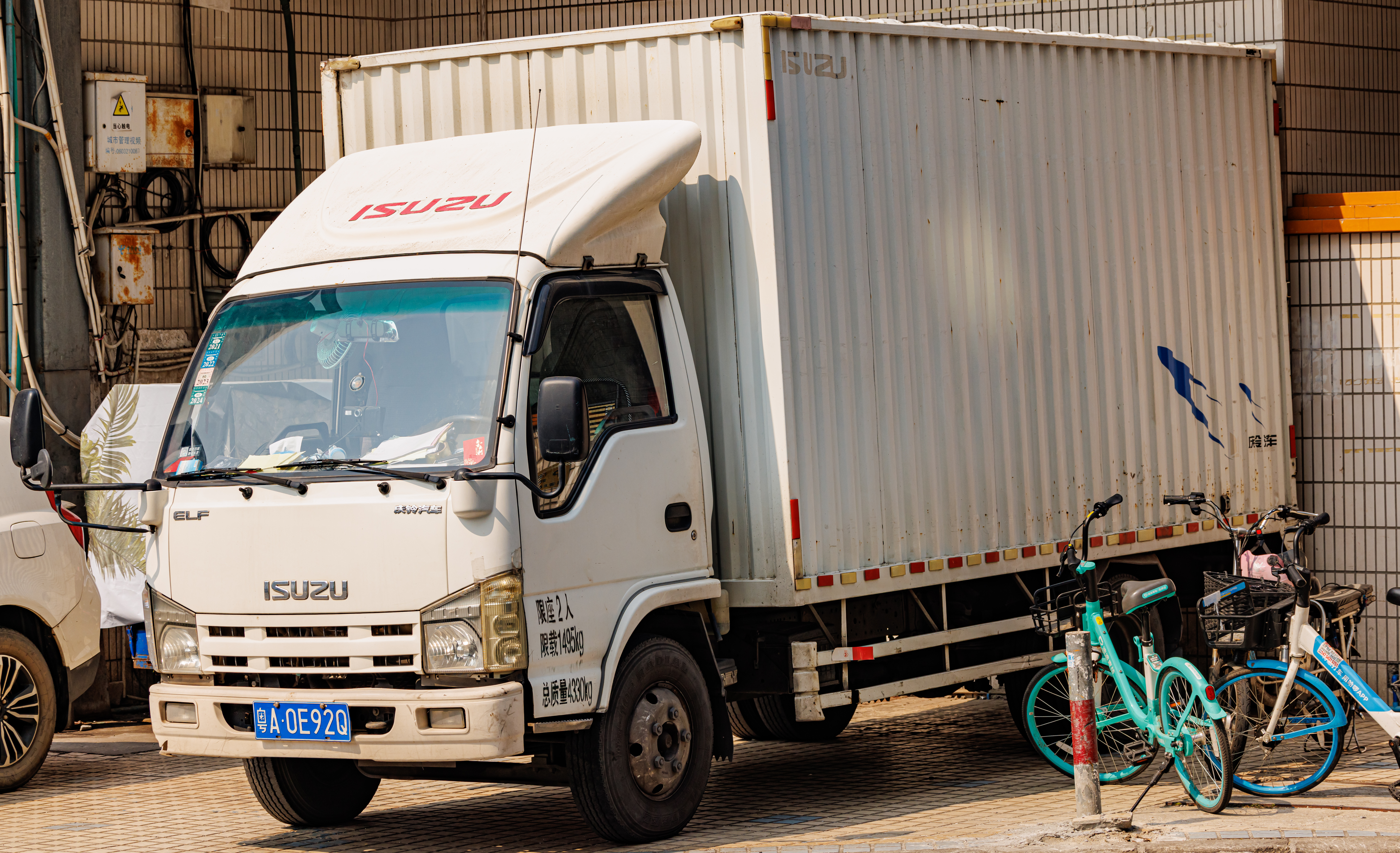
6代目2006年型標準キャブ中国仕様
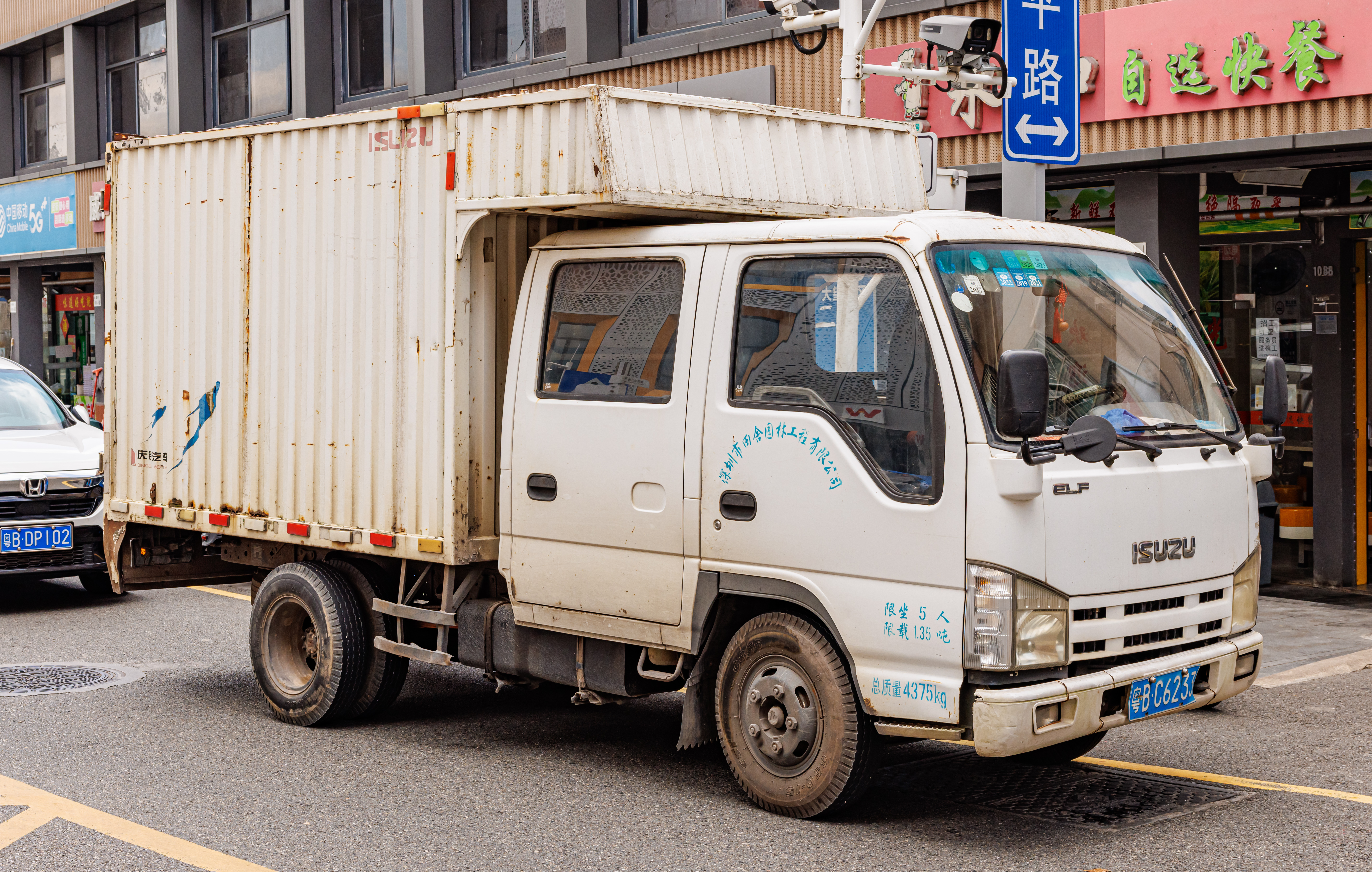
6代目2006年型ダブルキャブ中国仕様
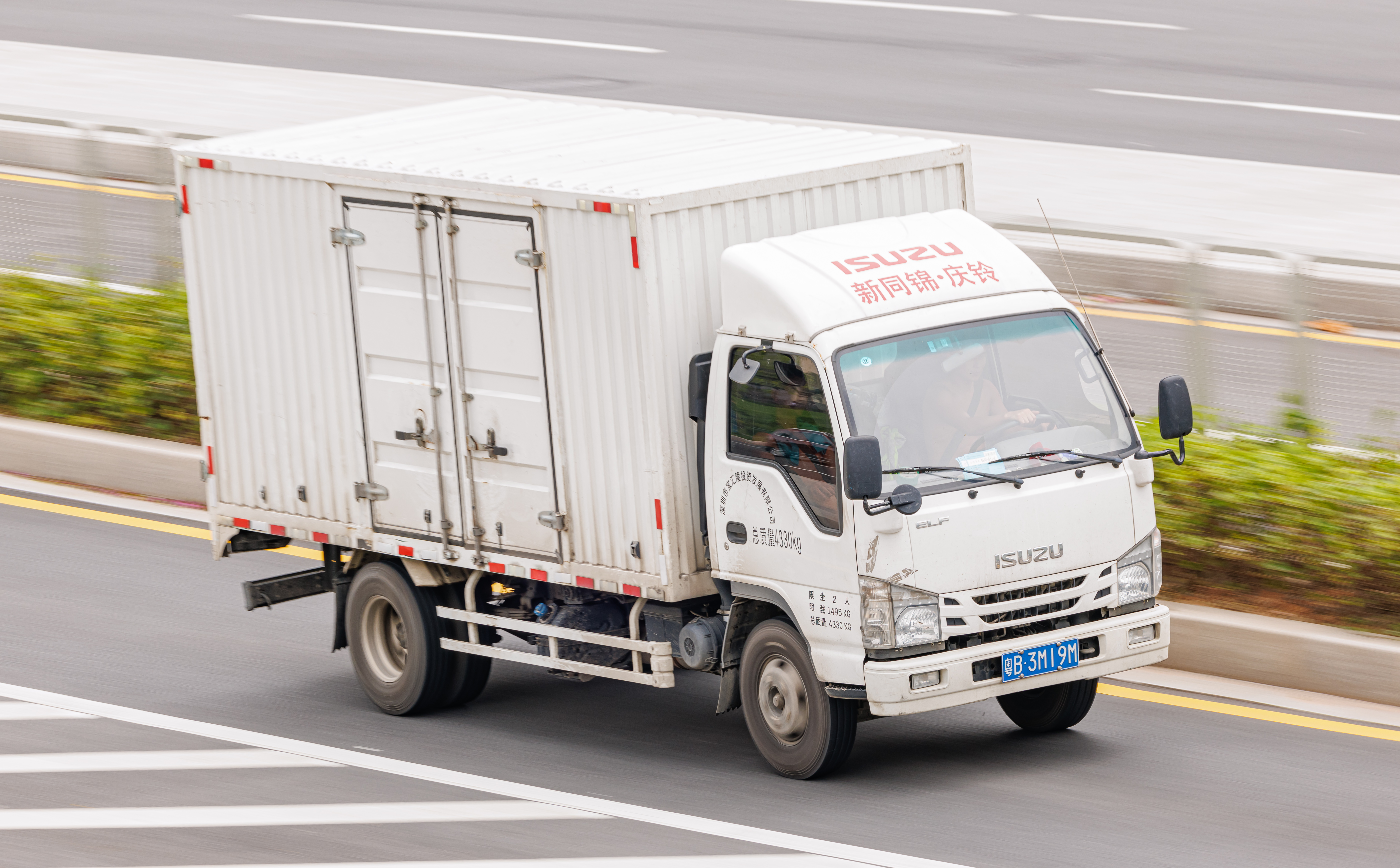
6代目2014年改良型標準キャブ中国仕様
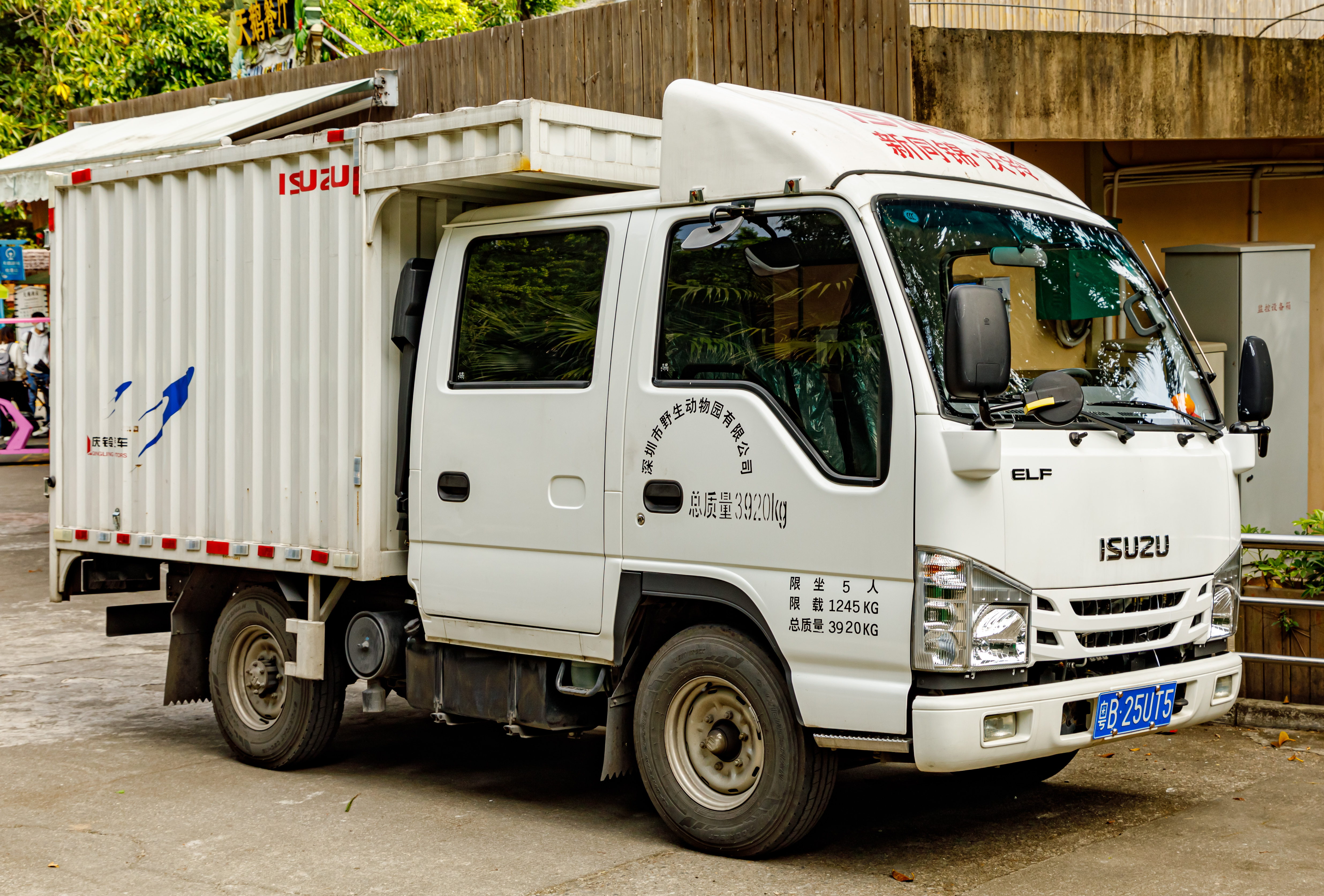
6代目2014年改良型ダブルキャブ中国仕様
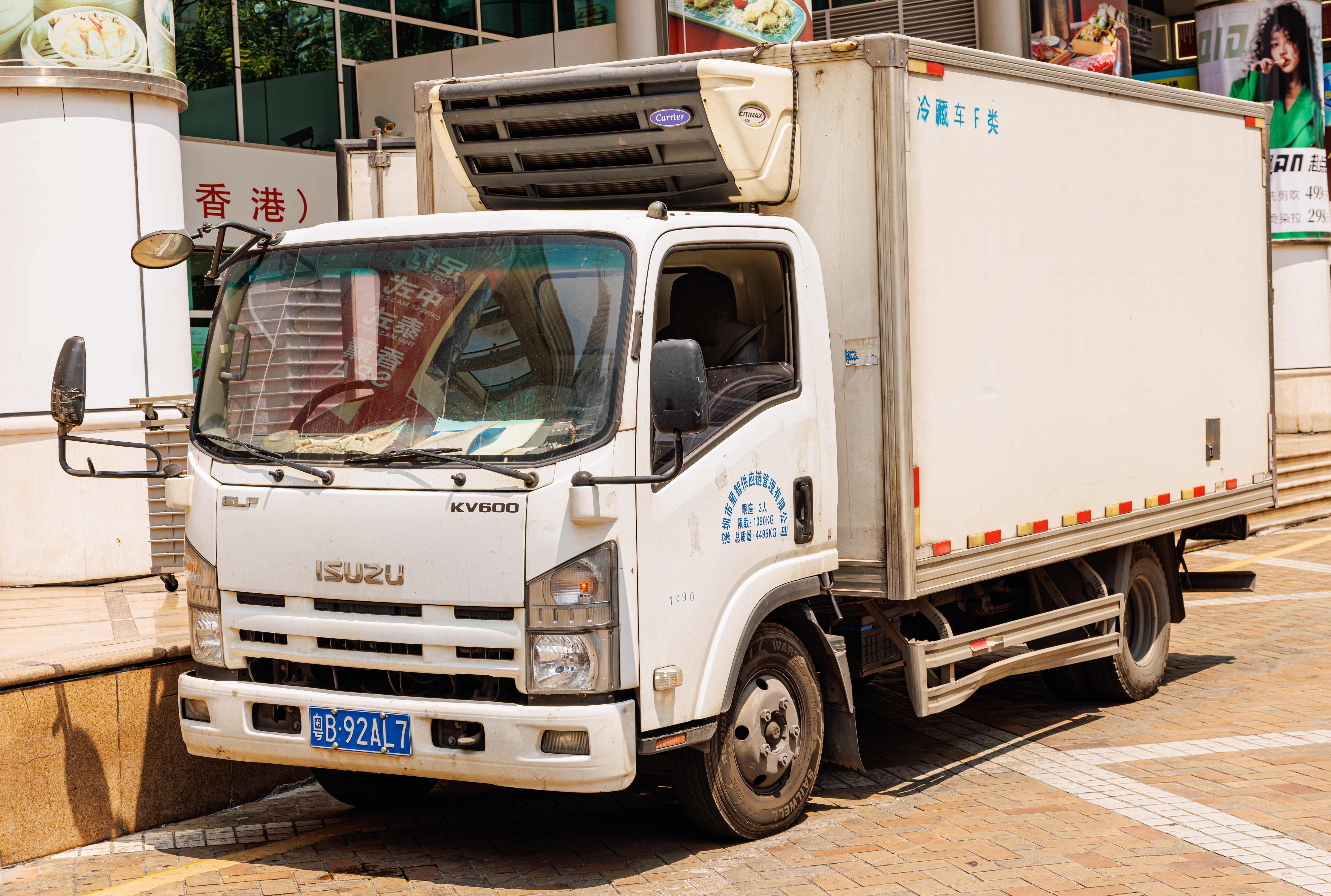
6代目2006年型ワイドキャブ中国仕様
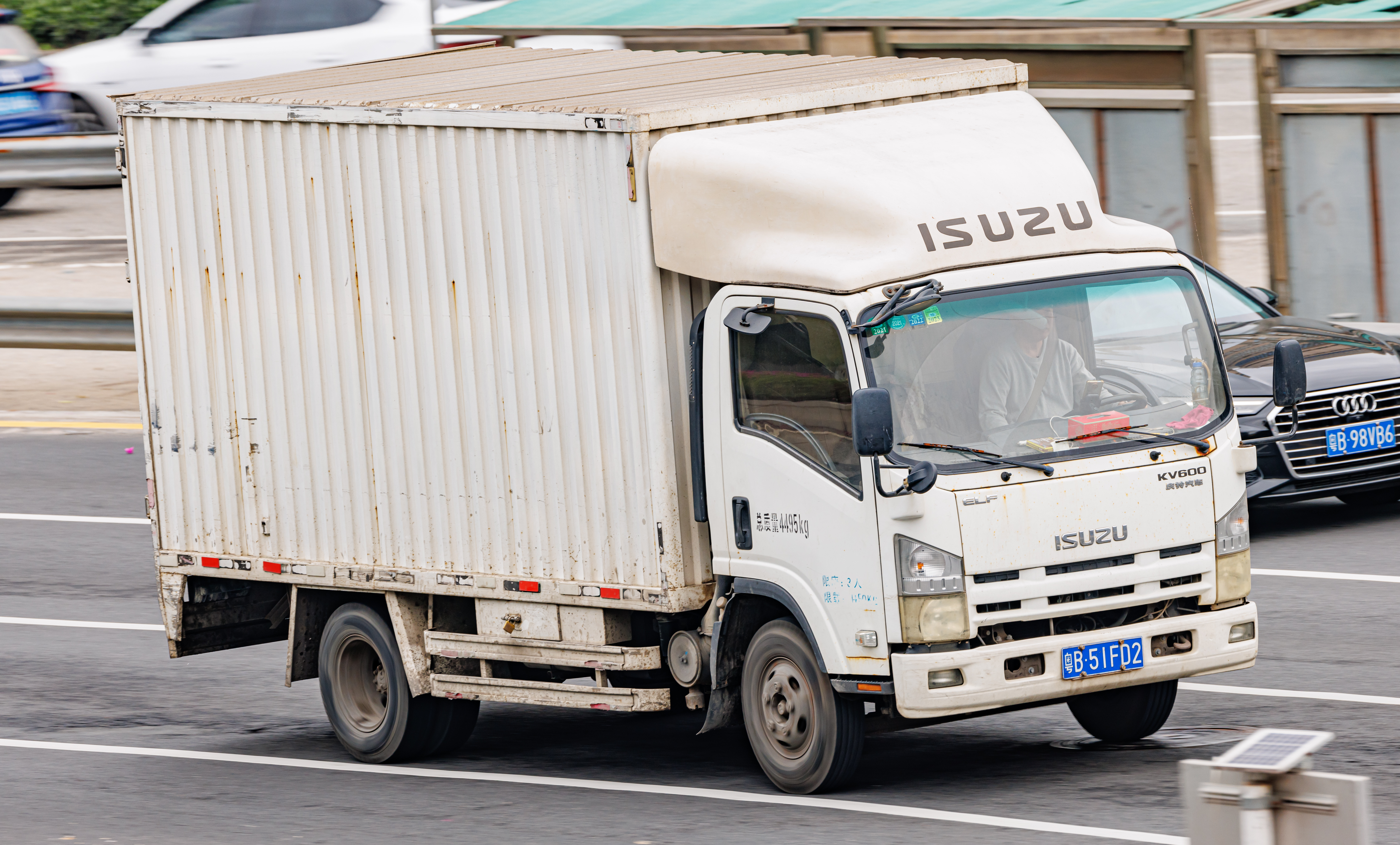
6代目2006年型ハイキャブ中国仕様
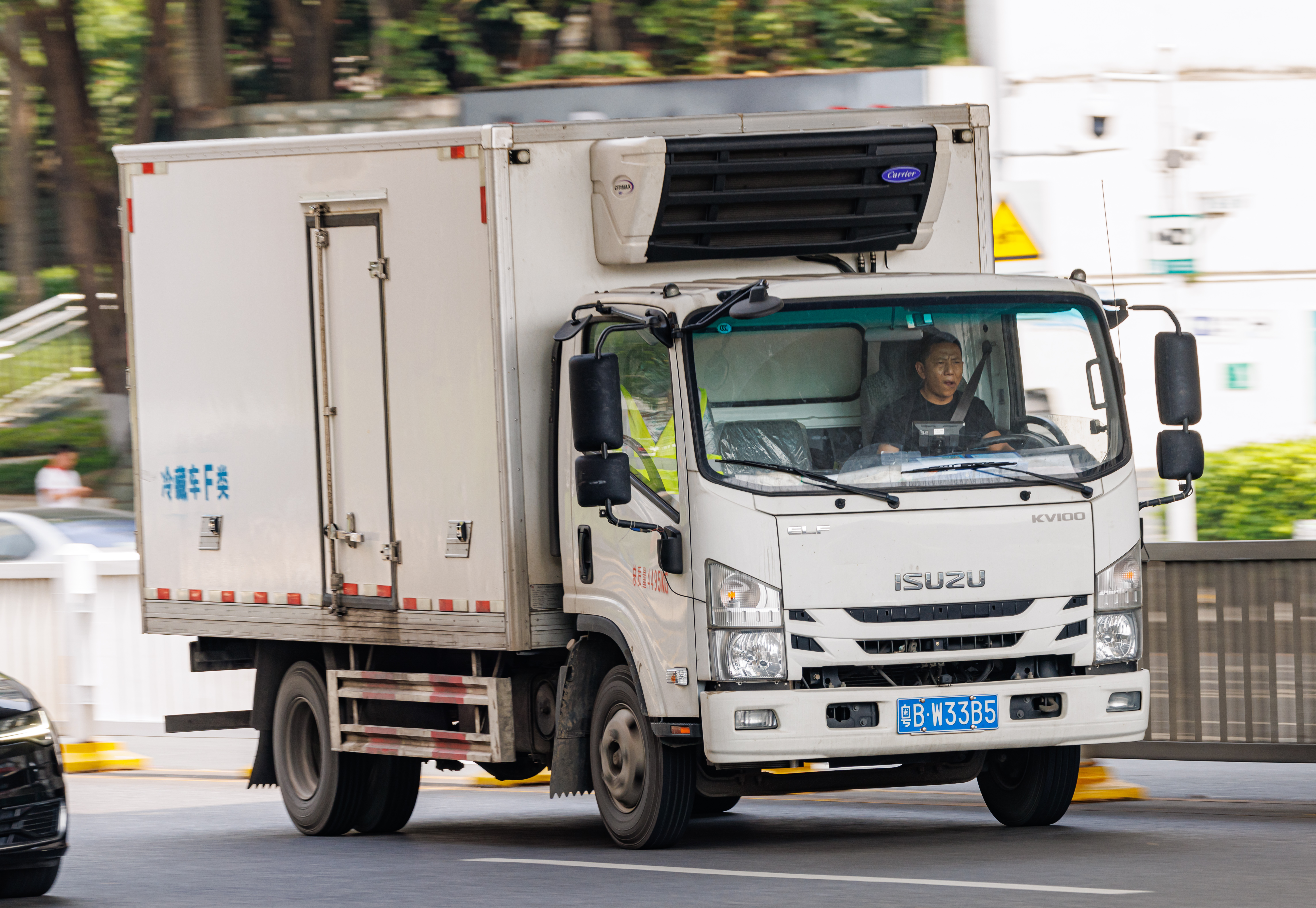
6代目2014年改良型ワイドキャブ中国仕様

## バスシャーシとしてのエルフ
ウクライナのボフダーン社では、エルフのプラットフォームを利用したマイクロバス「ボフダーン」が開発されており、1999年より販売している。この他にもトルコ、フィリピン、台湾など世界中で、エルフのプラットフォームに独自の車体を架装したマイクロバスが生産されている。

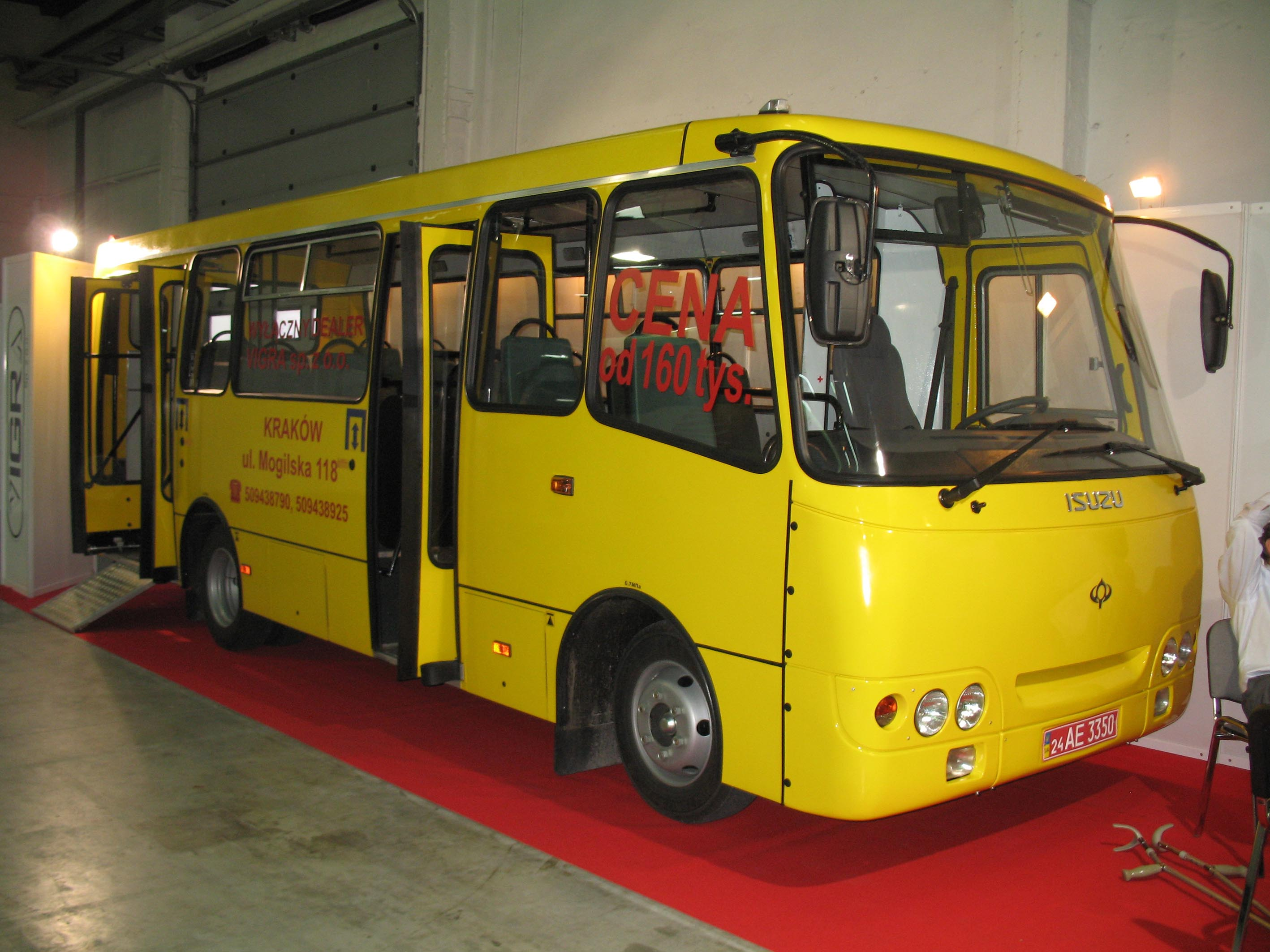
Bogdan A92
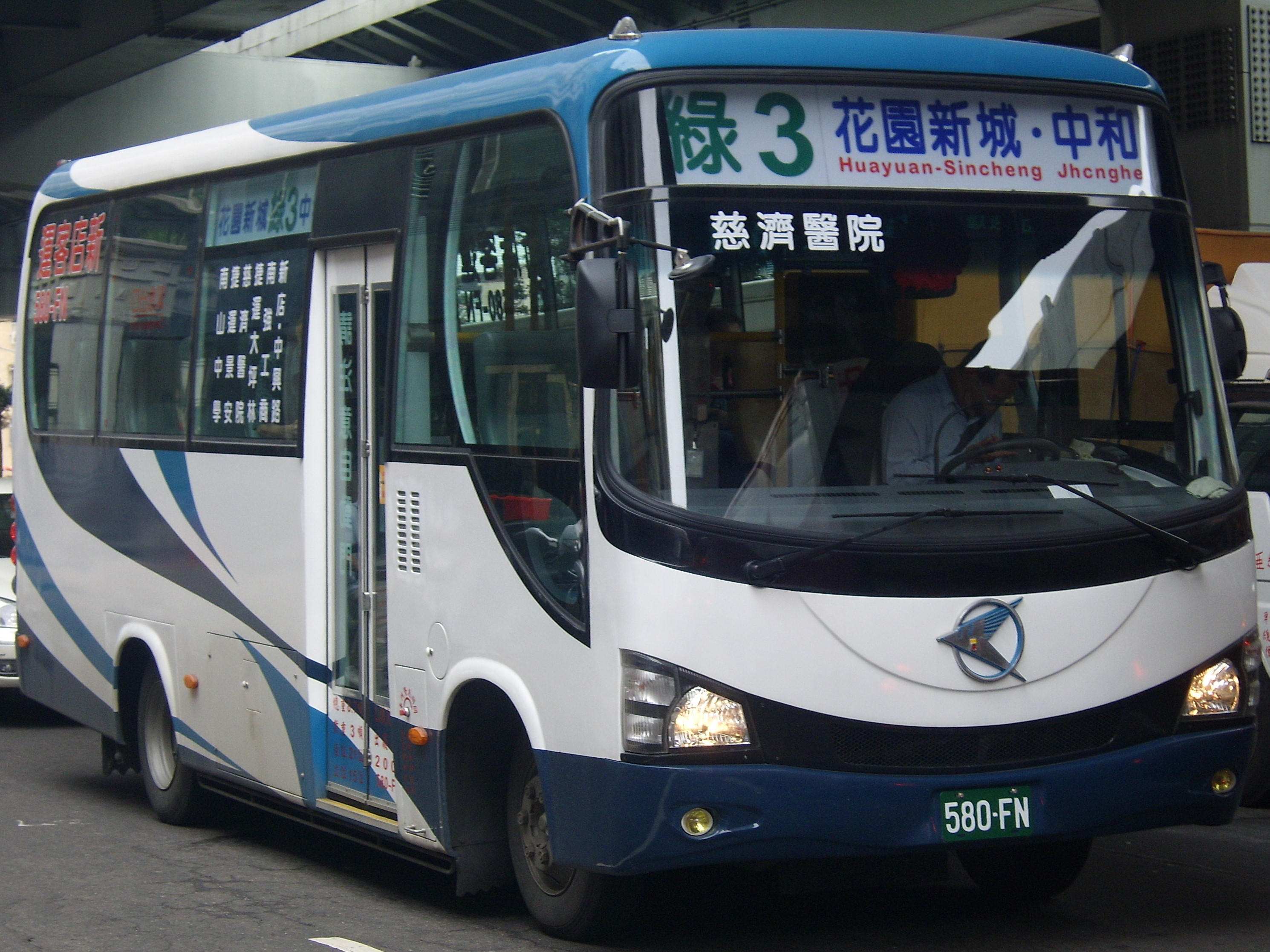
NQRシャーシバス（台湾仕様）

### ジャーニーS
日本ではエルフ同一キャブのマイクロバスや、コンポーネントを流用したジャーニーなどが初代エルフの時代から存在していた。また、1975年（昭和50年）の第21回東京モーターショーではマイパックのFFコンポーネントを流用したデマンドバス向けコンセプトカー「いすゞ ローデッカー」が参考出品されている。ローデッカーは1977年（昭和52年）に黒箱トミカのNo.37「ローデッカー デマンドバス」、トミカダンディのNo.009（2代目。発売年不詳）で製品化されている。
ジャーニーS（KA5*B系）は、1970年（昭和45年）に2代目エルフマイクロバス（TL-B系）からモデルチェンジした15人乗りのマイクロバス。車体は2代目エルフルートバンと共通で、バックドアは塞がれていた。その他多くの部品もエルフと共用。後継車種はファーゴバスである。

### ジャーニーE
1997年に西日本車体工業がマツダ・パークウェイ用の車体を、5代目エルフに架装してマイクロバス「プレビス」を開発。翌1998年から2001年まで「ジャーニーE」としていすゞから販売されていた。路線バスとしては岩手県交通などに採用例がある。

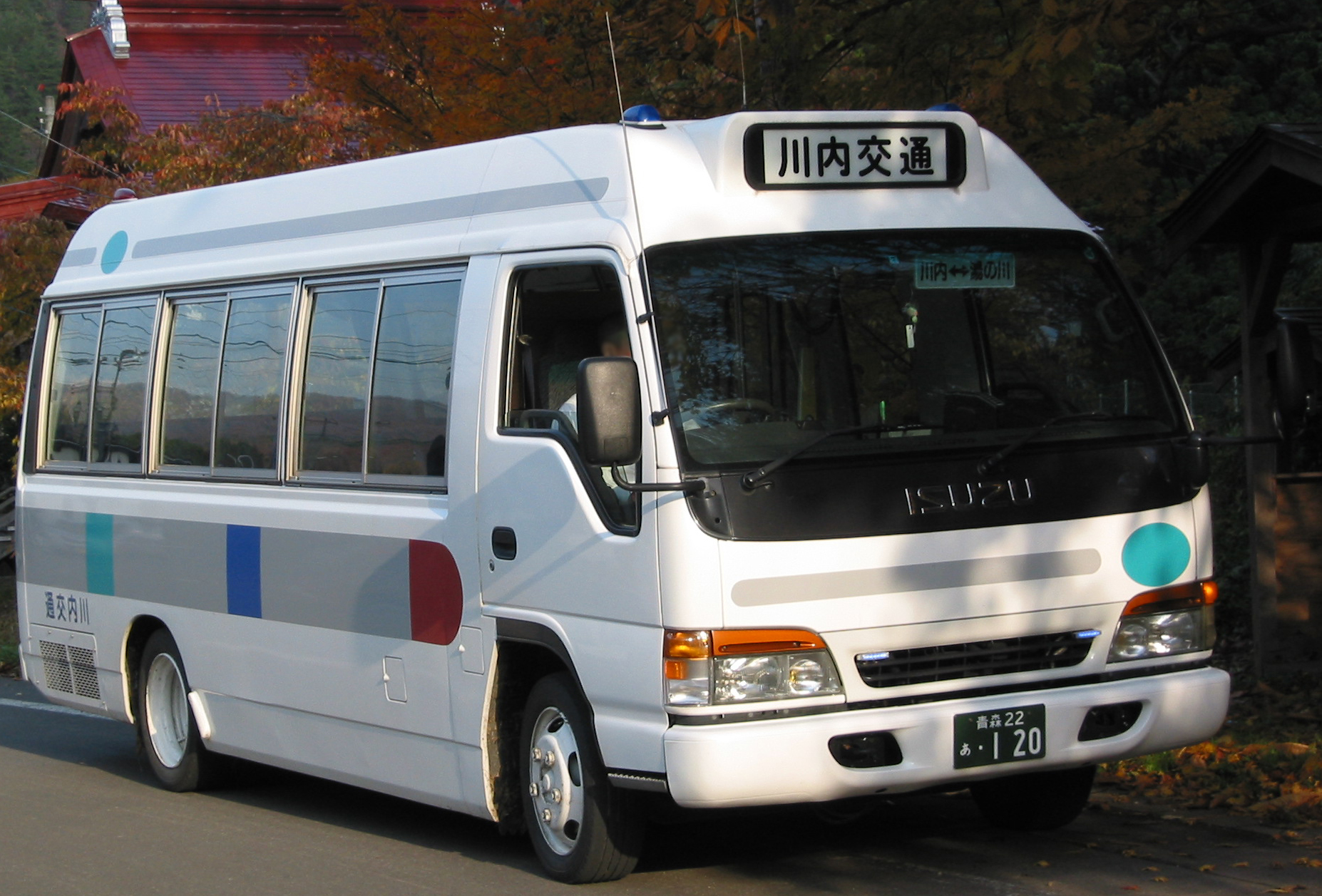
ジャーニーE（プレビス） 川内交通
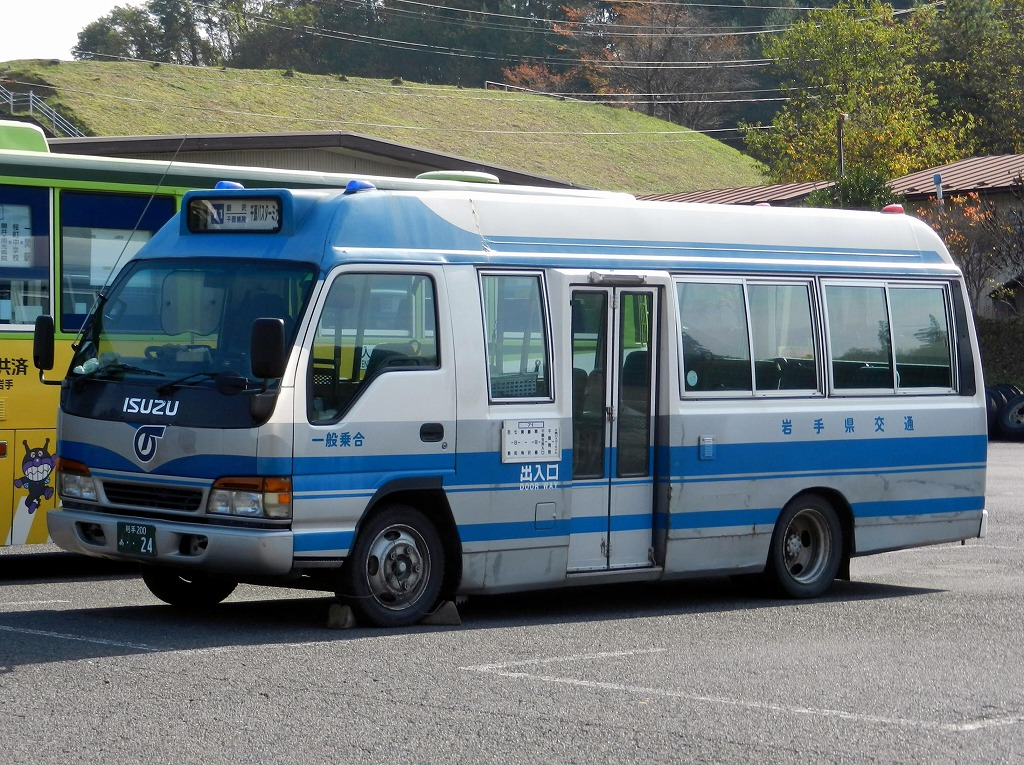
ジャーニーE（プレビス） 岩手県交通

## 車名の由来
妖精のエルフに由来し、小型であることを意味する。1959年8月のデビュー時の広告では「お仕事繁栄のマスコット」のキャッチコピーとともに、端の方にとんがり帽子をかぶった小人の絵と「エルフ」の意味について解説が掲載されていた。
また、新普通免許対応の小型トラック版となるエルフのサブネーム「ミオ」の由来は英語の mini とフランス語の mioche' からの造語 mioを組み合わせ、本来のエルフに対してより一層小さいことを表している。なお、この命名法は同社のエルガとエルガミオ、およびガーラとガーラミオの関係と全く同じである。

## その他
- 八薙玉造によるライトノベルとして『異世界最強トラック召喚、いすゞ・エルフ』が発表されている（2019年3月19日発売、集英社ダッシュエックス文庫刊）。異世界に迷い込んだ女子高生が召喚魔法を使ったところ、妖精のエルフではなく本トラックが召喚されるという物で、いすゞ自動車から正式に許諾を得た上で執筆が行われた[50]。